# La Casamaures
La Casamaures est une villa située en France à Saint-Martin-le-Vinoux, commune du département de l'Isère en région Auvergne-Rhône-Alpes. Elle fait partie du paysage culturel de la métropole de Grenoble, sur le coteau du mont Jalla.
Cette villa a été construite au troisième quart du XIXe siècle en style néo-mauresque, inspirée des décors ottomans, par le Grenoblois Joseph Jullien dit Cochard qui se ruina pour elle. En changeant de propriétaires maintes fois — 13 fois —, elle décline et tombe dans l'abandon. En 1981, la maison avec une partie du jardin d'origine est achetée par l'artiste Christiane Guichard qui, depuis, gère les campagnes de restauration en la renommant La Casa Maures / Cas'amore.
Après avoir été inscrite à l'inventaire en 1985, la Casamaures est classée aux monuments historiques en 1986, et en 1992 pour l'ensemble de la parcelle. Elle représente le premier monument historique en « or gris » construit en France. À ses côtés, dernier témoin de l'ancien parc exotique, un magnolia vieux de 160 ans a reçu le label « Arbre remarquable de France » en 2007.
La Casamaures est le siège de trois associations : Casamaures d'hier et d'aujourd'hui, créée en 1985, organise des visites guidées du monument, des événements culturels et des expositions ; l'Atelier Tournesol, créée en 1986, spécialisée dans la gnomonique, la sauvegarde et la création de cadrans solaires ; et Le tilleul de Sully, créée en 2001.
L'architecture est ancrée sur le rocher de Chartreuse, entre la ligne E du tramway et la N481 longeant l'Isère, et en haut, la rue de la Résistance (D104). L'entrée visiteurs est située en bas, côté jardins de l'orangerie, au 58, Allée de La Casamaures.

## Géographie

### Situation
La Casamaures est située aux portes Nord de la ville de Grenoble, à Saint-Martin-le-Vinoux, commune du département de l'Isère.
Elle est bâtie au pied du mont Jalla sur le contrefort méridional du massif de la Chartreuse, aux abords du Parc naturel régional de Chartreuse. Côté Ouest, elle est bordée par les rives de l'Isère. Au sud, la dernière génération des fortifications de Grenoble édifiées en 1884, et encore existante, est distante de 110 mètres.

### Accès et transports
La Casamaures est longée par la route départementale 104 traversant la commune de Saint-Martin-le-Vinoux à l'Est. À l'Ouest, passent la N 481 et la ligne E du tramway.
Depuis juin 2014, la ligne E du tramway, relie Grenoble à l'arrêt « Casamaures – Village ». La gare ferroviaire de Grenoble est située au sud, à quinze minutes de marche.
L'entrée visiteurs du monument historique est côté rivière et jardins, au numéro 58, Allée de La Casamaures, accessible — uniquement — aux piétons et aux cyclistes. Elle se trouve à environ 100 m de l'arrêt « Casamaures – Village » du tramway. On peut également stationner son véhicule au « parking-relais Esplanade ».

## Contexte

### L'orientalisme

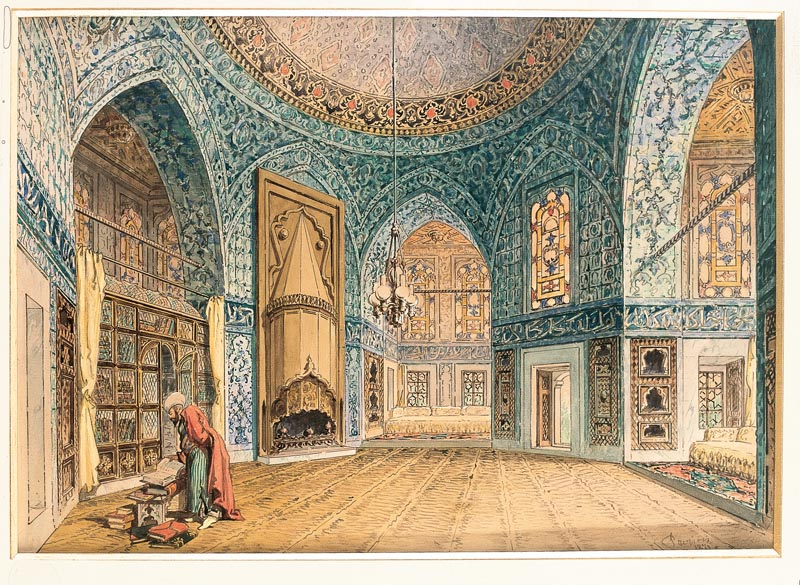
Istanbul interior of the harem par Amedeo Preziosi (1816–1882) entre 1850 et 1882.

Au XIXe siècle, en pleine époque coloniale, la mode orientaliste émerge dans toute l'Europe, avec la passion pour les turqueries et le Moyen-Orient. Les vétérans de l'armée d'Orient retournent en France les yeux pleins de minarets, d'arabesques et des élégances de l'Orient. À Grenoble, ville de garnison, est basée l'armée d'Orient, avec ses zouaves,. 
Qui n'est pas parti, rêve des Mille et Une Nuits à travers les objets, les articles de mode et le mobilier d'importation. Les quotidiens de l'époque suivent la vie des artistes voyageurs et les botanistes recherchent l'exotisme dans les plantes.
Les écrivains content des histoires orientales (voir la préface des Orientales (1829) de Victor Hugo). Les artistes sculptent ou peignent des sujets orientaux, et souvent, dans leurs œuvres, ils mélangent objets d'époque et lieux divers. Plus qu'une école, les orientalistes ont une iconographie en commun.
C'est aussi l'époque des mystères d'Orient : Jean-François Champollion, considéré comme le « père de l'égyptologie », traduit les hiéroglyphes dès 1822.

### L'architecture grenobloise en style néo-mauresque

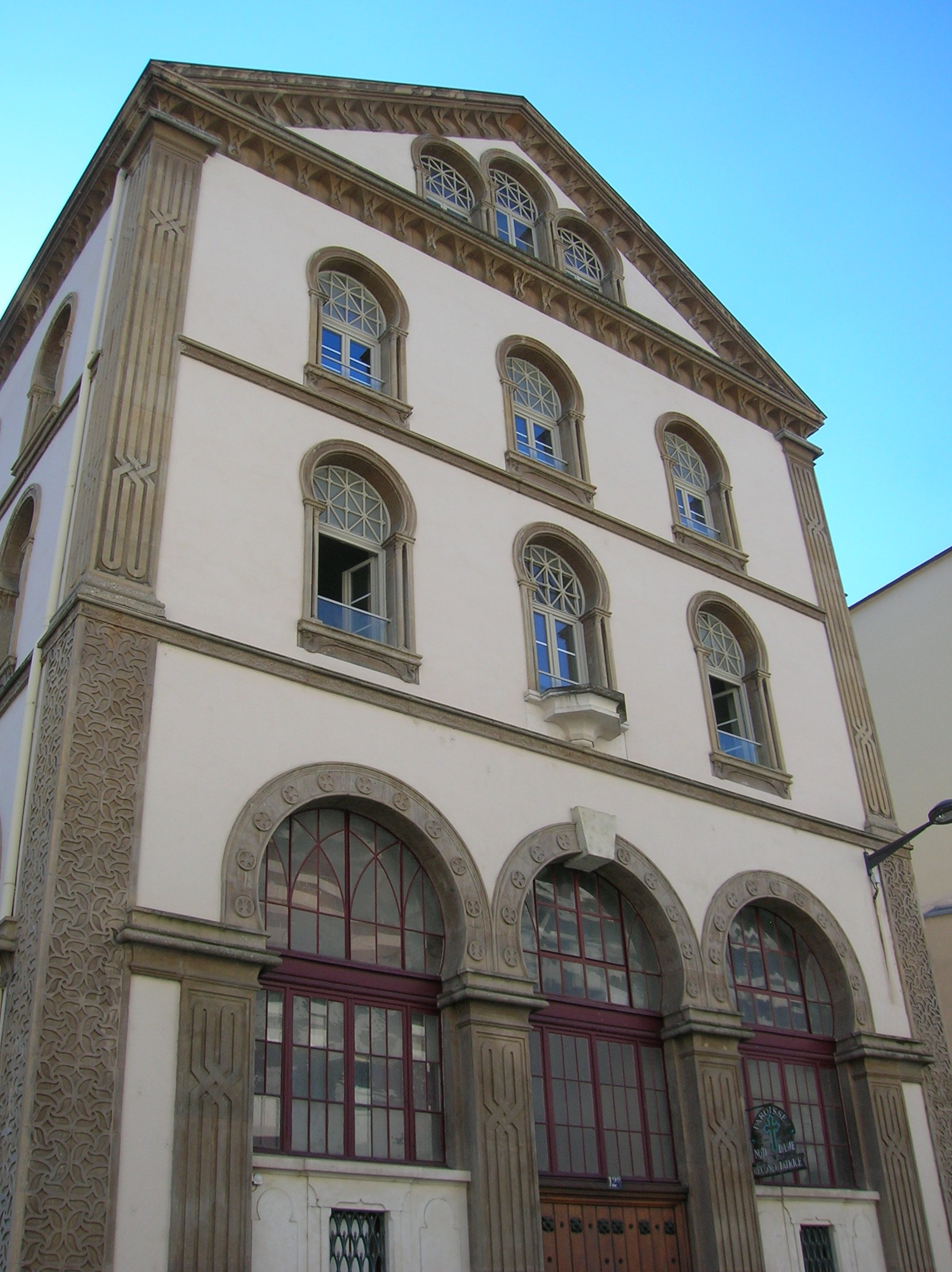
Façade de l'église Notre-Dame Réconciliatrice.

L'architecture néo-mauresque se présente comme un revival architectural qui voit le jour en Europe au XIXe siècle par imitation du style des anciens Maures d'Espagne. Peu de distinctions étaient faites entre les éléments tirés de la Turquie ottomane et ceux qui provenaient d'Andalousie. L'orientalisme, comme l'art nouveau après lui, « n'induit dans les Alpes qu'un changement de répertoire décoratif et non une modification de la structure des édifices ».
Dans la région grenobloise, ce sont surtout des militaires et des missionnaires chrétiens qui donnent l'impulsion de constructions orientalistes. Ainsi, le colonel de Beylié fait édifier la salle orientale qui porte son nom au musée de Grenoble ; le maréchal Randon fait bâtir en 1865 la chapelle homonyme en forme de marabout algérien où il sera enterré ; l'évêque de Grenoble Fava lance la construction dans la rue Joseph-Chanrion de l'église Notre-Dame Réconciliatrice au style mauresque.
Parmi les bourgeois et les lettrés, l'orientalisme pénètre à travers les décors, les peintures, les reliques et le mobilier, mais peu d'entre eux s'enthousiasment jusqu'à faire bâtir une maison ou une villa.

### Les innovations: l'industrie de l'«or gris» et le bleu outremer artificiel
« Les techniques et les nouveaux matériaux employés (ciment moulé, poutrelles métalliques, encadrements de baies préfabriqués, etc.) contrastent avec les expressions architecturales, souvent passéistes » des villas sous le Second Empire et notamment les stations thermales.

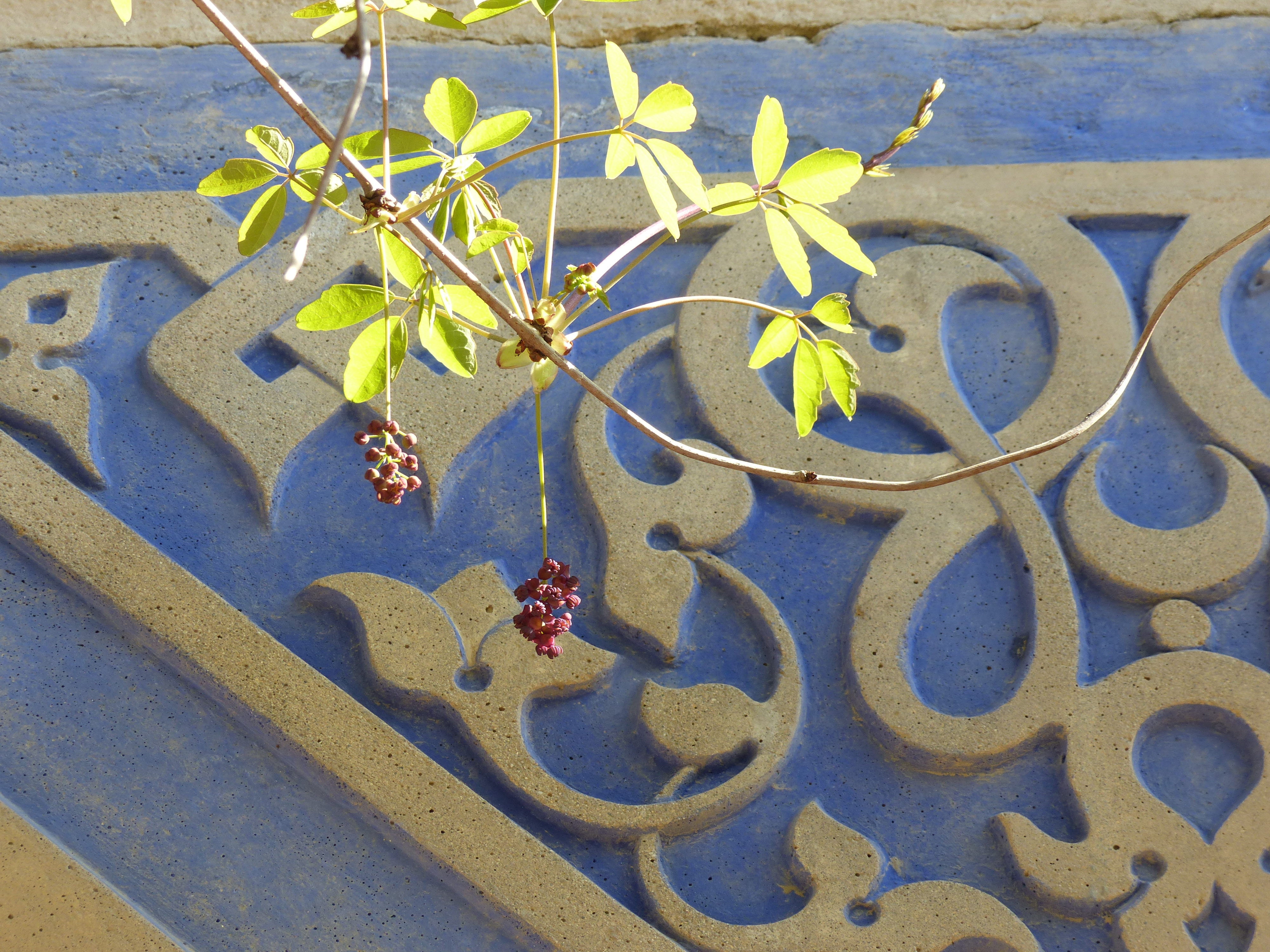
Détail de la façade.

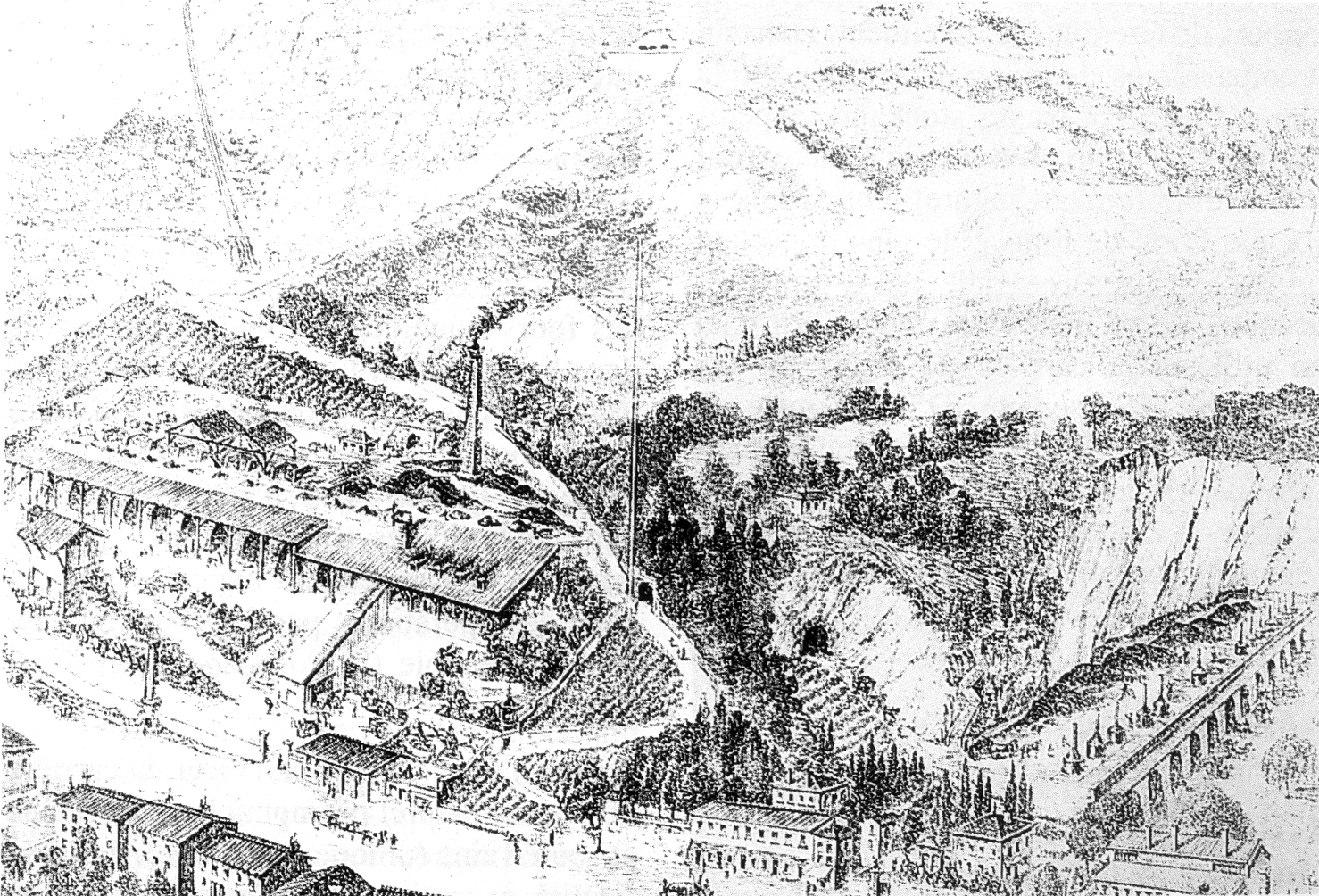
Vue d'ensemble des cimenteries de la porte de France.

En effet, si ce monument historique est protégé pour son style orientaliste, témoignage de l'engouement européen pour les cultures d'Orient, il est aussi protégé en tant que prototype préfabriqué en pierres factices, chef-d'œuvre des artisans-mouleurs de Grenoble. Durant les années de construction de La Casamaures, une technique novatrice apparaît, le « ciment moulé » en ciment naturel prompt. Elle permet d'imiter la pierre, mais à un prix moindre. Plusieurs grandes villes du Sud-Ouest conservent des façades ornées en pierre factice moulurée, outre Grenoble : Lyon, Valence, Marseille. Cette technique se répand dans les milieux populaires et bourgeois ou institutionnels, objet d’expérimentations diverses et officialise la révolution technique du ciment surnommé « l'or gris ». En 1817, la formule du ciment artificiel est découverte par le chercheur grenoblois, Louis Vicat (1786–1861). Au XIXe siècle, la cimenterie est une industrie locale naissante, issue de la géologie iséroise. Les bancs argilo-calcaires nécessaires à l'exploitation du ciment et de la chaux sont faciles à trouver, tandis que les mines de charbon de la Mure sont proches et les cours d'eau qui descendent les massifs des Écrins et de Belledonne donnent l'énergie hydraulique nécessaire aux usines. En 1842, c'est sur le flanc méridional du mont Jalla, à Saint-Martin-le-Vinoux, qu'on découvre le Berriasien, un étage stratigraphique calcaire du Crétacé qui donne un ciment de très grande qualité. Ce gisement souterrain de ciment prompt naturel est exploité par la première usine cimentière de l'Isère, celle de la Porte de France, à 150 m de la parcelle de terrain « La Guinguette » où est construite la villa. En 1880, Grenoble est la première exportatrice de ciment en Europe, elle exporte jusqu'en outre-mer.
Les décorations de La Casamaures sont en bleu outremer artificiel, une autre innovation de son époque : le bleu Guimet est un pigment artificiel. Pour sa découverte en 1828, le fabricant de couleurs Jean-Baptiste Guimet fut récompensé par la Société d'encouragement pour l'industrie nationale.

## Historique

### Le premier propriétaire: Joseph Jullien dit Cochard

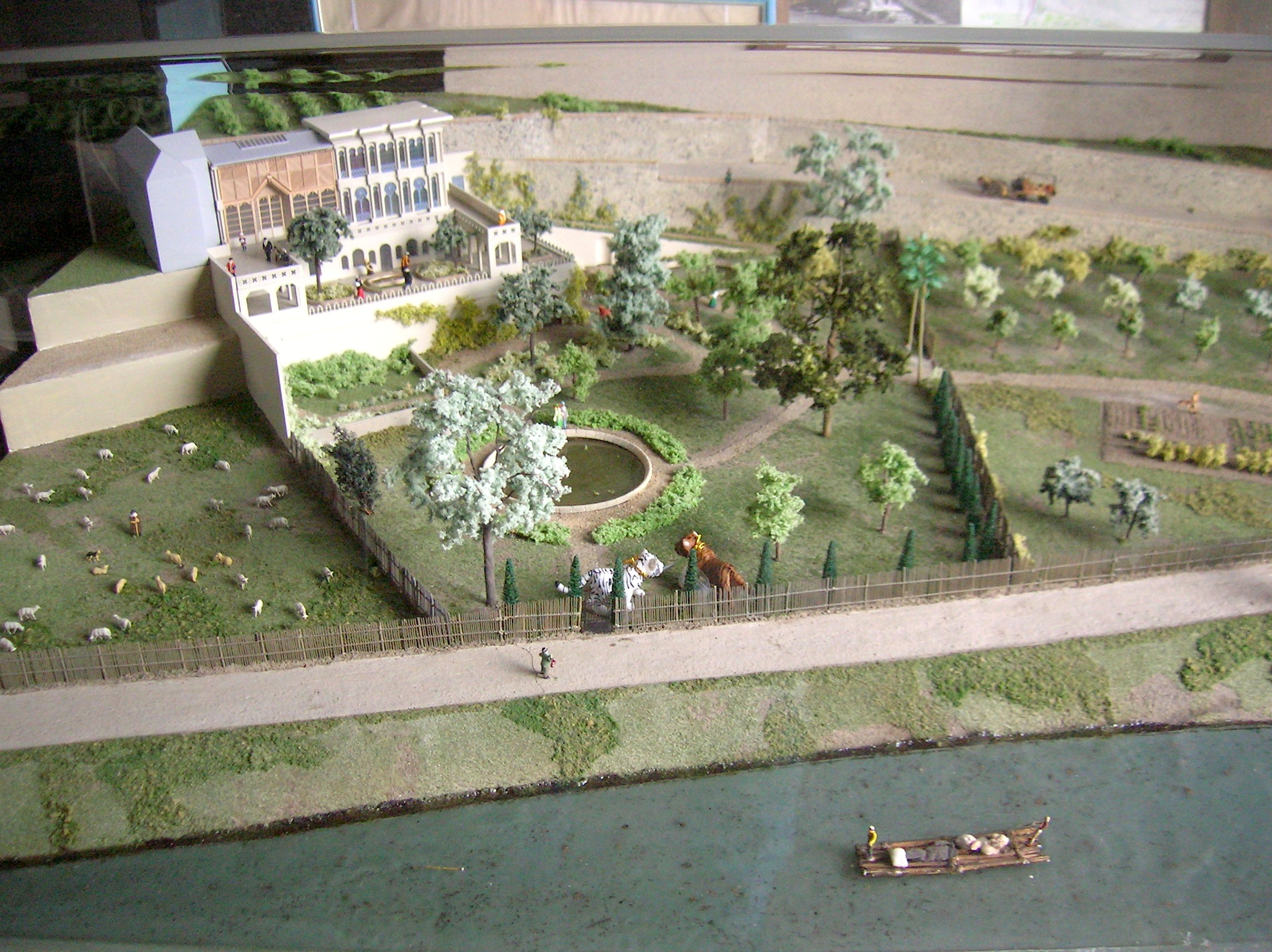
Détail de la maquette réalisée par l'AVIPAR (2005) montrant l'entrée de l'orangerie, l’arboretum, les bassins et la villa en 1884.

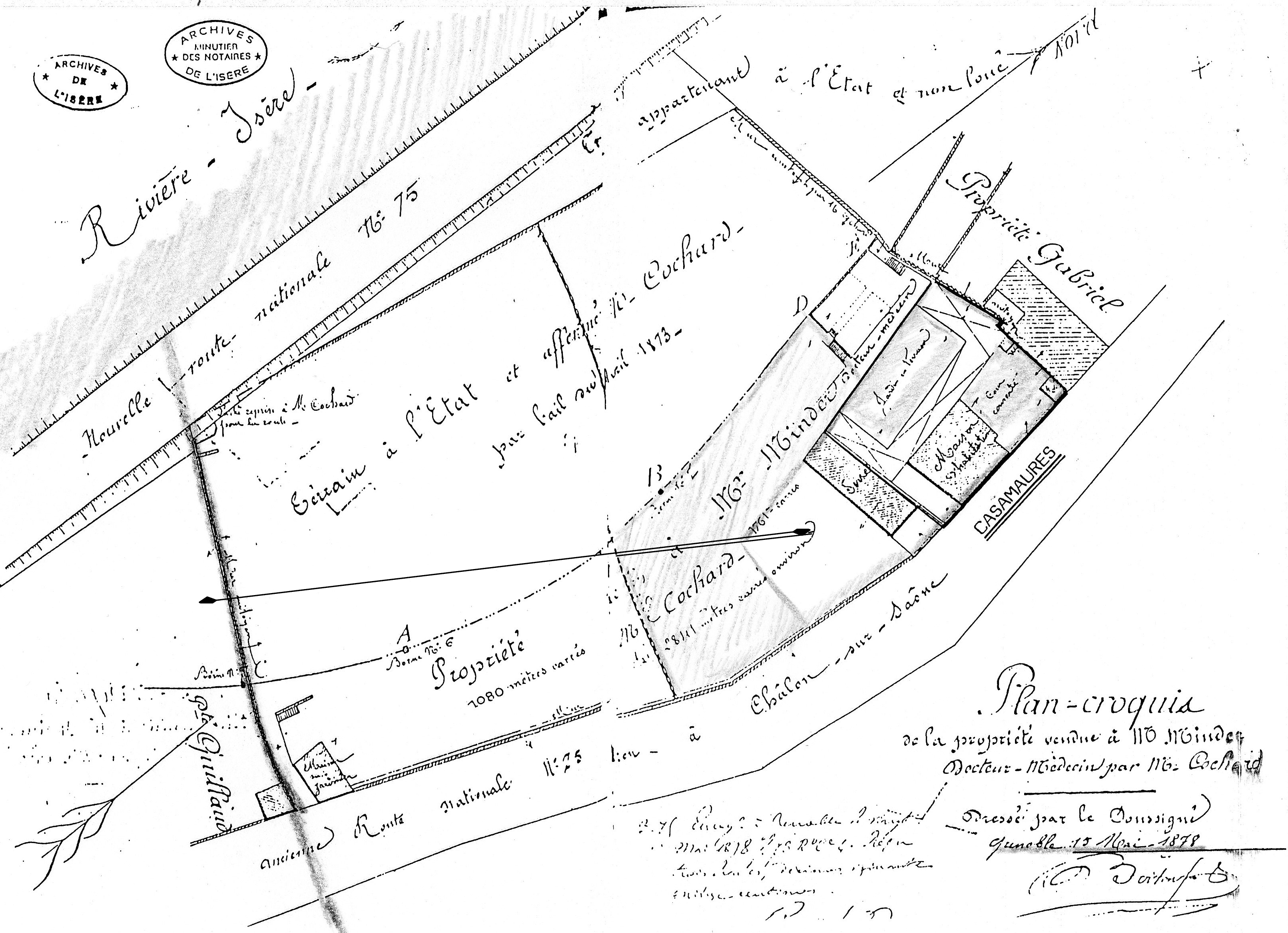
Plan du cadastre de 1878 du terrain de la Guinguette.

Joseph Jullien dit Cochard (2 février 1803 à Grenoble – 1886 à Grenoble) est né le 13 pluviôse de l'an XI de Mélanie Jullien, couturière, et de père inconnu. Entre 1817 et 1827 et de 1830 à 1861, Joseph Jullien travaille en qualité de maréchal-ferrant, comme son grand-père avant lui. Entre 1827 et 1830, il est lieutenant de cavalerie de la Garde nationale. En 1855 il se déclare marchand de bois. Il est membre de la société du « marteau et de l'enclume ». Après 1870, il est secrétaire des amis de « l'Alsace et Lorraine » pour qu'elles redeviennent françaises. Le 30 mai 1832, il épouse une couturière, Rosine Germain (1817–1846), qui meurt sans avoir eu d'enfant. Joseph Jullien se remarie en 1849 avec Jeanne-Marie Laverrière (1800–1873), une « marchande de nouveautés » qui a une boutique de mode sur la place Grenette. Ils vivent dans un appartement sur la place Grenette.
À cette époque, il est entrepreneur de messageries chez un certain Mazuyer, du service des dépêches entre Grenoble et Lyon. Les spéculations immobilières le portent à devenir, dès 1855, propriétaire rentier. La même année, il achète le terrain où construire sa villa de campagne, « La Guinguette ». Il perçoit encore des commissions sur le commerce des peaux : de 1861 à 1867, il s'occupe pour l'Administration de la Guerre, de « fourrage et pains de troupe à la ration » dans l'arrondissement d'Annecy et dans les départements de l'Ain, des Bouches-du-Rhône et de la Vienne. En 1870, Cochard fait partie de la « société des amis des arts » du musée de Grenoble. En 1887, son nom est gravé avec le nom de sa femme sur une plaque dans le hall de l'hôpital civil qui expose la liste des bienfaiteurs de l'établissement. En 1873, il n'a pas d'enfant de Jeanne-Marie, il devient veuf pour la seconde fois et elle ne lui laisse pas de fortune. Elle lègue aux sociétés de bienfaisance tout ce qu'elle possède. En 1878, ruiné par la construction de son palais orientaliste, il est contraint de céder la villa, puis son appartement de la place Grenette. À 73 ans, il se marie avec Alexandrine, 44 ans, mère de quatre enfants naturels. Il termine ses jours dans un appartement en location à l'Île-Verte. Son tombeau, en style néo-classique, se trouve dans le cimetière Saint-Roch (case 129), où il est enterré avec ses deux premières épouses. Son monument funéraire est à côté de son père présumé, Jean-Baptiste Cochard.

### XIXesiècle

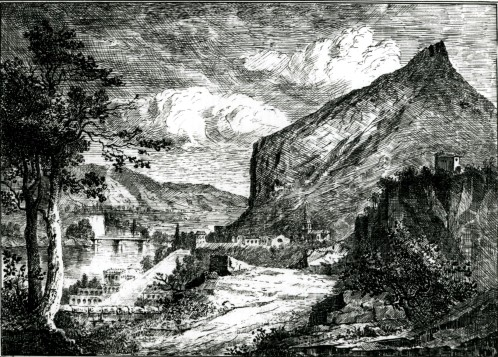
Le Néron et La Casamaures, illustrés par l'abbé Guétal (1841–1892).

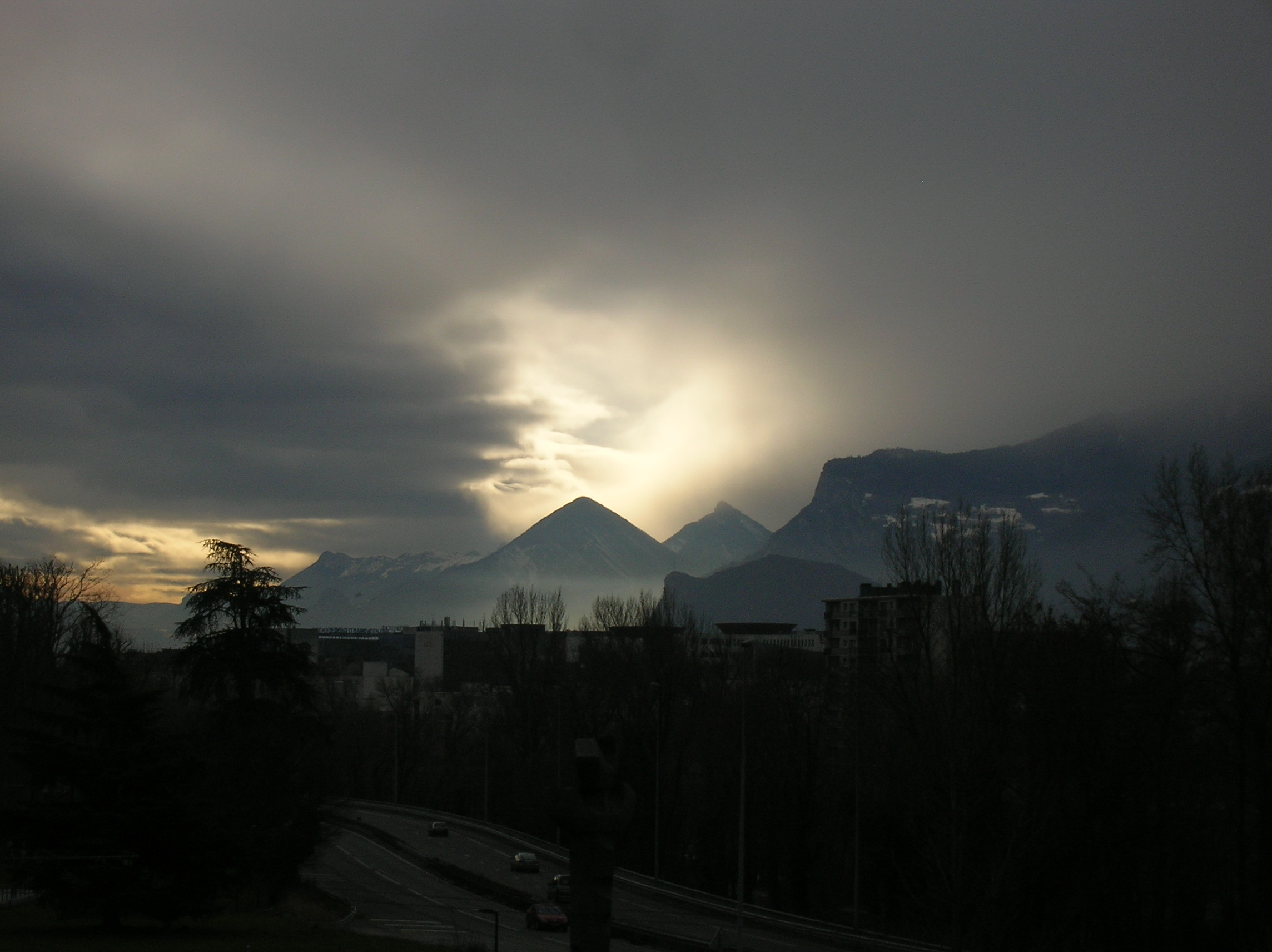
Le Pieu (gauche) et l'Éperrimont (droite) depuis La Casamaures.

Le 27 janvier 1855, Joseph Jullien dit Cochard achète pour 14 000 francs la parcelle de terrain dite de « La Guinguette » : une parcelle de 25 ares, située le long de l'Isère et de la route impériale de Chalon-sur-Saône, sur les contreforts de la Chartreuse, proche des remparts de la Bastille. Dans l'achat sont compris le jardin, les treilles, la terrasse, les bâtiments en pierre et la maison du jardinier. À l'époque, Saint-Martin-le-Vinoux commence à la Porte de France, à la limite de la zone ouvrière de l'Esplanade, à Grenoble. Les bâtiments sont concentrés autour de l'église du village et du hameau de la Buisseratte. Axe Sud, la vue est dégagée et les silhouettes de deux pyramides montagneuses marquent l'horizon : Le Pieu (1 270 m) et l'Éperrimont (1 441 m), dans le massif du Vercors. Au pied du Pieu, à Vif, est située la demeure familiale des Champollion.
En l'état des recherches, l'architecte reste inconnu. Joseph Jullien-Cochard cherche les meilleurs artisans grenoblois pour cette création architecturale. Le maître d'œuvre est l'entrepreneur Aimé Milly dit Brionnet (établi boulevard de l'Esplanade dans le même quartier à l'époque), qui bâtira également le manoir Chantoiseau, les écoles de Saint-Martin-le-Vinoux et d'autres bâtiments.
Dès 1855, la demeure est conçue sur quatre niveaux, jusqu'en 1867, date à laquelle il paye des impôts, sur une villa de 36 fenêtres. Il est possible que la villa ne fût jamais terminée : « D'ailleurs, le maître d’ouvrage a dû manquer d’argent pour payer des artisans car les peintures à tempéra ne sont pas finies dans le haut de la montée d’escalier avec des motifs stylisés de tulipes (sic) sur fond rose. » En fait, il ne s'agit pas de tulipes, mais de Fritillaire impériales, un autre joyau botanique importé de Perse.
En 1878, la villa est cédée au créancier de Cochard, le docteur Minder. Par la suite, elle change treize fois de propriétaires, en subissant les morcellements dus aux héritages.
À la mort de Cochard, ses archives de famille sont dispersées et seul un patient travail de recherche permettra plus tard de découvrir les traces de l'histoire de La Casamaures.

### DébutXXesiècle
Abandonnée, la villa subit les dégradations dues à deux guerres (avec les vitraux brisés lors des explosions des dépôts de munitions de 1918, 1943, 1944), aux dégâts de l'eau et au manque d'entretien.

### Après-guerre

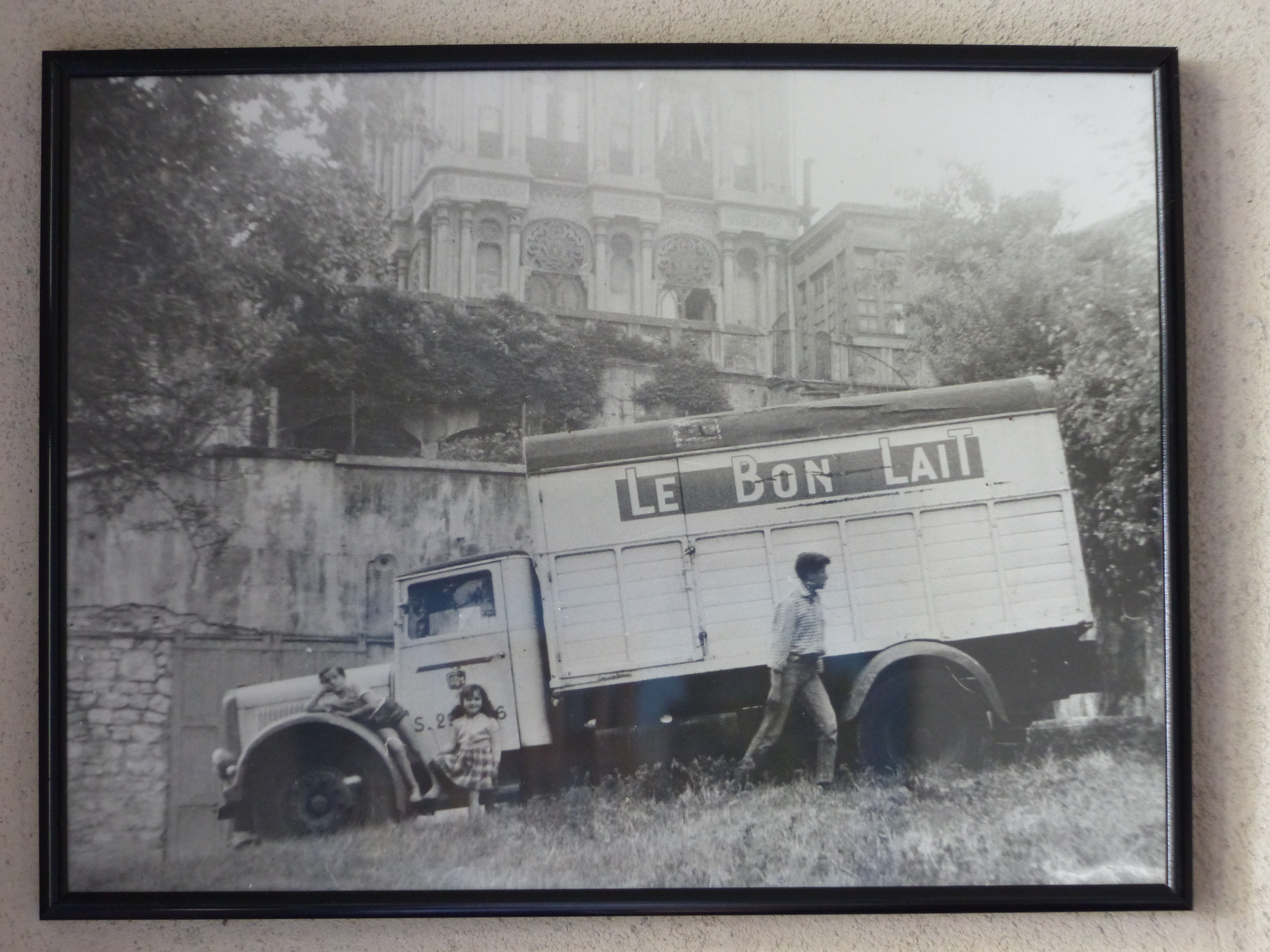
Photo du Bon Lait en 1952.

De 1952 à 1997, s'installe dans la villa et dans le parc, la société « Le Bon Lait ». Cette centrale de camions frigorifiques, qui distribue dans toute la région, détruit l'arboretum, trois bassins pour y construire 400 m2 d'entrepôts pour y stocker du laitage, transformant le jardin en parking. Dans la maison, ils font des bureaux, sur la terrasse du magnolia, ils logent plusieurs familles de camionneurs dans les deux parties hautes.
À partir de 1965, la partie haute, devenue insalubre est abandonnée par l'entreprise et occupée par des clochards, la partie basse étant toujours un dépôt.
En 1997, la Métropole achète comme réserve foncière l'ensemble des terrains. En convention la ville de Grenoble attribue les locaux à plusieurs associations liés aux recherches sur l'image : Cinex, Atelier MTK, Octobre, Culture Ailleurs, Passage & Laps.

## Campagnes de restauration
En 1981 la villa, avec une partie du jardin d'origine, est achetée par l'artiste Christiane Guichard qui commence la restauration et la nomme, avec un jeu de mots : La Casa Maures / Cas'amore,. L'association Artbrico devient en 1985, l'association La Casamaures d'hier et d'aujourd'hui. En 1986 est créée l'association l'Atelier Tournesol, pour valoriser les cadrants solaires.
En 1992, la propriétaire achète au Bon Lait (devenu Peldis) 243 m2 du parvis de l'Orangerie. En février 2012, 695 m2 de plus ont été achetés à la Métropole, qui les possédait depuis 1997, pour créer les jardins de l'Orangerie, contre les fondations du monument. La propriété comprend aujourd'hui 1 578 m2.
Le groupe Vicat soutient très ponctuellement certains chantiers de reconstruction à l'identique en ciment naturel prompt.

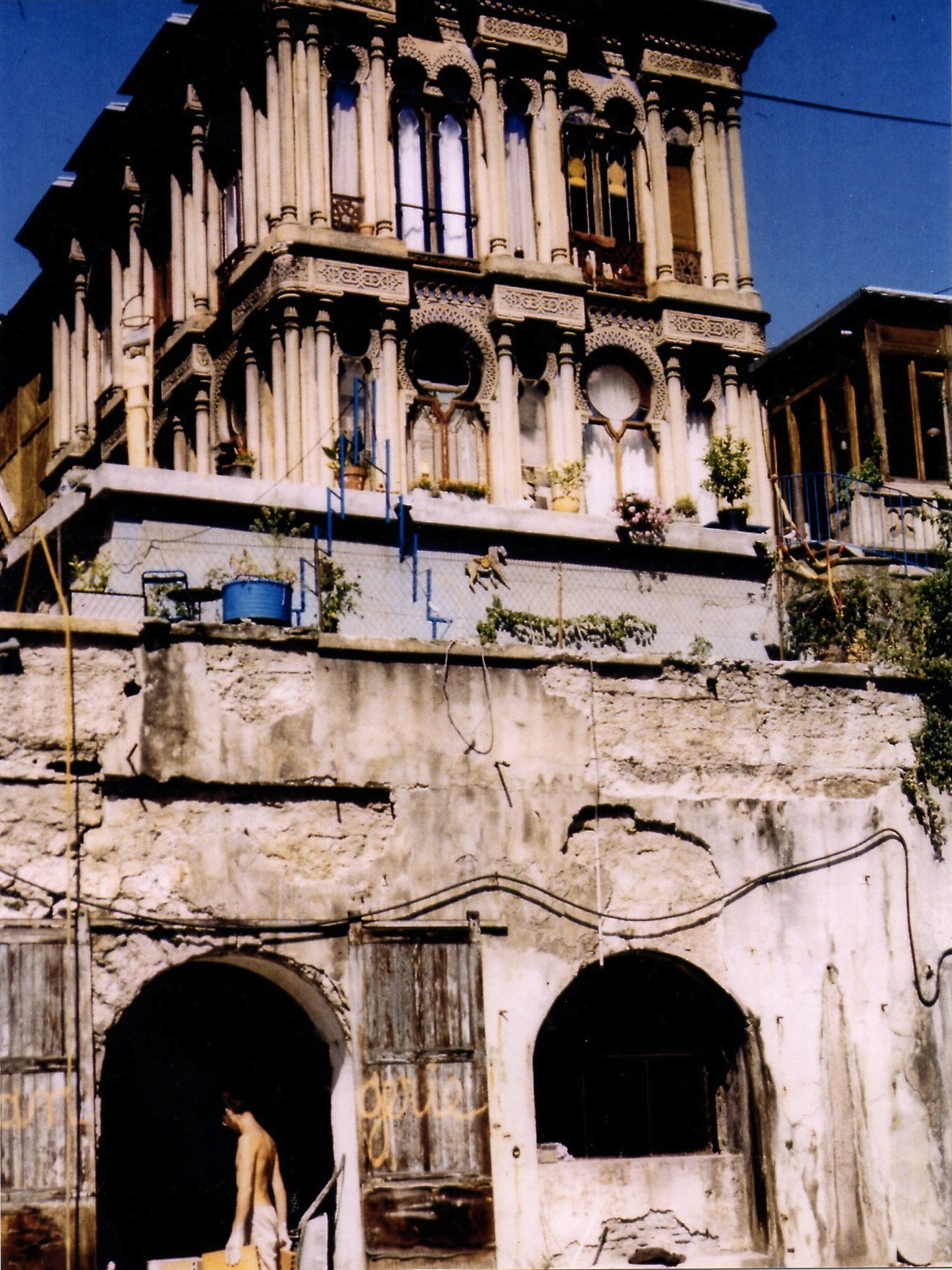
Le chantier de restauration de l'orangerie en 1986.

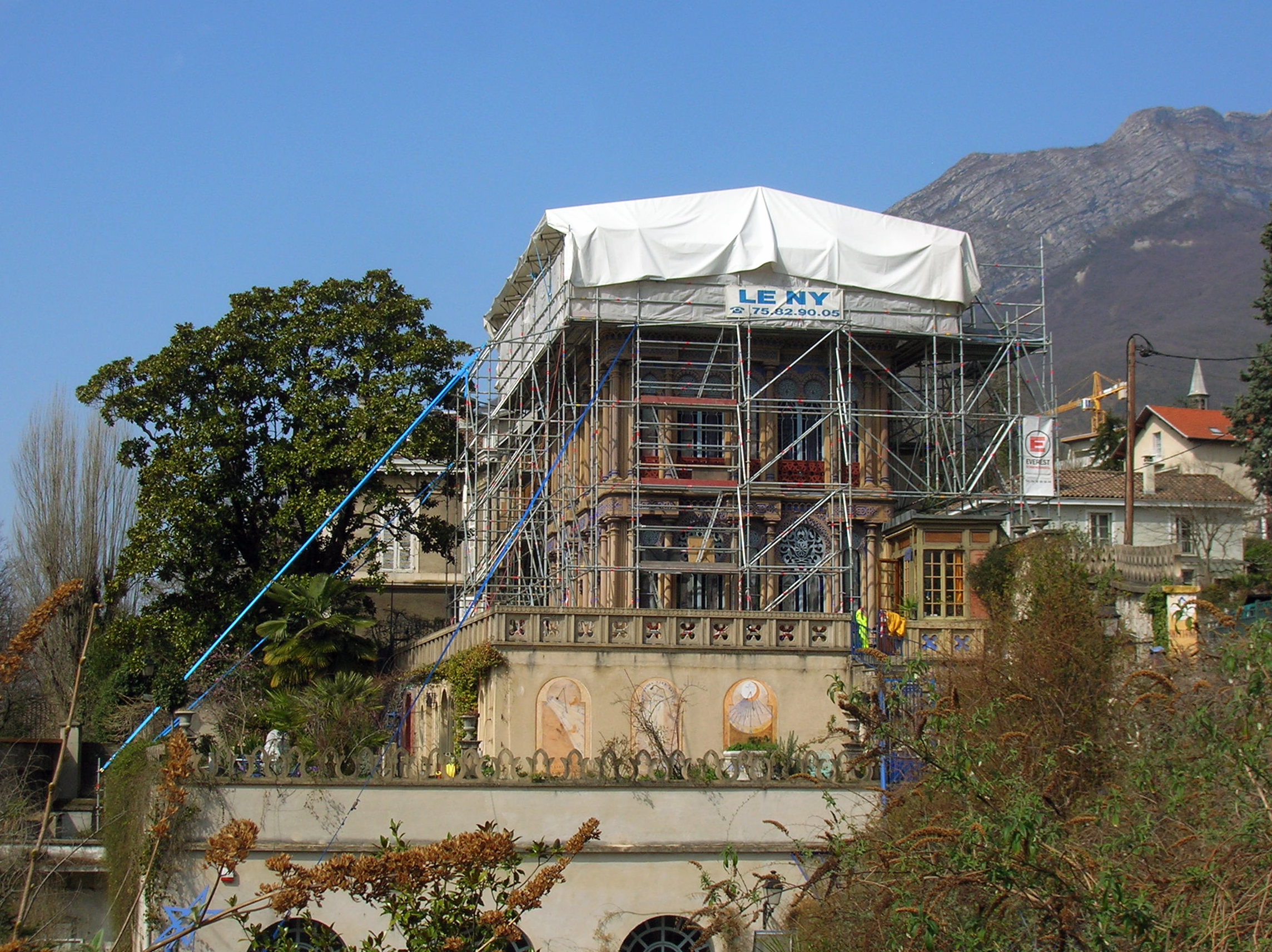
Le chantier de restauration de la toiture, de l'acrotère et des trois façades, en 2015.

Vingt-cinq garde-corps en béton, qui ornent le mur de la rue de la Résistance, ont été reconstruits à l'identique en 2004, avec une technique réactualisée, par l'architecte en chef des Monuments historiques François Botton,. La même année, La Casamaures reçoit le prix du conseil régional Rhône-Alpes et de l'association du patrimoine rhônalpin pour la valorisation du « savoir-faire de l'or gris » ce qui permet de reconstruire 55 mètres linéaires de parterre en ciment moulé.
En 2005, 15 mètres de garde-corps sont restitués à leur aspect d'origine sur la terrasse du magnolia, à l'ouest.
Pendant l'hiver 2008–2009, un grand chantier de restauration redonne à La Casamaures son toit en zinc d’origine. Une couronne de cent moulures d'acrotères en forme de cœur, a été installée en périphérie du toit. Profitant des échafaudages, sur les trois façades, les fissures ont été consolidées en ciment prompt et les moulures nettoyées méticuleusement de la pollution ; les couleurs d'origine ont été réintégrées (soit le bleu d'outremer artificiel, soit l'ocre jaune). Le chantier pour la restauration des façades a duré un an.

## Reconnaissances nationales

### Classement par le Ministère de la culture

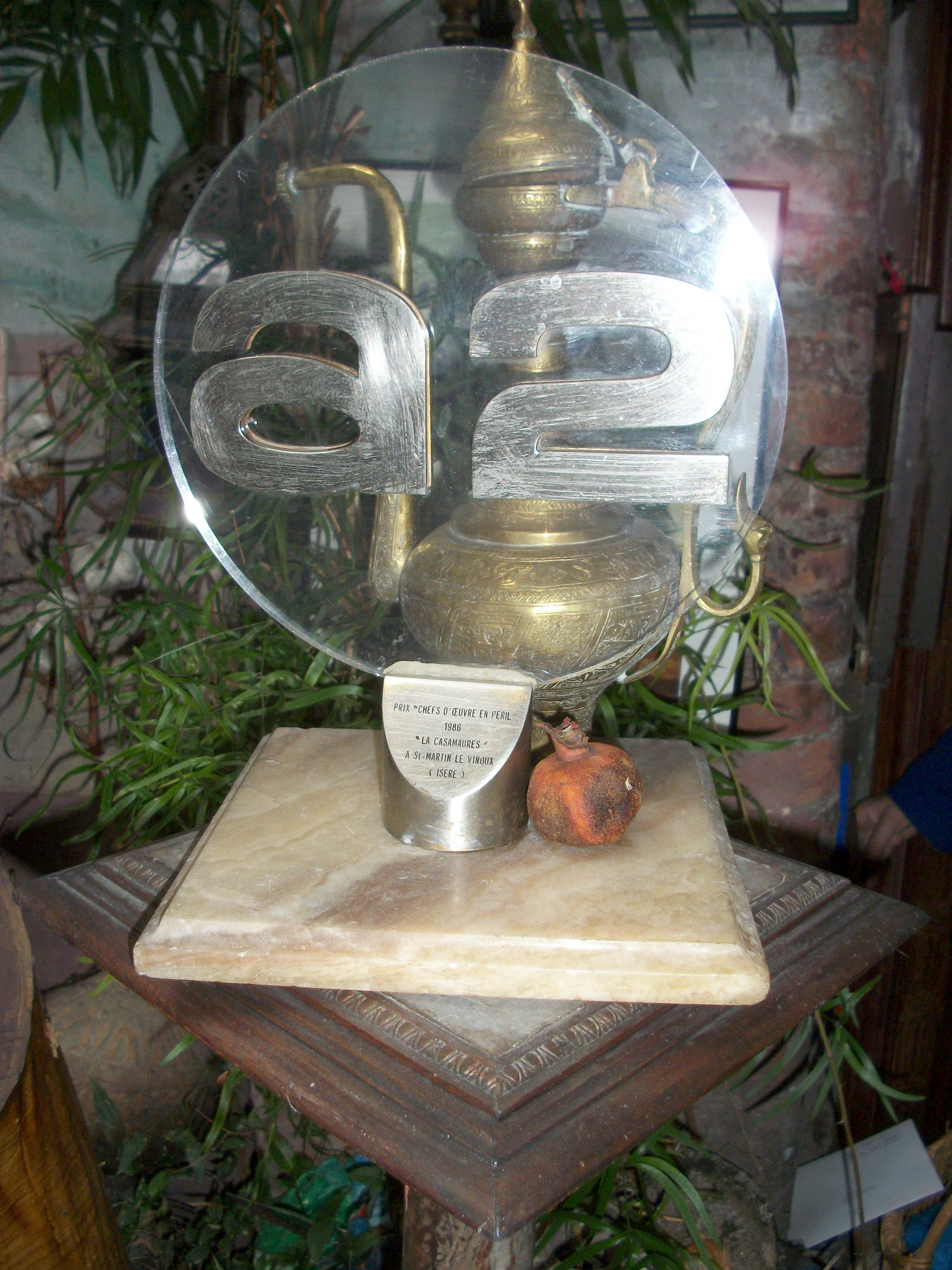
Prix « chefs-d'œuvre en péril » de 1986 exposé dans le jardin d'hiver.

La Casamaures a été inscrite à l'inventaire supplémentaire des monuments historiques, le 4 juillet 1985 par la Commission régionale du patrimoine historique, archéologique et ethnologique. Puis elle fait l'objet d’un classement au titre des monuments historiques le 5 mai 1986. Alors qu'il concernait au début seulement les trois façades en ciment moulé, ce classement s'est progressivement étendu à l'intégralité de la parcelle de 883 m2, le 19 mars 1992,.

### Prix et labels
Durant les trente dernières années, le travail de restauration de La Casamaures a été reconnu par plusieurs prix et distinctions.
Dès l'année du premier classement, La Casamaures reçoit le prix « Chefs-d'œuvre en péril » remis par Pierre de Lagarde sur Antenne 2. Puis le prix « Vieilles maisons françaises » est attribué en 1988.
En 2004, La Casamaures reçoit du Conseil régional de Rhône-Alpes et de l'association du patrimoine rhônalpin le prix pour le « savoir-faire de l'or gris ». Le « prix Jardins » est attribué par l'association des Vieilles maisons françaises à deux jardiniers en BTS du lycée horticole de Saint-Ismier qui ont présenté deux projets de réhabilitation de l'ancien parc exotique.
En 2009, la Fondation pour les Monuments Historiques lui décerne un prix de 15 000 € pour la restitution de l’acrotère de 96 moulures bleu outremer et pour la consolidation des décors des façades hautes, contribuant ainsi à la valorisation du savoir-faire traditionnel de l’or gris. L'acrotère a été réalisée à l'identique à partir d'archives photographiques, en restitution des moulures perdues.

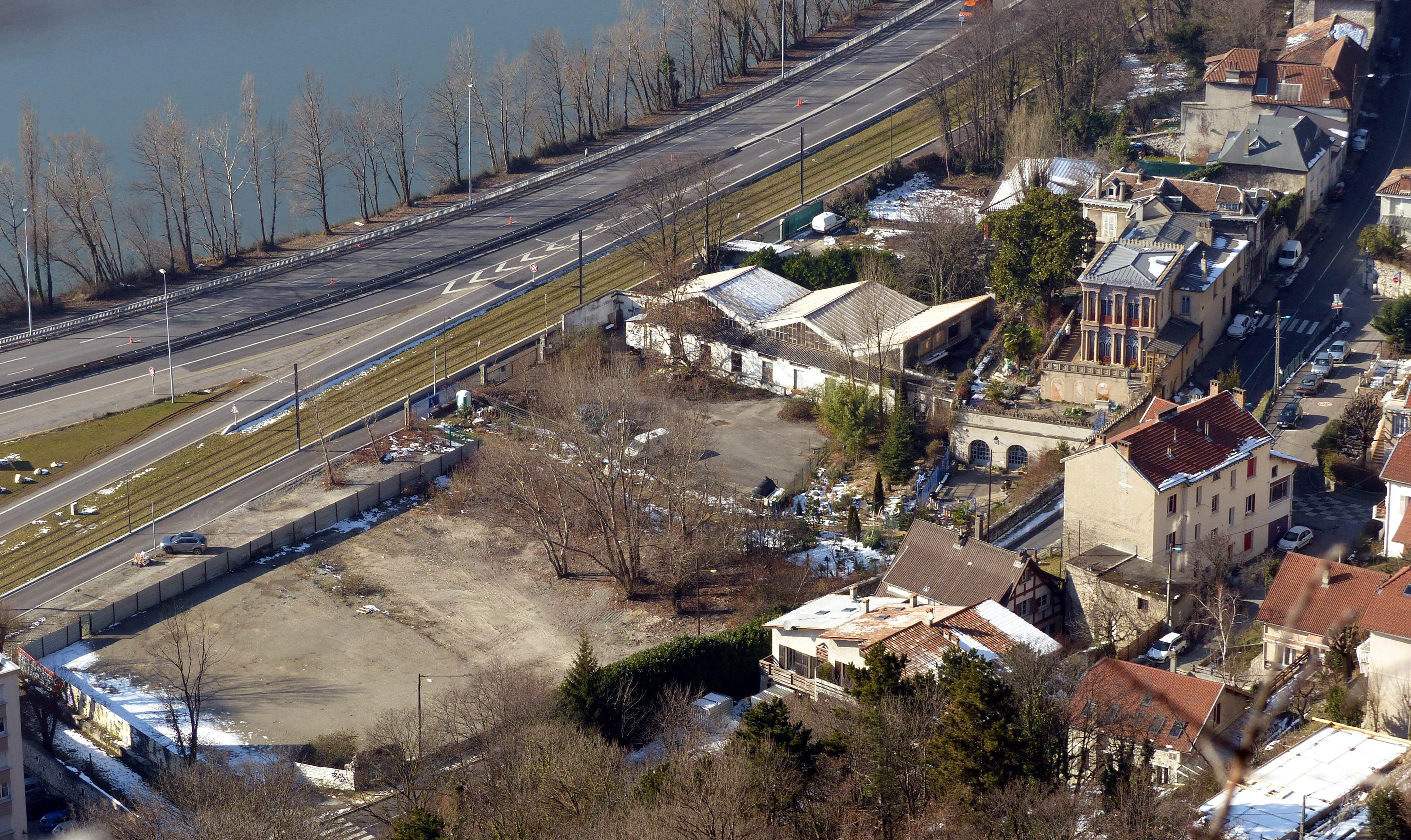
Vue aérienne en février 2015.

Un timbre de la série « Région Rhône-Alpes » de mai 2011, pour lettres prioritaires de 20 g, exclue du programme officiel d'émissions, est consacré à La Casamaures.
Le 24 juin 2013, le conseil municipal de Saint-Martin-le-Vinoux, renomme une partie du Boulevard Général Leclerc, en Allée de La Casamaures, sur 993 m.
En 2014, le Conseil régional et l'association du patrimoine rhônalpin attribuent à nouveau un prix du savoir-faire de la gnomonique en reconnaissance du travail de l'atelier Tournesol. La même année les cadraniers sont lauréats du concours « fil du patrimoine » attribué pour le cadrant solaire du parvis de l'orangerie et son méridien de 30 m. Le « grand prix du Patrimoine 2014 : Le Geste d'or » est remis en novembre au Louvre à Paris, au salon international du patrimoine pour la maître d'ouvrage de tous les chantiers de restauration.
En 2019, la Casamaures est lauréate de la Mission Patrimoine en péril (loto du patrimoine) pour l'Isère.

### Reportage
Le 6 septembre 2017, le magazine télévisé Des racines et des ailes consacré à l'Isère y présente La Casamaures comme un chef-d'œuvre architectural.

## Description
La Casamaures est un petit palais de quatre niveaux de style néo-mauresque au décor d'inspiration ottomane, qui s'élève « au sommet d'une composition pyramidale de terrasses successives ». Ces terrasses « formaient, avant le démantèlement de la propriété, une transition entre le parc arboré et la villa, une séquence passant du végétal au minéral ».
Onze bassins et fontaines ornés de statues étaient alimentés par des eaux de sources et des eaux de pluie captées et récupérées du toit. La collecte de l'eau se faisait par gravitation vers la citerne de béton, redécouverte en 1981, qui se trouve dans le sol du jardin d'hiver. De là, l'eau alimentait le bassin hexagonal de marbre blanc. Quand le niveau dépassait une certaine limite, l'eau descendait dans un trou d'homme vers la terrasse du magnolia et le bassin inférieur. Le système hydraulique parvenait à alimenter les bassins et les fontaines du jardin, avant de terminer son parcours dans l'Isère.
La structure de La Casamaures est dépourvue de toute armature en acier (béton armé) qui a fait le succès du ciment aux XXe et XXIe siècles. Les moulures de ciment pour construire La Casamaures furent fabriqués à l'Esplanade en atelier par les artisans locaux, puis, une fois secs, furent assemblées sur place,. Il s'agit d'une autre innovation, d'un procédé de préfabrication.
Quand l'édifice, construit sur quatre niveaux, est acheté par Christiane Guichard, l'état des lieux met en évidence un total abandon. Cependant, le béton de La Casamaures se présente encore très bien conservé : il s'agit d'un ciment de très grande qualité, résistant aux atmosphères acides, à la pollution, au gel. Il fut travaillé avec précision et soin par les bâtisseurs : un chef-d'œuvre d’artisans.
La Casamaures est caractérisée par 36 fenêtres et par 52 colonnes à chapiteaux bulbés, « à la fois porteuses et décoratives », rehaussées avec de la peinture bleu outremer artificiel,. À l'extérieur et à l'intérieur de l'édifice se trouvent plusieurs symboles francs-maçons, mais les archives des loges grenobloises, dispersées ou détruites, ne peuvent plus fournir d'informations relatives au lien entre la franc-maçonnerie et La Casamaures,.
Les deux façades principales, plus celle dans le jardin d'hiver, bénéficient du premier classement au titre des Monuments historiques en 1986. Ces façades sur deux étages, sont une alternance de volumes pleins des colonnes, architraves, saillies et d'ouvertures fenêtrées ornées de vitraux polychromes. Les lignes droites et verticales des colonnes et des fenêtres, soulignées par le décor bleu outremer, sont balancées par les lignes courbes des arcades et des menuiseries. Dans tous les arcs outrepassés et lancéolés, des moucharabiehs filtrent la lumière. Les garde-corps en bois peints, sont constitués de motifs étoilés.
- Détails de la façade ouest (par A. Tillier, ACMH).

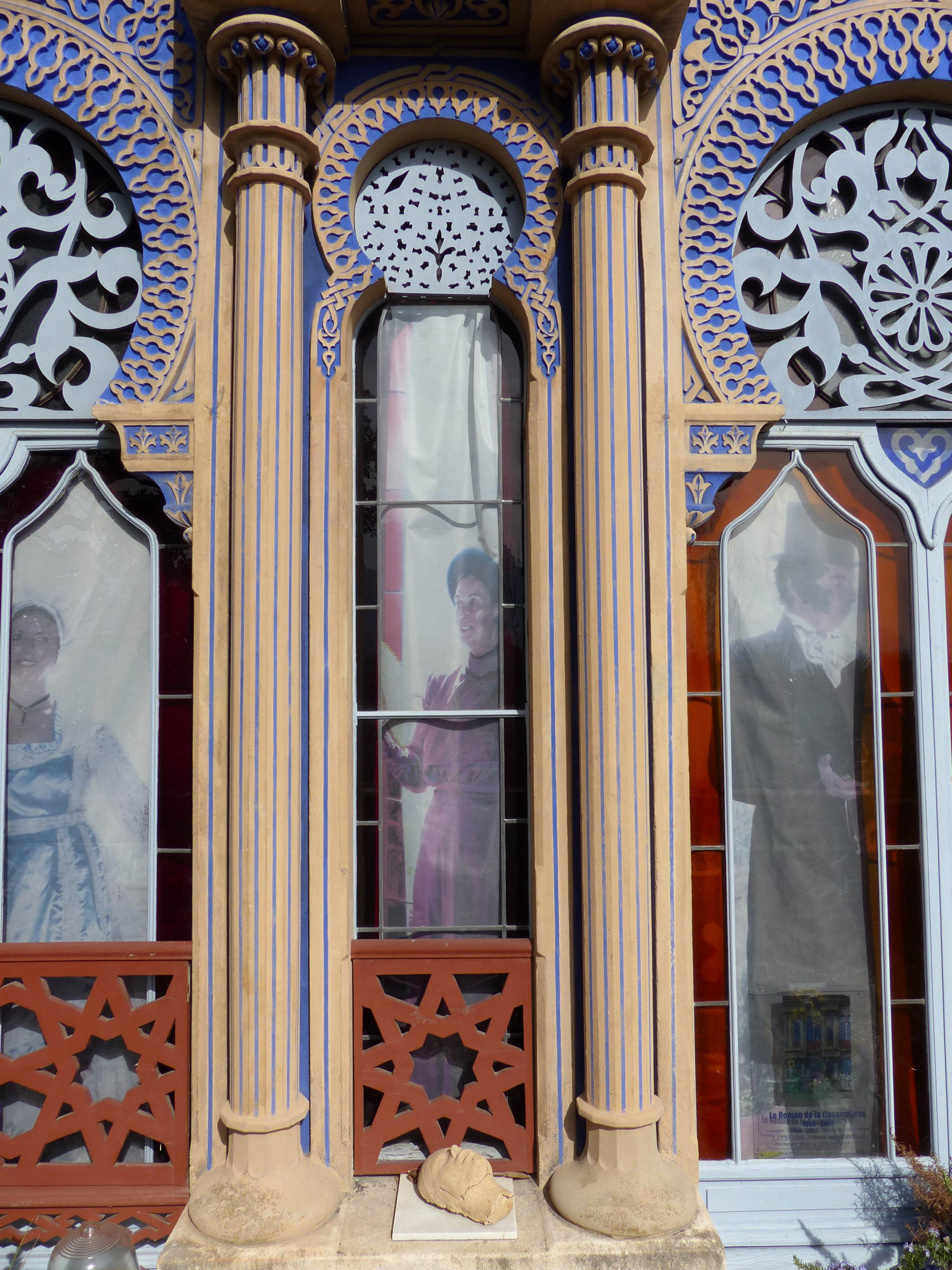
Au 3e niveau : l'arc outrepassé d'une fenêtre fixe, entre colonnes.
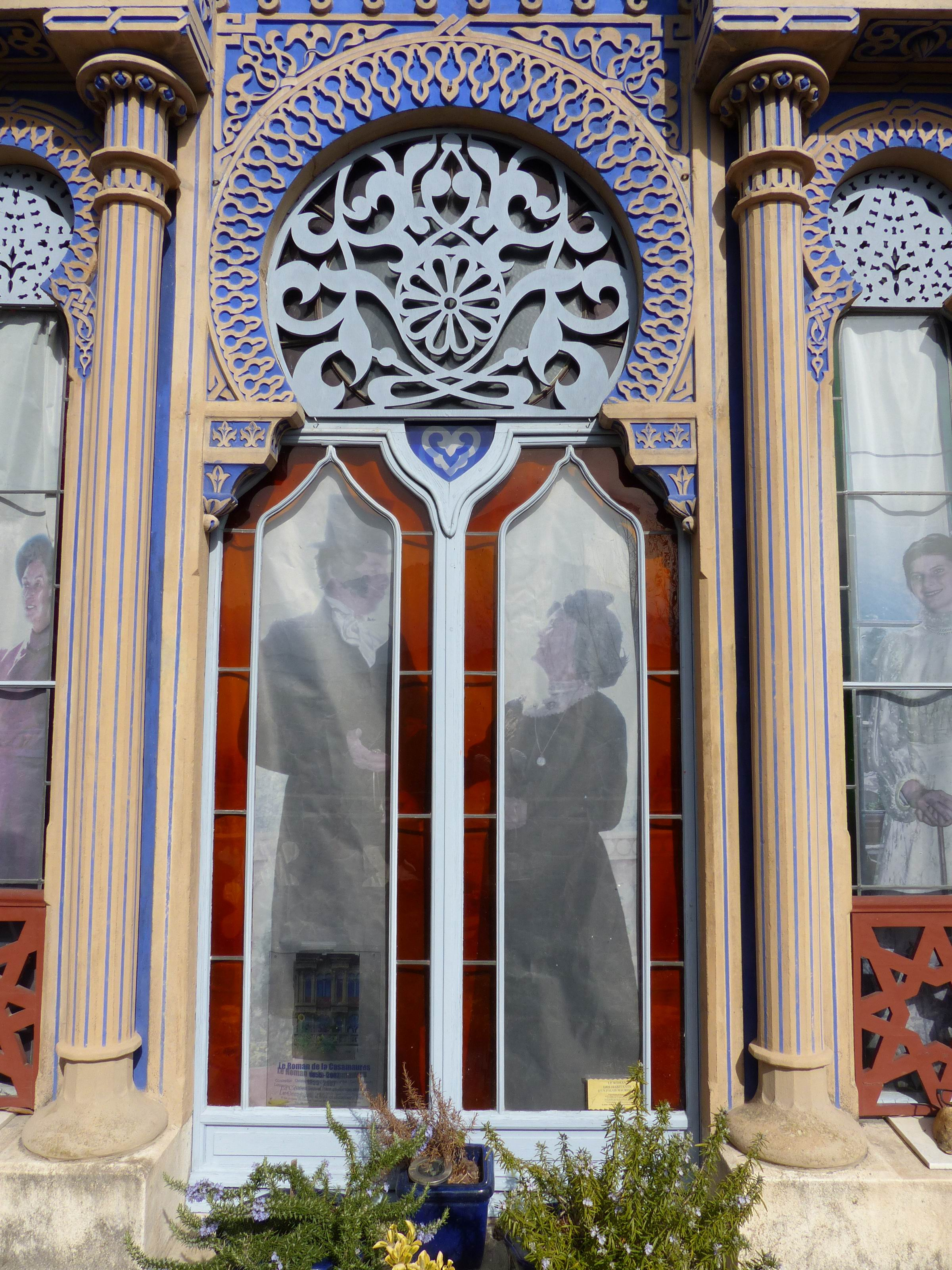
Au 3e niveau : l'arc outrepassé d'une porte-fenêtre.
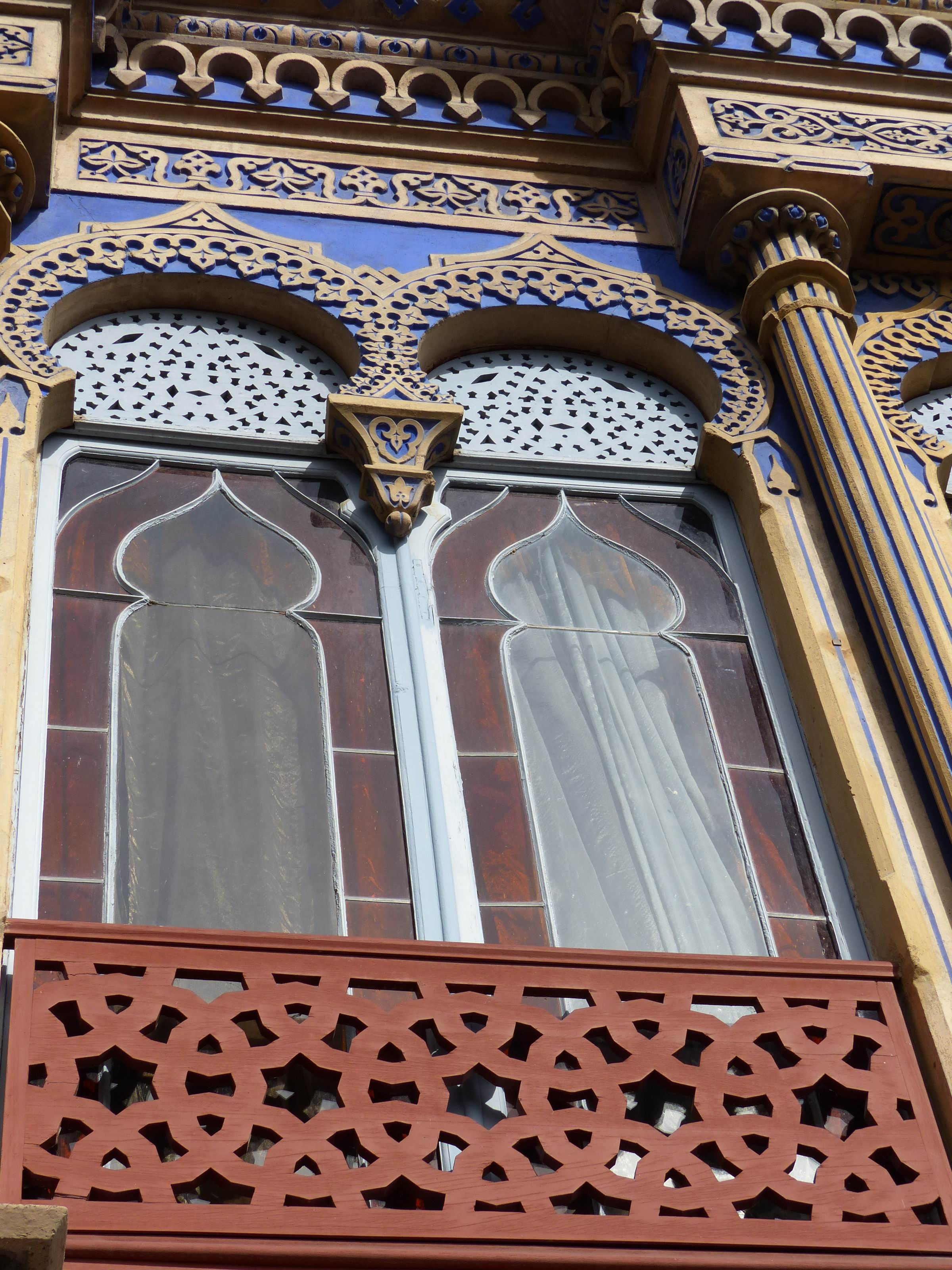
Au 4e niveau : l'arc outrepassé doublé à retombées pendantes d'une porte-fenêtre.
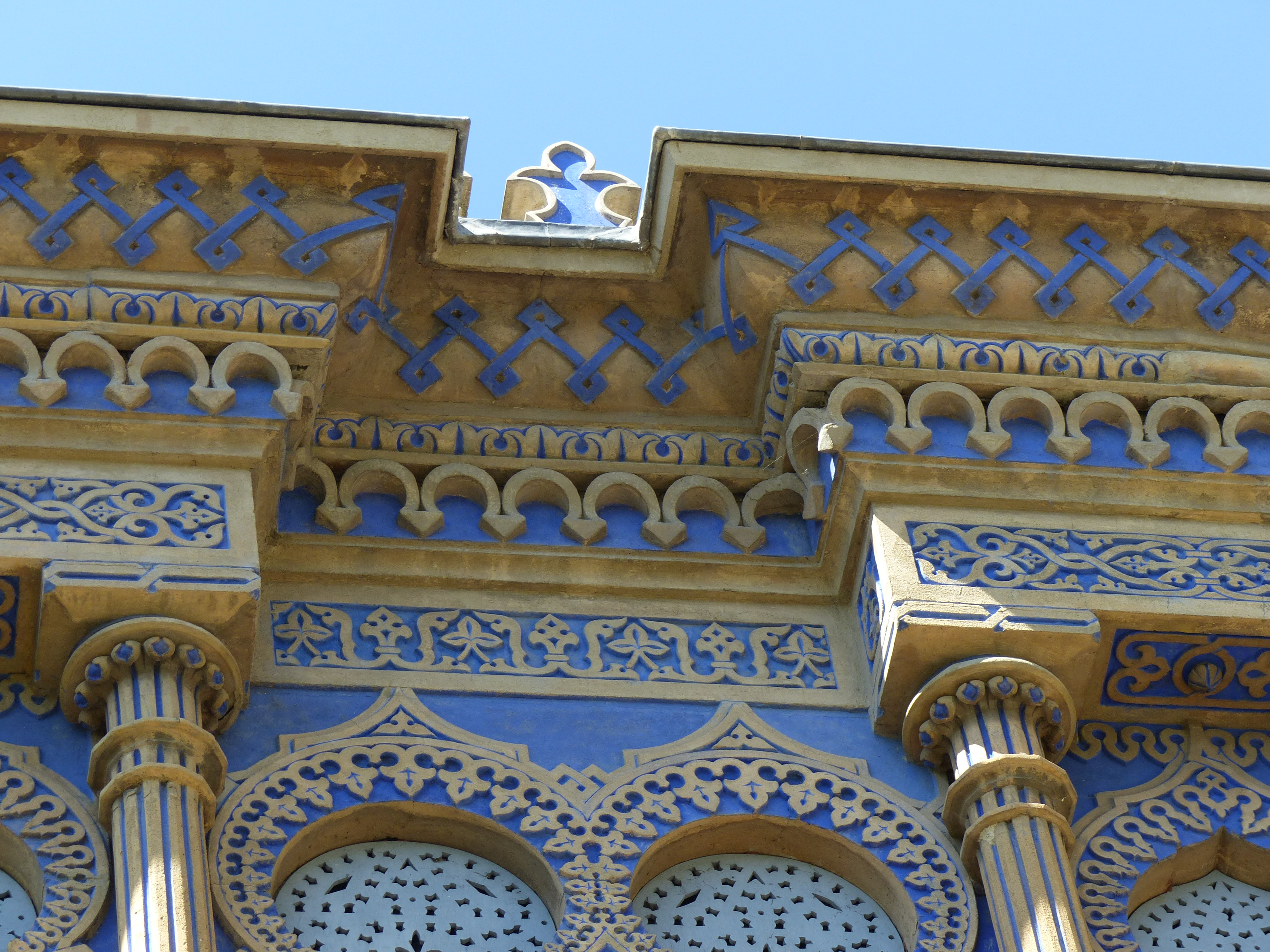
Le décor jusqu'à la toiture : corniche, frise et architrave de moulures d'arabesques.

Au troisième niveau, les portes-fenêtres à l'arc outrepassé succèdent aux arcades plus petites et à fenêtres fixes. Au quatrième niveau, en sous-toiture, les portes-fenêtres sont surmontées par un double arc outrepassé. Elles alternent avec les fenêtres fixes, surmontées d'arc lancéolés,.

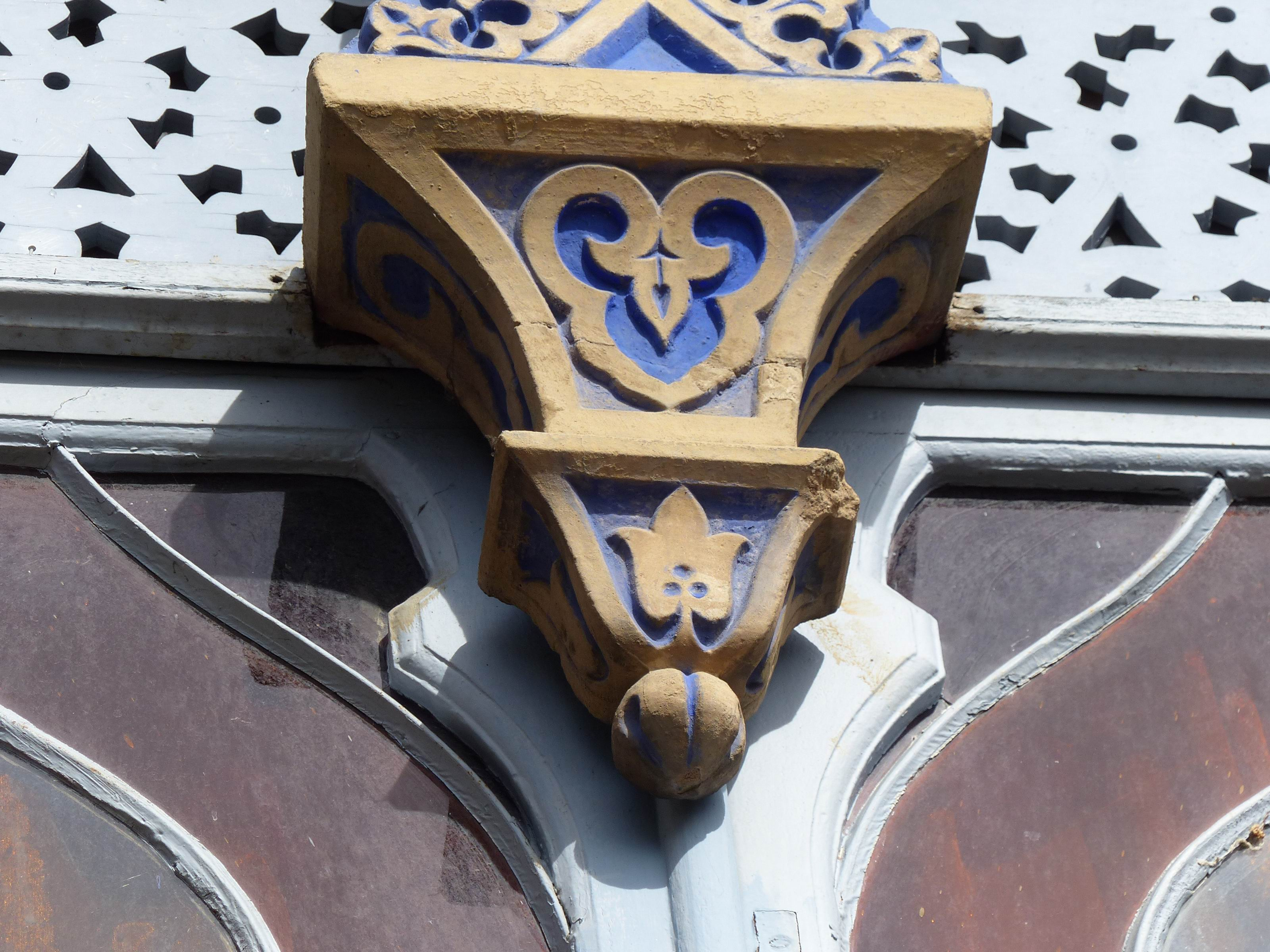
Détail d'une tulipe ottomane, sur le culot, avec la marque des trois points.

Au quatrième niveau, au point symbolique où convergent le double arc outrepassé (sur les culots), survivent deux moulages constitués d'un cœur surmontant une tulipe ottomane stylisée qui ornée de la marque emblématique de trois points. Selon l'interprétation la plus reconnue, il s'agit d'un symbole franc-maçon. Cette hypothèse est soutenue aussi par un détail historique : de ces sept chapiteaux suspendus originaux seulement deux survivent, les cinq autres ont été cassés intentionnellement, probablement pendant la Seconde Guerre mondiale,.
« La surface n'est jamais nue, car le ciment comme le plâtre permet d'imprimer à volonté entrelacs, cannelures, treillis géométriques et chevrons. [En périphérie] du toit, des éléments […] préfabriqués accumulent les découpes, masquant la toiture au passant. Le moulage en série des éléments en ciment permet en effet d'accumuler les ornements sans se ruiner. »

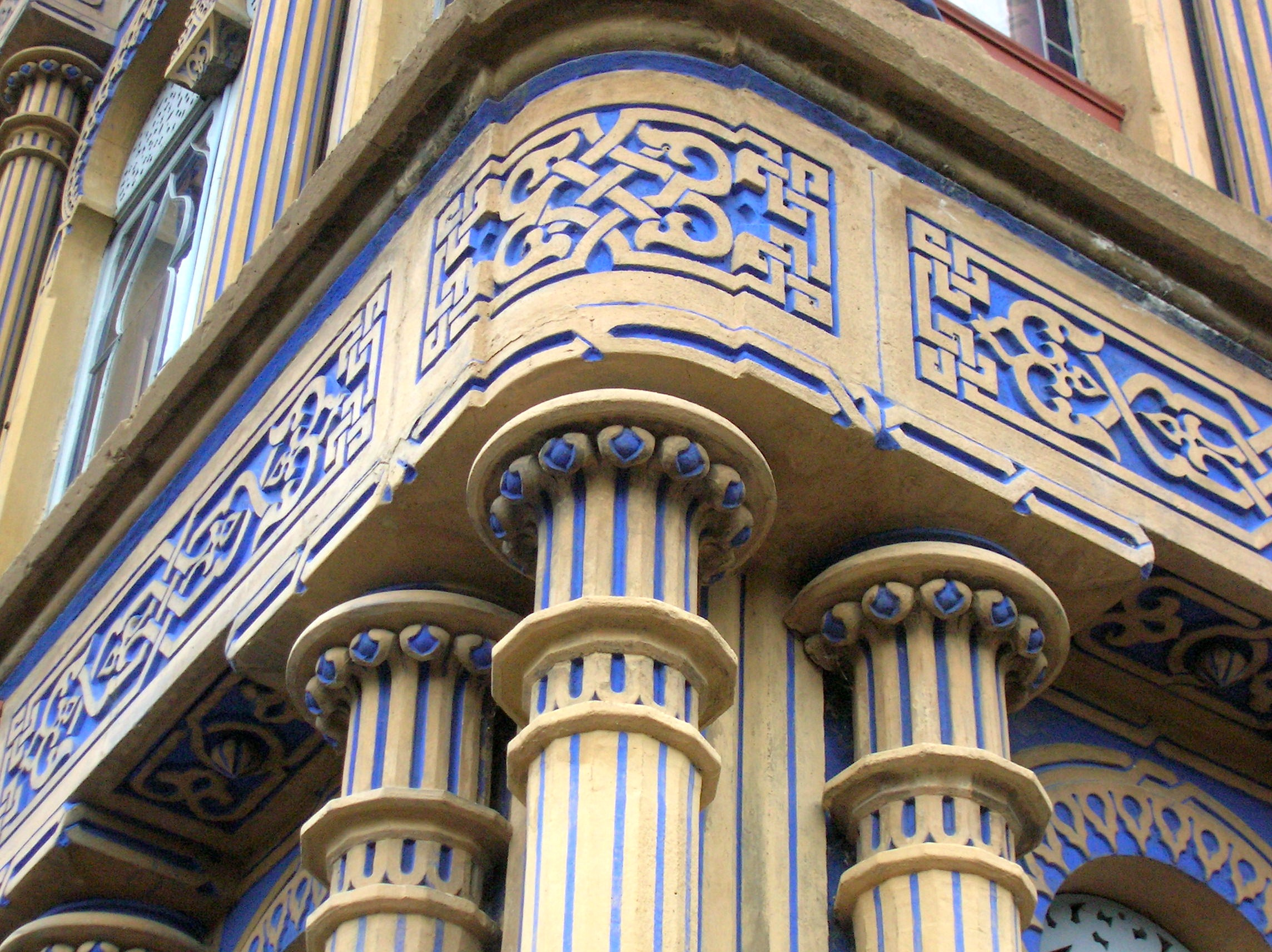
Détail de décoration.
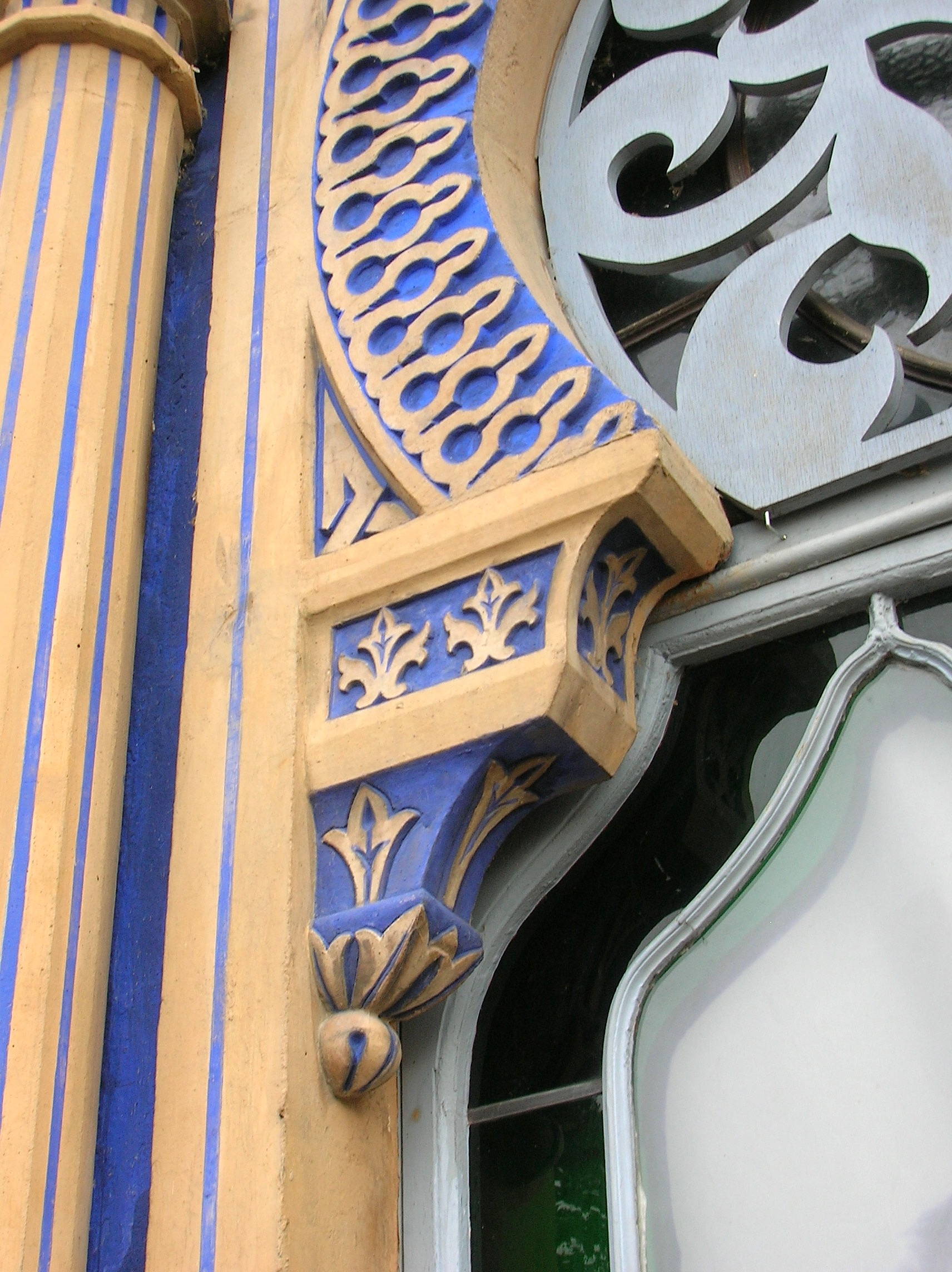
Détail de décoration.
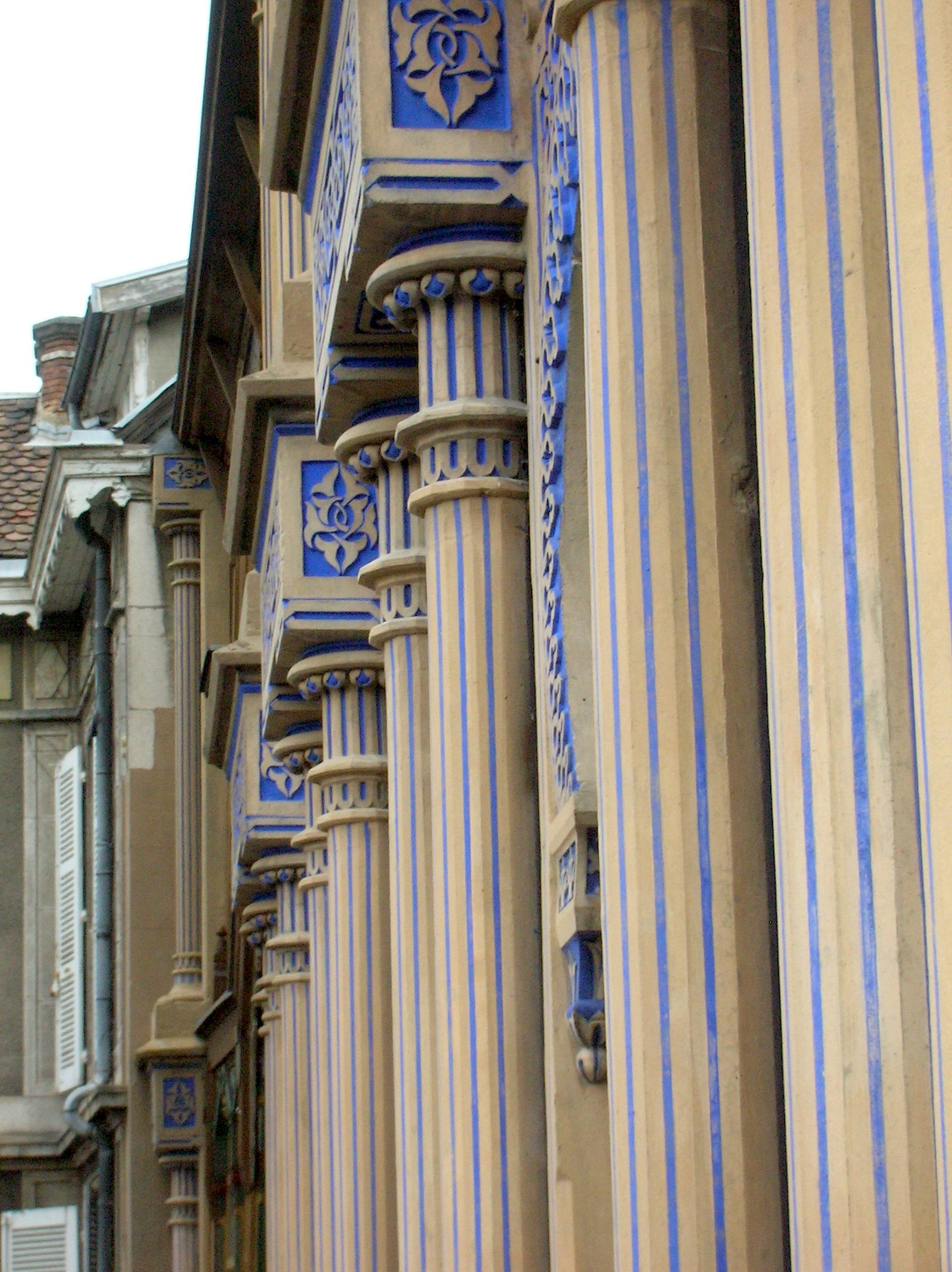
Détail de la modénature du rez-de-chaussée.
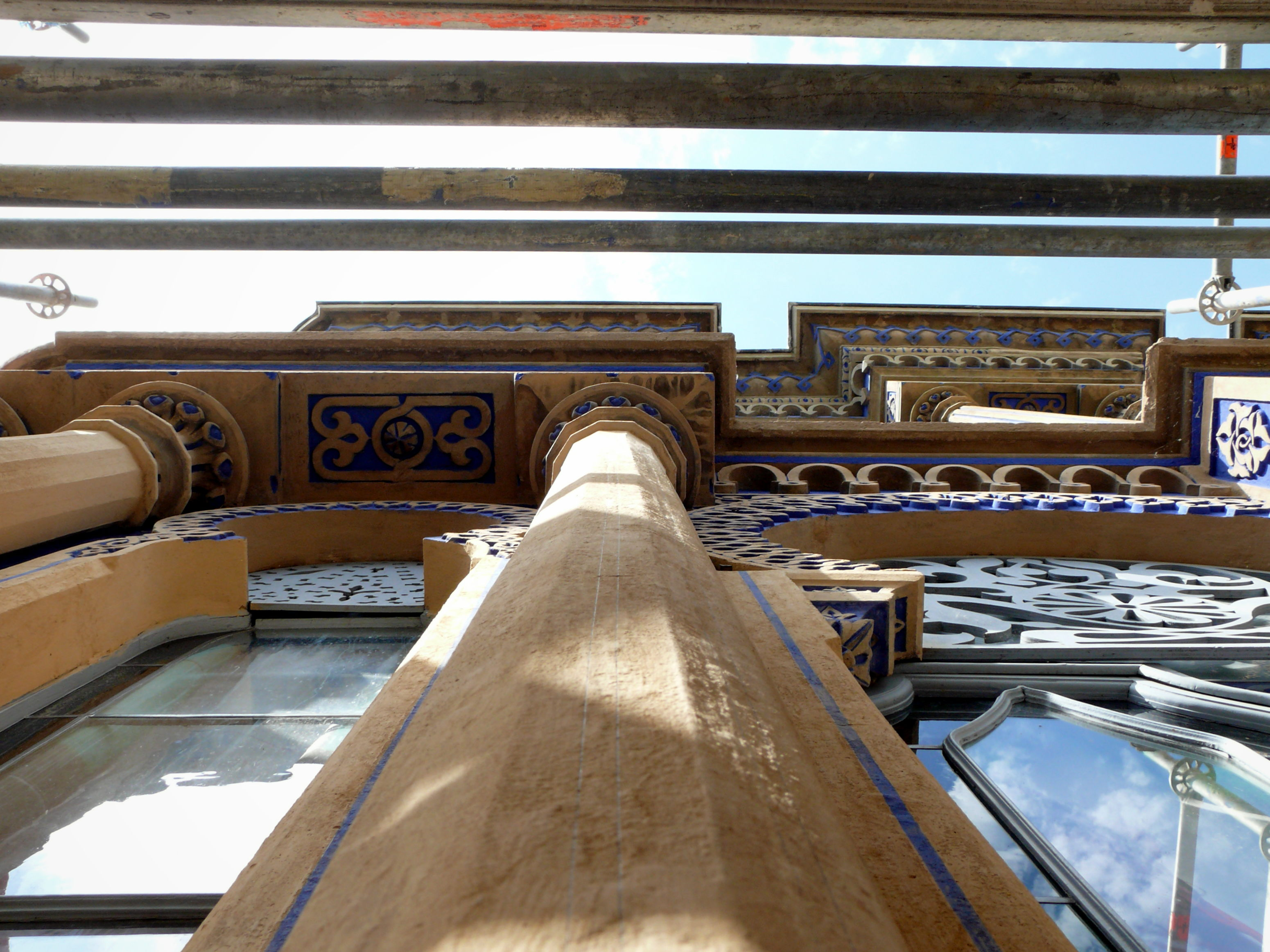
Détail du travail de restauration des lignes bleu outre-mer peintes sur les colonnes en 2009.

La toiture en zinc est surmontée par un acrotère formé de 100 moulures bleues, qui couronne de cœurs trilobés se détachant sur le ciel. Tout est décoration. Les vitraux, selon les fragments des couleurs d'origine, privilégient un parcours chromatique entre les couleurs froides, à l'Est sur la Chartreuse, jusqu'à l'Ouest les couleurs chaudes face au Vercors,,.
Dans les arcs outrepassés se trouvent 36 moucharabiehs en bois découpés qui filtrent la lumière. La projection des ombres à l'intérieur des pièces, du sol au plafond, offre de nouveaux motifs décoratifs : c'est une architecture des lumières. Chaque fenêtre des façades est protégée de la lumière ultraviolette par des voilages à trompe-l'œil photographique et en costume d'époque. Chaque pièce représente chacun des trois mariages de Joseph-Jullien Cochard.
Le jardin d'hiver est accolé au préfabriqué en ciment moulé, selon le goût éclectique de son temps. La façade du jardin d'hiver est inspirée des maisons en bois du Bosphore, appelées yalıs. D'autres colonnes en ciment prompt terminent le bâtiment au nord-ouest, où est accolée une maison mitoyenne privée.

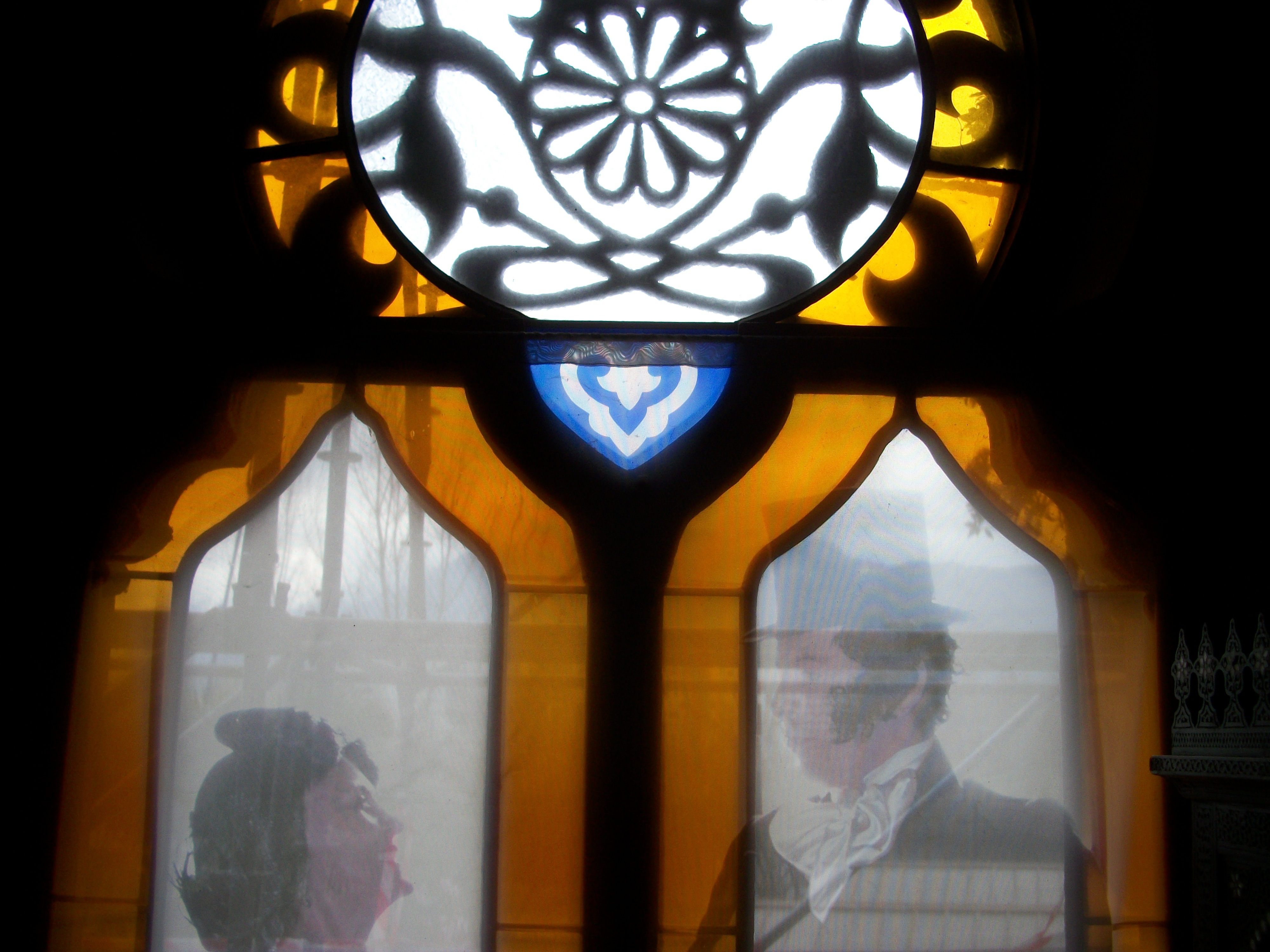
Vitrail et moucharabieh.
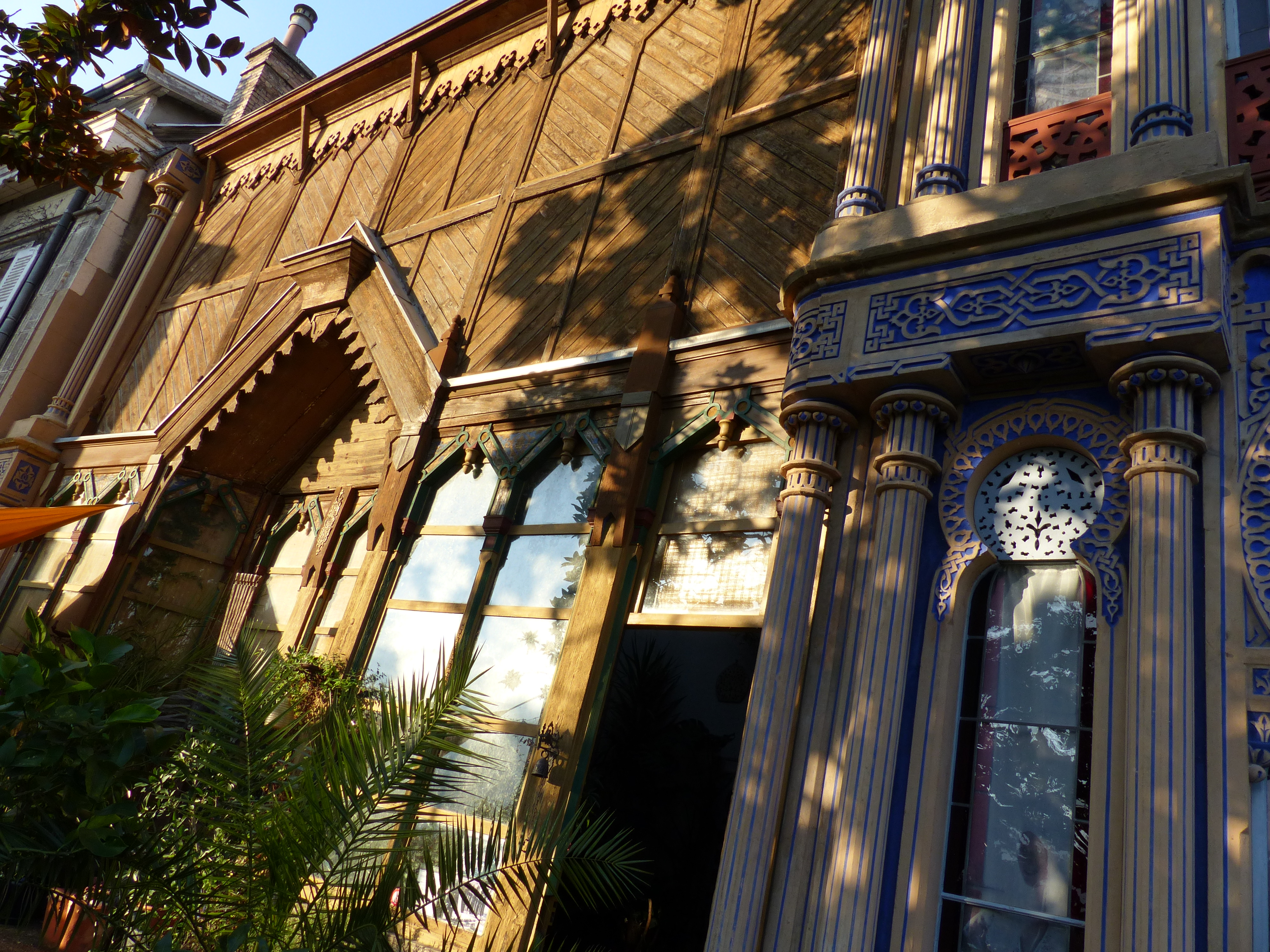
La façade en bois peint.
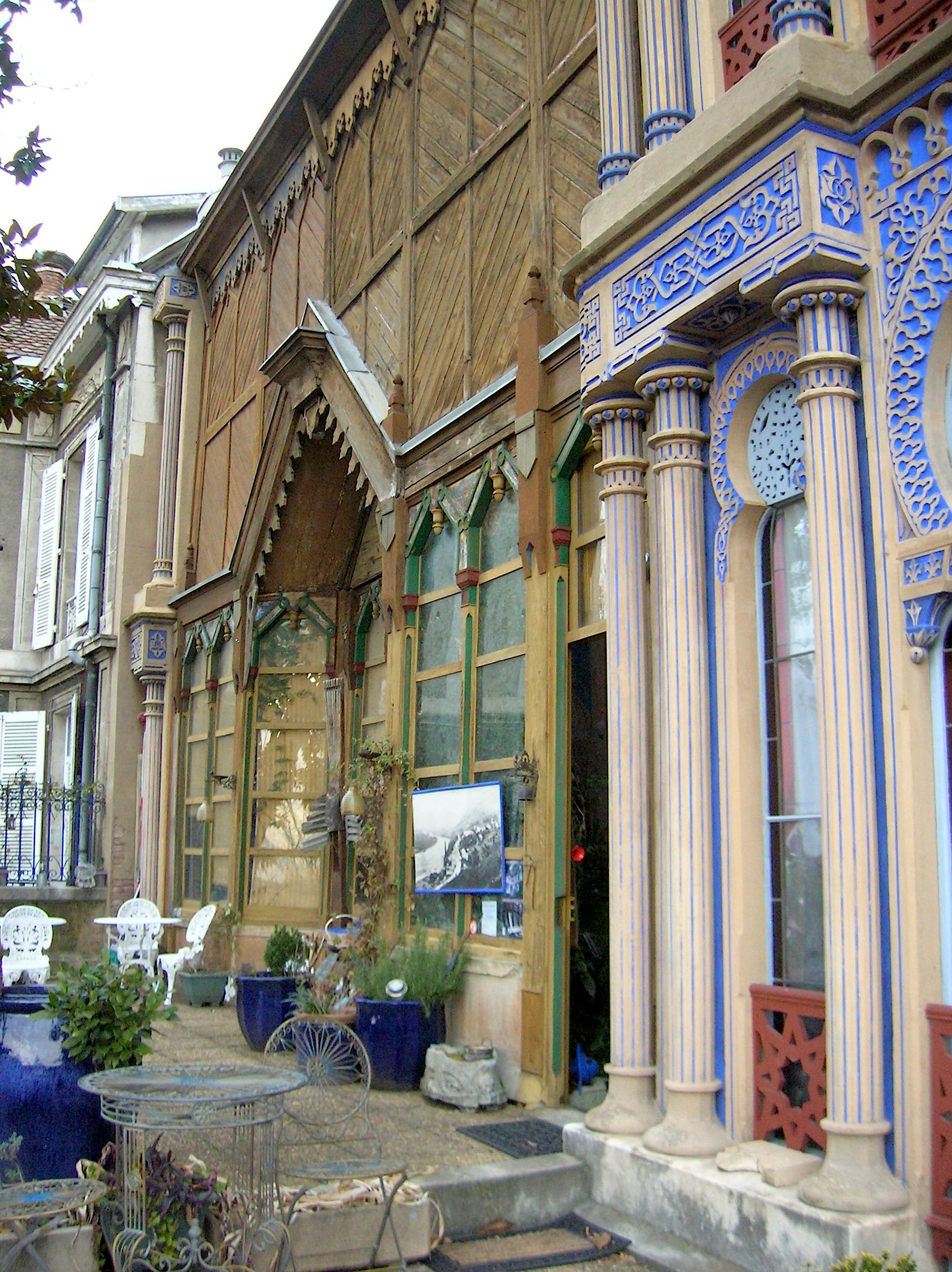
La façade du jardin d'hiver.
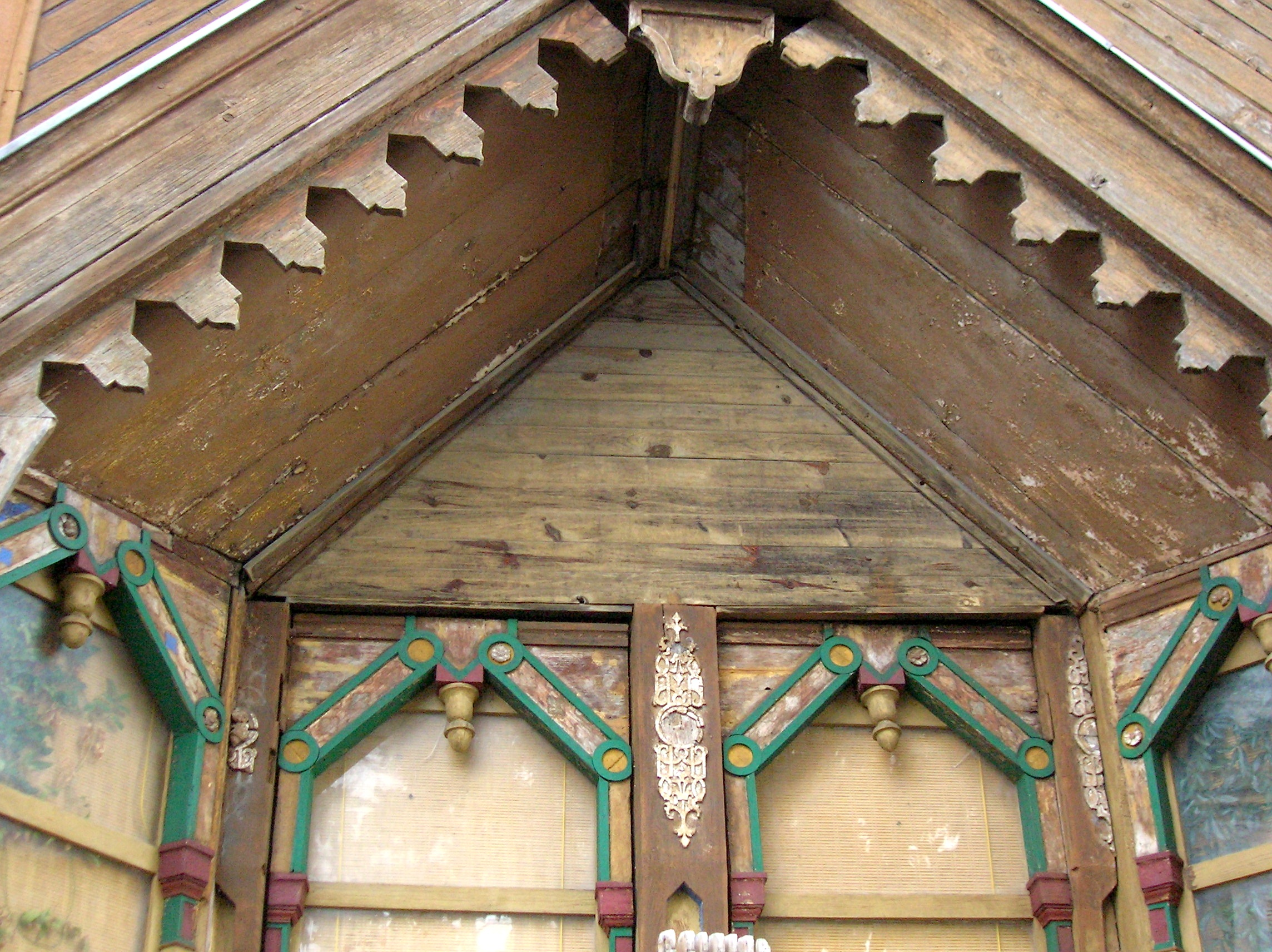
Détail de décor en plâtre peint, dont 36 fleurs emblématiques (2015).
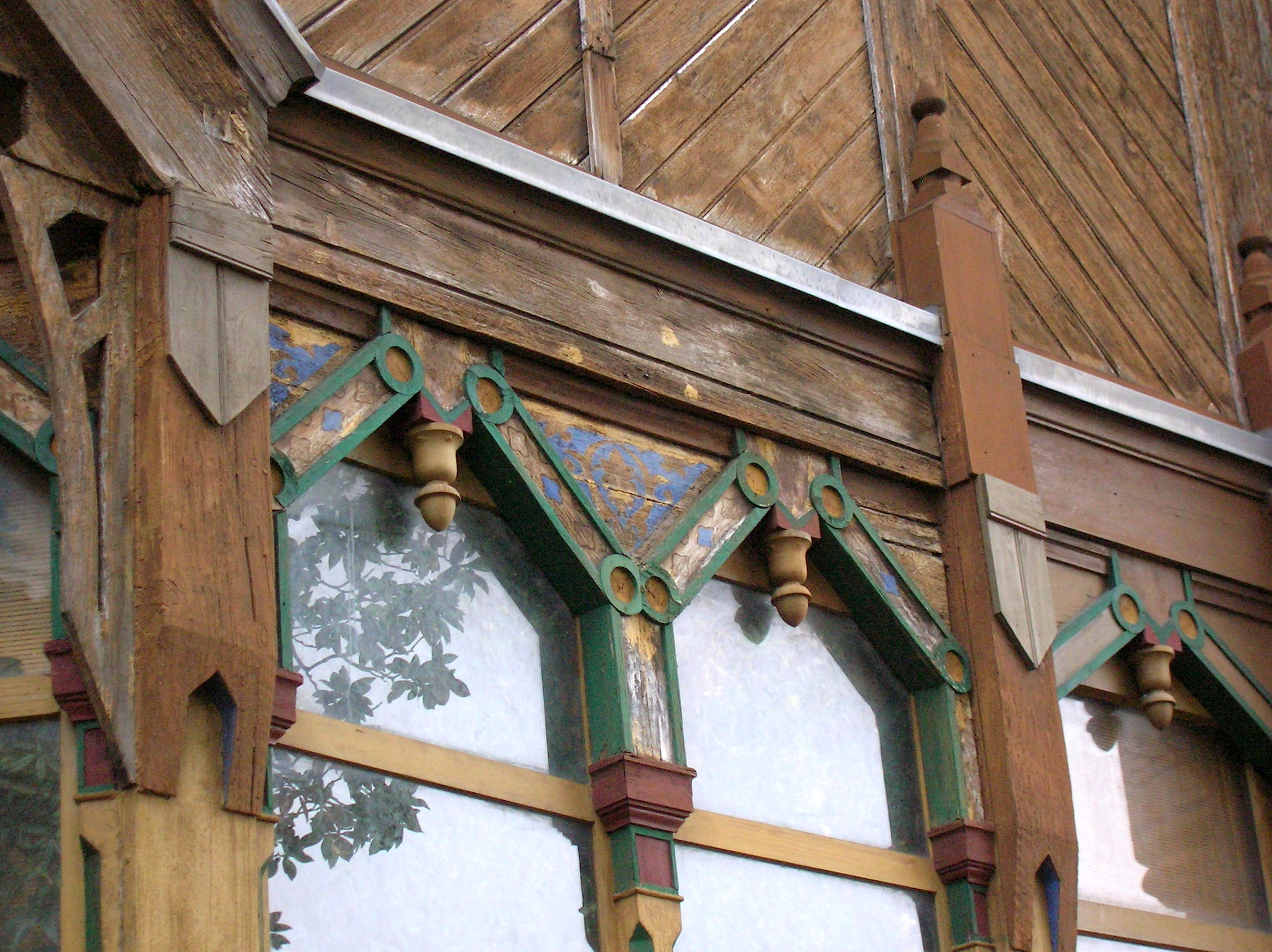
Détail de la façade du jardin d'hiver (2015).

### Les jardins, premier niveau

#### Le jardin historique

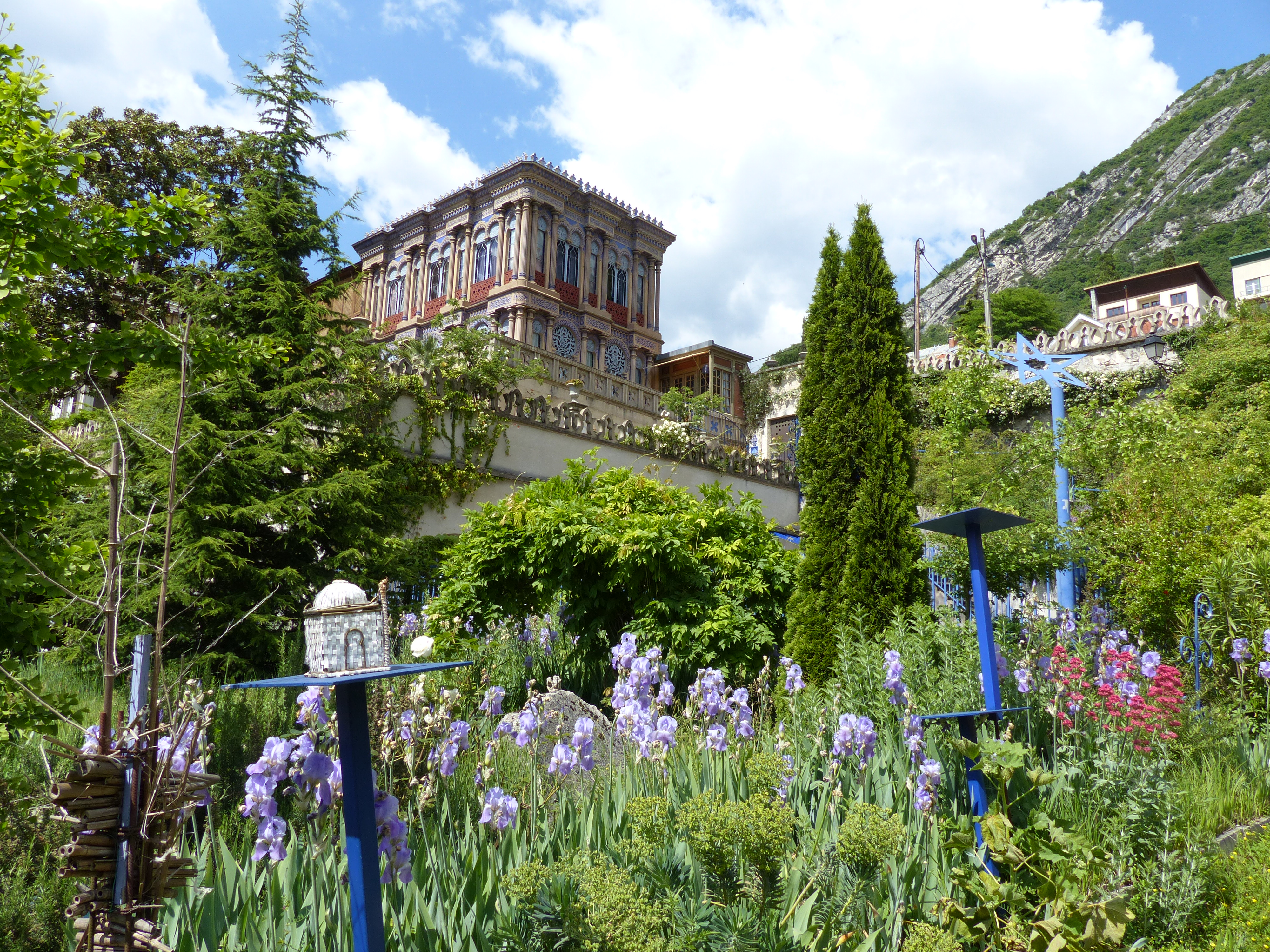
Le jardin de La Casamaures.

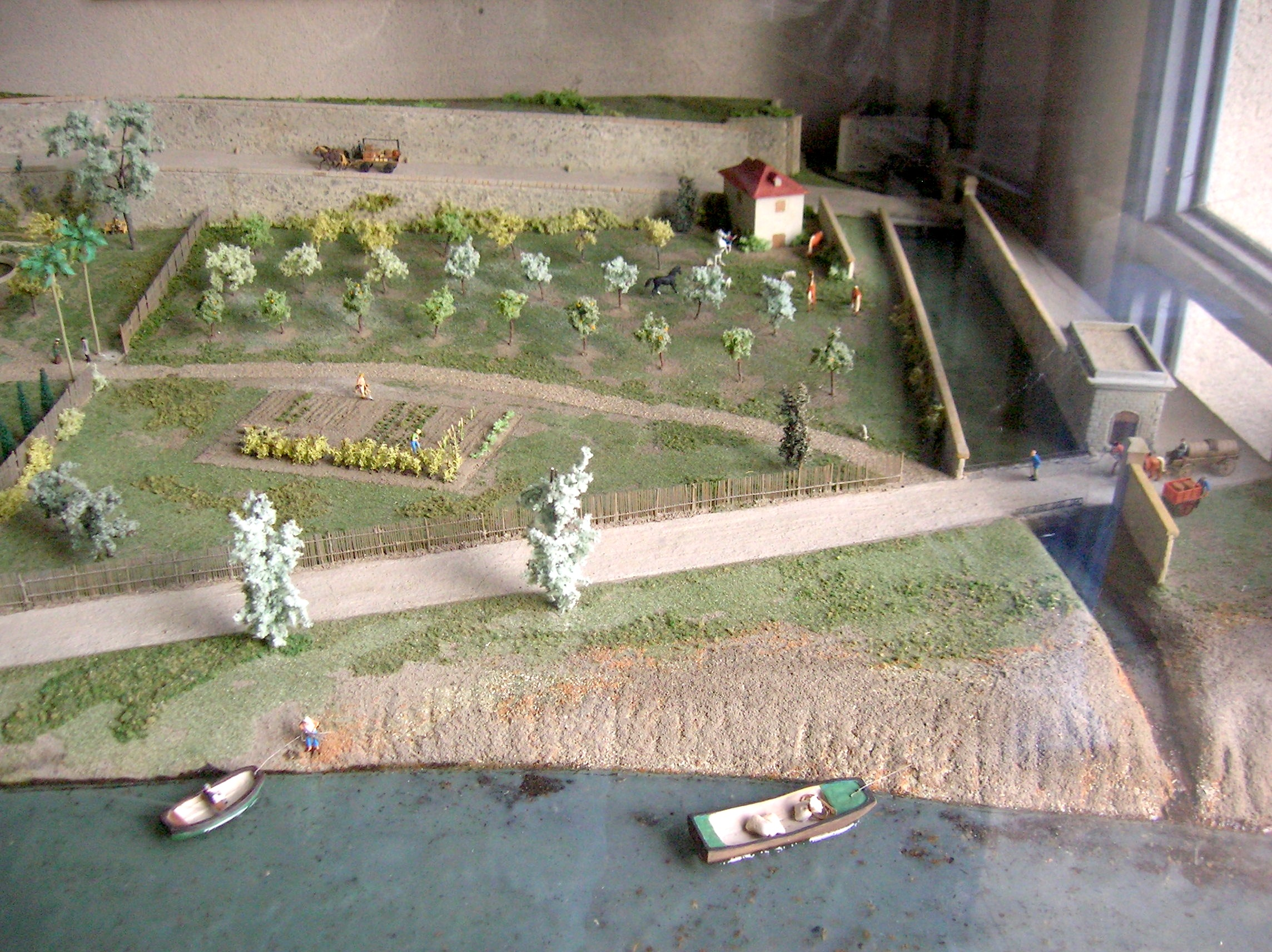
Le poste de garde, le ruisseau et l'entrée d'origine de la Guinguette (maquette de l'AVIPAR).

La villa était jadis située au cœur d'un vaste jardin en terrasses de 6 500 m2 dominant l'Isère. Inspiré des jardins de l'Alhambra, agrémenté de statues, de vases, de bassins et de fontaines, qui aujourd'hui sont détruits. Dans le parc d'origine on trouvait deux parties, le verger et l'arboretum.
Au sud de la propriété, en 1884, furent bâties les fortifications de Grenoble et les postes de garde, le long de la douve, occupée par un ruisseau canalisé et aménagé. Au sud-est, à la place de l'ancien octroi de Grenoble, se trouvait la maison du jardinier vers 1787. C'était une maison dauphinoise typique avec le toit traditionnel à quatre pans de tuiles plates en forme d'écailles. Elle a été détruite par un incendie en 1990.
L'arboretum – jardin ornemental – occupait la moitié nord de la propriété de « la Guinguette » et progressait en terrasses depuis la maison en suivant la pente naturelle du terrain. Les plantes d'ornement, grimpantes, méridionales et tropicales étaient choisies pour leur exotisme, notamment une collection d'agrumes, des palmiers et des bananiers. Dans la moitié sud de la propriété il y avait un verger et un jardin potager, notamment une « aspergère » sur la partie basse.
De loin, vue depuis la route, grâce à un jeu de perspective dû aux terrasses et à la pente du terrain, la villa semblait un palais beaucoup plus grand que ce qu'on aperçoit quand on commence à monter les terrasses. Ce jeu optique a été conservé.

#### Jardins actuels
Le terrain de La Guinguette est morcelée en trois parcelles et de nos jours, presque 6 000 m2 de l'ancien parc sont en friche et a réhabiliter.
Les jardins d'ornement actuels, reconstitués, s'animent volontairement du dialogue entre nature et sculpture. En effet, depuis longtemps, l'association souhaite valoriser les jardins en y ajoutant des créations contemporaines.
- L'entrée, au 58 allée de la Casamaures, est surmontée par "l'orientale" création de Jérôme Aussibal
- En continuant le cheminement, on découvre sur la gauche, la "53e colonne" par Christian Blanchard
- Corinne Rangod nous plonge en Orient avec sa "lampe d’Aladin"
- "La Baraka" de Catherine Mamet donne le point de départ des visites guidées

Depuis décembre 2006, les jardins sont un refuge de la ligue pour la protection des oiseaux,.
La limite sud des jardins, est donnée par les murs d'escarpe des fortifications – où est encore apposé les plaques des différents noms qu'a pris la route durant plus d'un siècle – avec, durant les travaux de la ligne E du tram en 2013, un corridor écologique pour permettre à la faune de descendre de la ZNIEFF de la Chartreuse et rejoindre la rivière Isère.
Le samedi 16 juin 2018 est inauguré un sentier cosmopolite, « le plus petit du monde » (seulement 100 pas) sur les traces de Jean-Jacques Rousseau. L'inauguration a lieu en présence de M. Hildebrand, président du comité européen Jean-Jacques Rousseau, basé à Genève. Ce sentier cosmopolite mélange nature et sculptures, des créations contemporaines telles que « les 4 mousquetaires », réalisée par Joël Bressand mais aussi des devises, les étudiants en école d'architecture de Grenoble (ENSAG) ayant réalisé des carrés où figurent les mots « maison bleue » en plusieurs langues (créole, congolais, syrien...). Autres créations : « l'homme bleu » par Catherine Mamet ou « étoiles » par Colas.

#### L'orangerie et son parvis
Le parvis de l'orangerie donne l'accès à la glacière au nord, à l'orangerie à l'est et au jardin au sud. Un escalier attaché au côté nord mène au deuxième niveau, à la terrasse. Un grand cadran solaire occupe en diagonale le sol, le long de l'axe du midi. Une décoration en dentelles de béton termine l'œuvre.

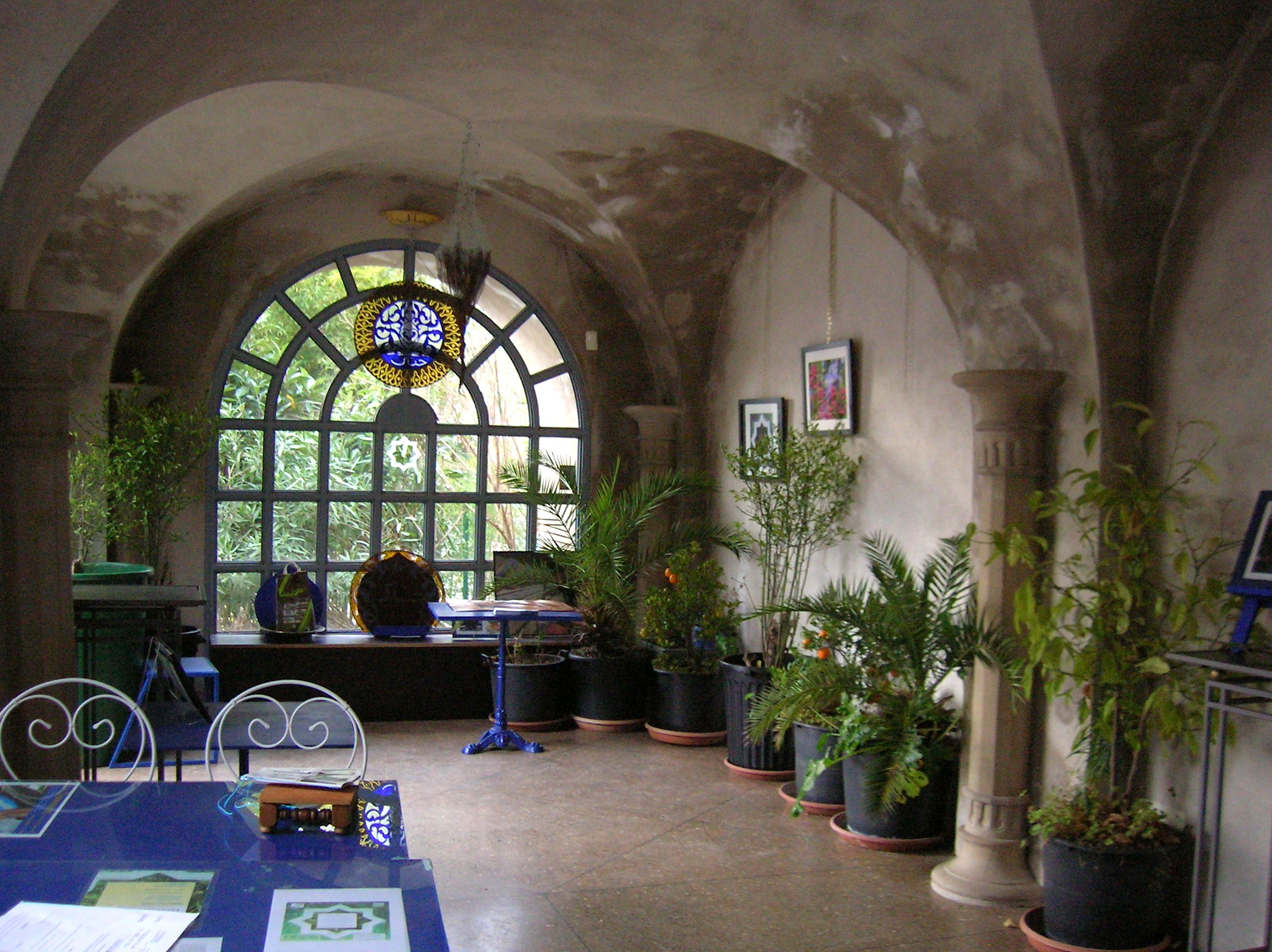
L'orangerie en hiver abrite certaines plantes exotiques et méditerranéennes.

À l'extérieur, depuis le parvis de l'orangerie, côté est, se dressent quatre arcs à vitraux – dont le premier et le troisième, en partant de gauche vus du parvis, cachent les portes.
L'orangerie est une grande salle à voûtes d'arêtes de 80 m2. Elle se développe en longueur selon l'axe sud-ouest, au premier niveau du bâtiment. Le mur sud-ouest de l'orangerie est également percé d'une fenêtre à vitraux qui donne sur le jardin.
À l’intérieur, en entrant par la porte de droite, se trouve une maquette réalisée par l'association AVIPAR sous la conduite de Thaïs Schutzer qui représente la villa Les magnolias et le jardin en 1884 : les fortifications de Grenoble, les berges de l’Isère, la maison de garde (ancien octroi) et celle du jardinier, les douves et la nouvelle route de Lyon y sont représentés. La maquette, inaugurée le 26 octobre 2005, est un outil pédagogique utilisée durant les visites guidées notamment pour les personnes à mobilité réduite qui ne peuvent accéder aux étages supérieurs. Elle a été exposée dans la hall de l'Hôtel de Ville de Saint-Martin-le-Vinoux et au centre de documentation du collège Chartreuse. L'orangerie est actuellement le siège de l'association Casamaures d'hier et d'aujourd'hui et sert de salle d'exposition. Des anniversaires ou des réceptions peuvent également s'y dérouler.

### Terrasse du temps solaire et terrasse du magnolia, deuxième niveau

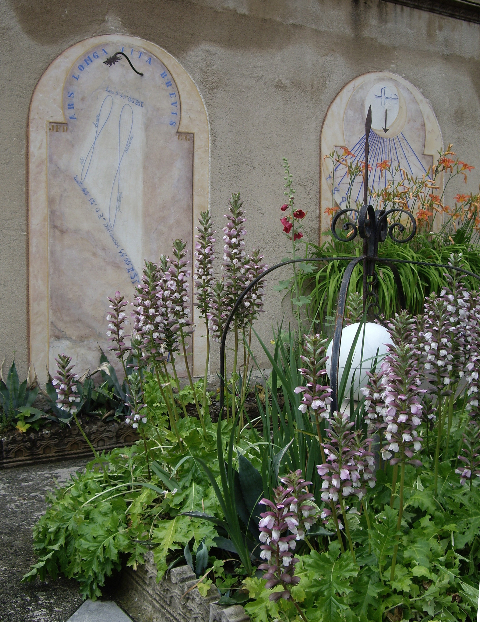
Acanthes et cadrans solaires sur la terrasse d'entrée.

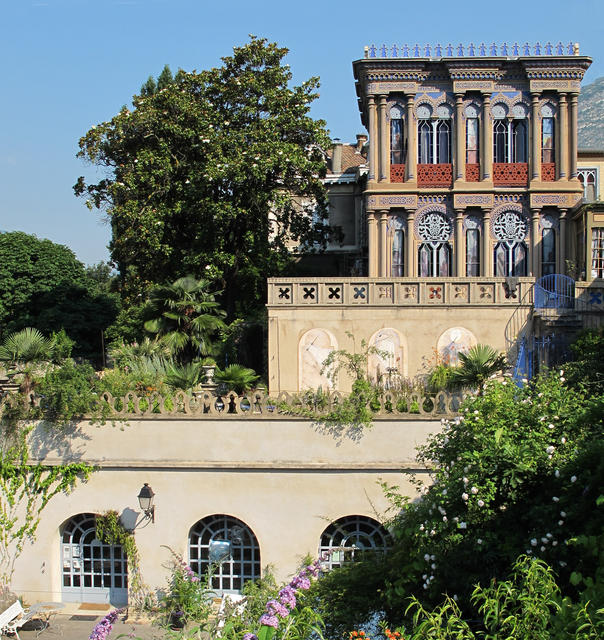
Magnolia trônant sur la grande terrasse et au niveau inférieur, trois premières arcades fenêtrées de l'orangerie.

La terrasse se décompose en deux pans, la terrasse du temps solaire (ou terrasse d'entrée) et la terrasse du magnolia (ou grande terrasse).

#### Terrasse du temps solaire (terrasse d'entrée)
La terrasse d'entrée située au-dessus de l'orangerie, dite aussi terrasse du temps solaire, est exposée au sud et adossée à un mur de soutien de la terrasse supérieur (située au rez-de-chaussée) sur lequel sont peints trois cadrans solaires, réalisés en 1987 par l'atelier Tournesol et un autre cadran orienté à l'ouest sur le mur de l'entrée secondaire. On trouve aussi deux jardinières d'orientation de création récente indiquant huit observatoires dans le monde tels que l'Alhambra, Byzance. Les cadrans solaires ont été installés ici afin de décorer le mur autrefois nu après la reconstruction de la terrasse haute (qui s'est effondrée en 1984).

#### Terrasse du magnolia (grande terrasse)
La grande terrasse ou terrasse des magnolias est exposée à l'ouest. Le magnolia (Magnolia grandiflora) vieux de 150 ans, qui a reçu le label « arbre remarquable de France » en 2007,,, est situé à son extrémité nord. À ses côtés se trouve le dernier bassin d'origine (un baptistère) et des plantations récentes dont un autre type de magnolia.

### Troisième niveau

#### Terrasse haute
À l'origine, la terrasse haute s'avançait avec deux ailes latérales, en forme de fer à cheval, qui composaient deux portiques sur la grande terrasse (voir la maquette). Ces deux ailes latérales permettaient de reproduire en quelque sorte les jardins suspendus de Babylone.

#### Jardin d'hiver

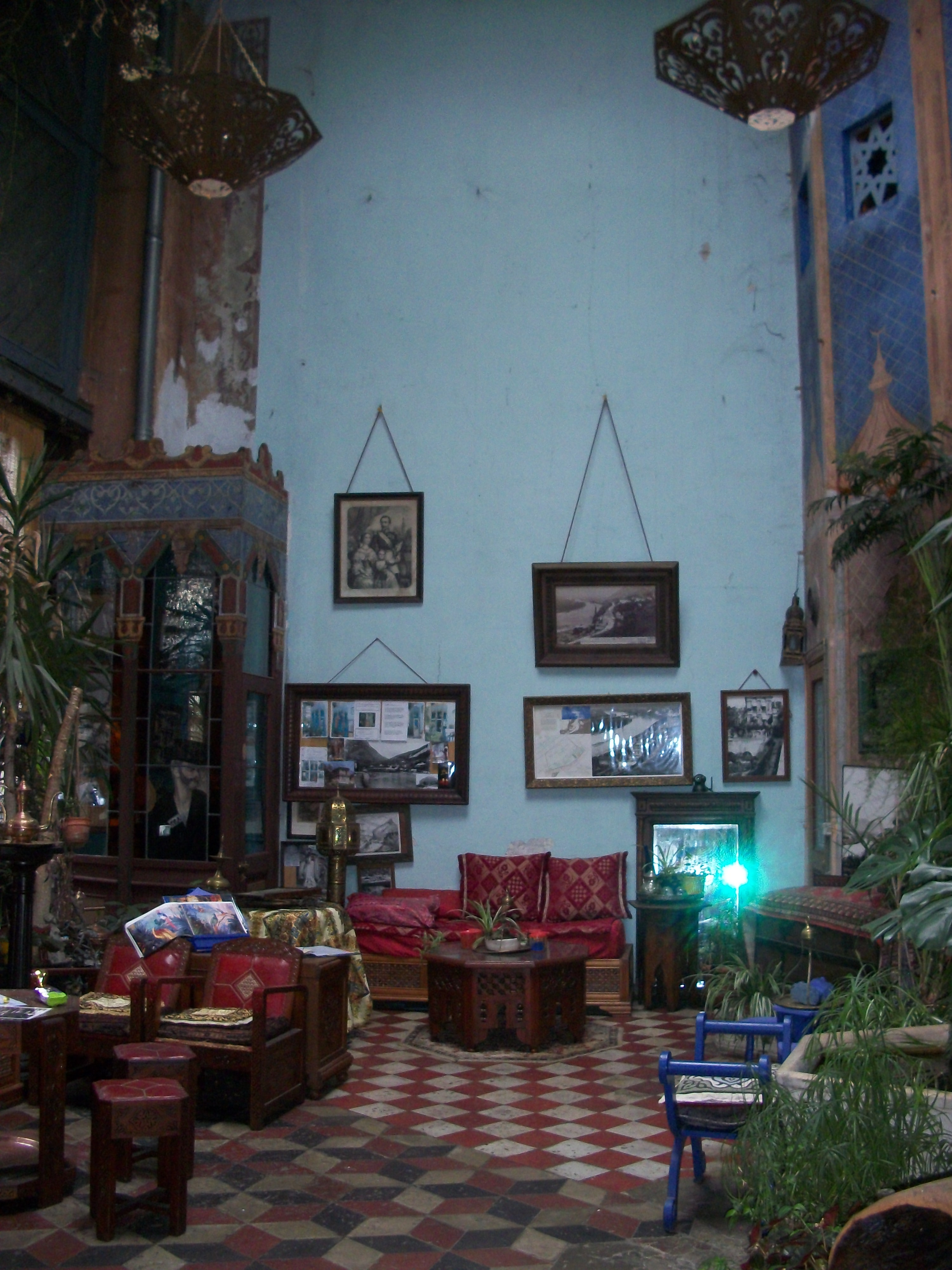
Intérieur du jardin d'hiver.

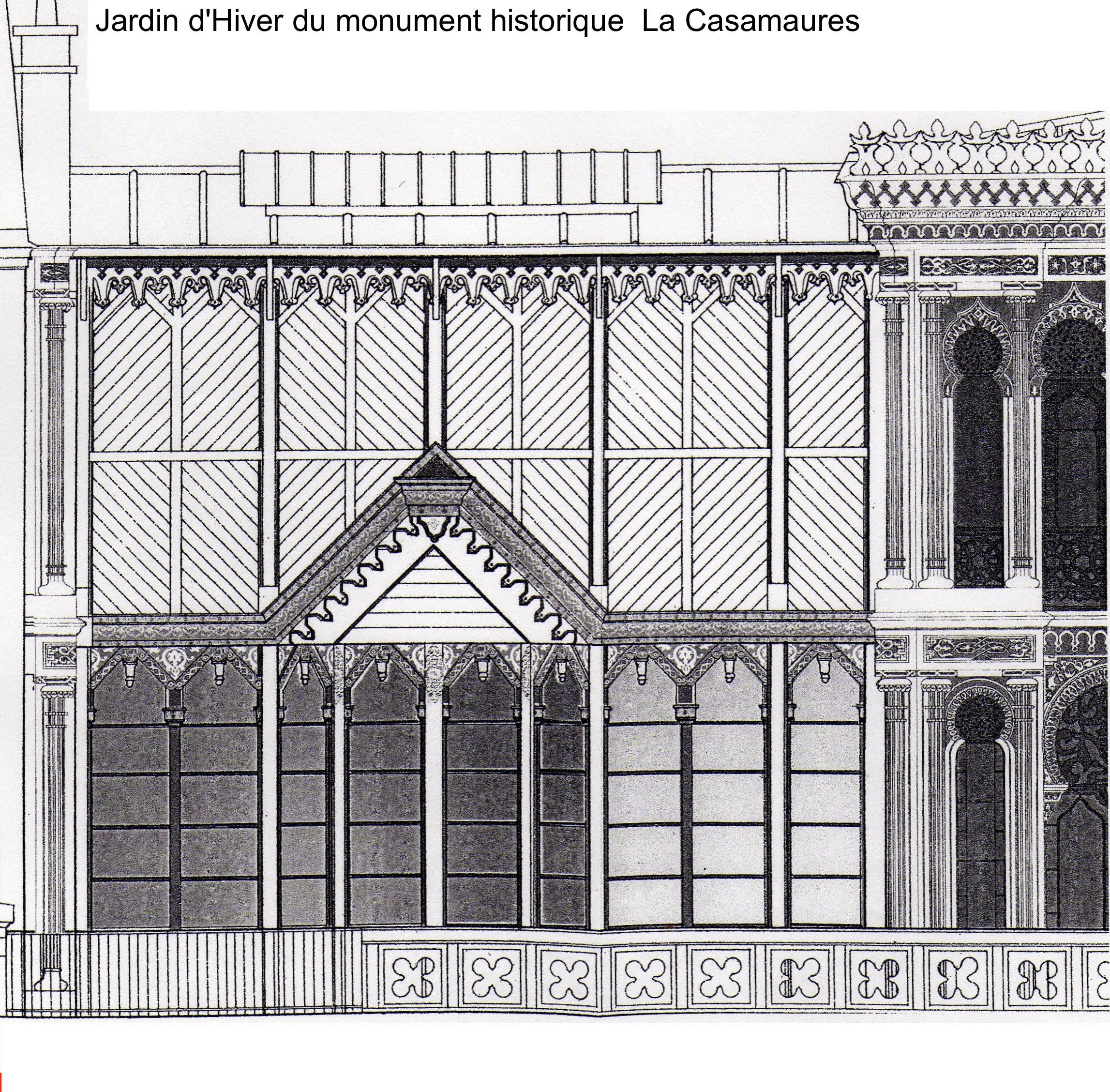
Façade extérieure du jardin d'hiver.

La façade extérieure du jardin d'hiver s'inspire des yalıs, les villas du Bosphore. Elle se présente divisée en deux : le premier étage est à vitraux, l'étage supérieur est construit en bois peint. Les planches en bois sont disposés sur les axes diagonales, renforcés d'armatures métalliques, qui suivent la forme au triangle de décharge de l'ébrasement. Des décorations peintes en vert et rouge sont encore lisibles sur le bois, tandis que les lignes bleues sont en cours de restauration au printemps 2015. Certaines décorations ciselées pendent de la corniche du toit. Les photos d'archives montrent que les vitrages étaient de couleur, avant leur explosion durant la Seconde Guerre mondiale. Les recherches pour établir de quelles couleurs sont en cours.
Construite en même temps que la partie en ciment moulé, la façade révèle le gout éclectique de son époque. Elle a probablement été rachetée dans une exposition coloniale, pratique courante au XIXe siècle, et adaptée au rêve de Cochard.
À l'intérieur, cette serre est un vaste local qui prend en hauteur deux étages jusqu'au toit. Il reçoit la lumière de la verrière, achetée au Caire, ouverte au centre du toit à 9 m de hauteur et des fenêtres à l'ouest (sud-ouest). Le plafond est recouvert d'un lambris de planches de bois. La serre abritait une collection de plantes tropicales et « des grands arbres exotiques » qui survivaient au climat alpin grâce au chauffage d'un grand poêle : parmi les autres, il y avait un eucalyptus de 9 m de hauteur.
Le mur à l'est (nord-est) est en brique et présente une fenêtre garnie avec un moucharabieh bleu clair ; à l'angle sud-est, la porte ramène à l'appartement privé. À l'angle nord-est, un pseudo-minaret, une sorte d'échauguette peinte à section polygonale ou un pavillon turc, monte jusqu'au plafond et cache des cabinets d'aisances. À l'angle nord-ouest, une vitrine expose des curiosités. Autour d'un bassin hexagonal avec sept poissons rouges, quatre parterres ont été reconstruits et sont occupés par les yuccas Monstera deliciosa, et plusieurs autres plantes qui se mélangent avec le mobilier exotique, les objets orientaux et les œuvres d'art. Un jasmin étoilé grimpe jusqu'à la verrière du toit. Un puits révèle le système de captation d'eau qui alimentait les bassins et les fontaines jusqu'à l'arboretum et se terminait dans l'Isère. Au XIXe siècle il y avait aussi deux statues.

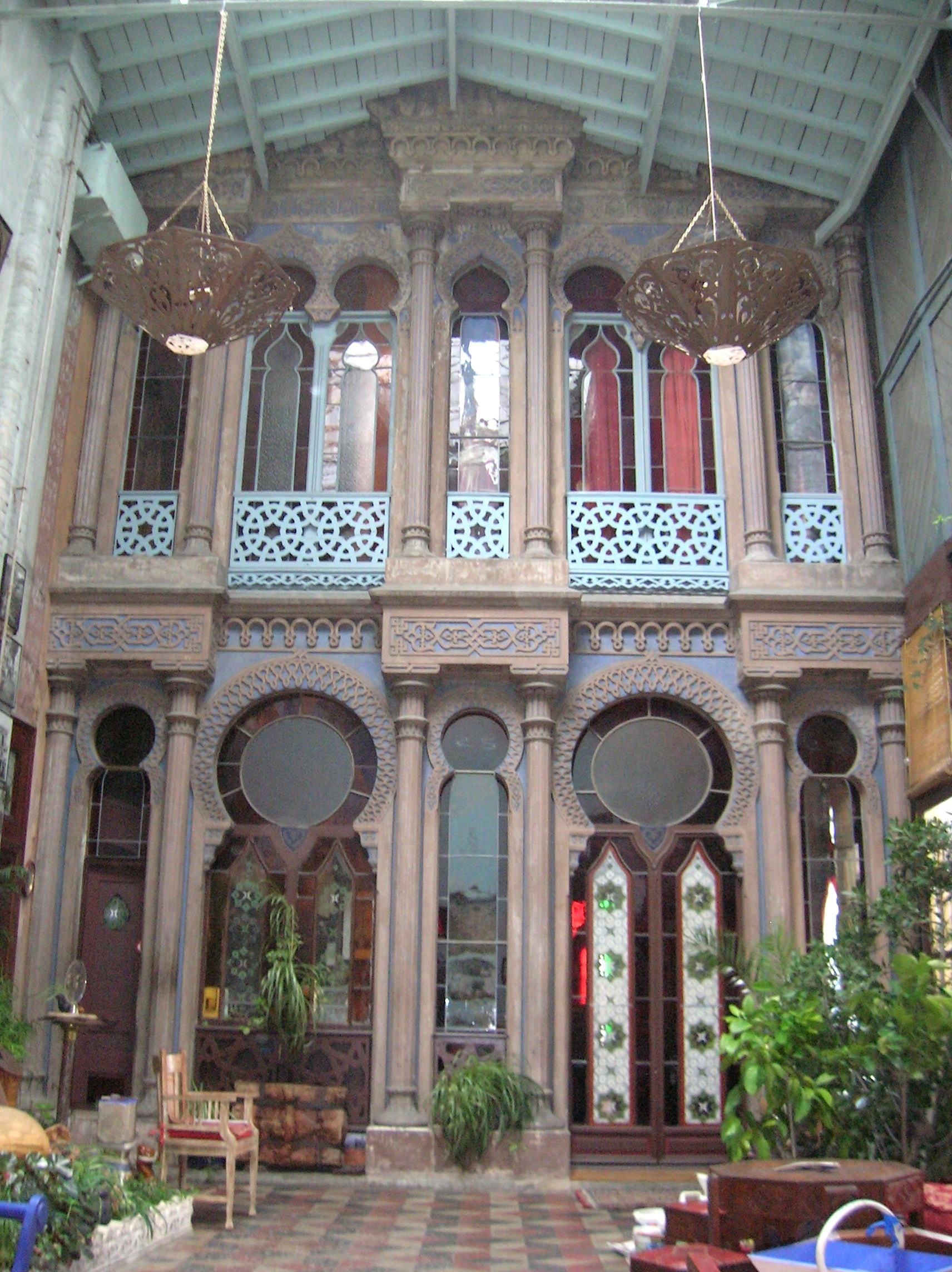
La façade en ciment moulé dans le jardin d'hiver.

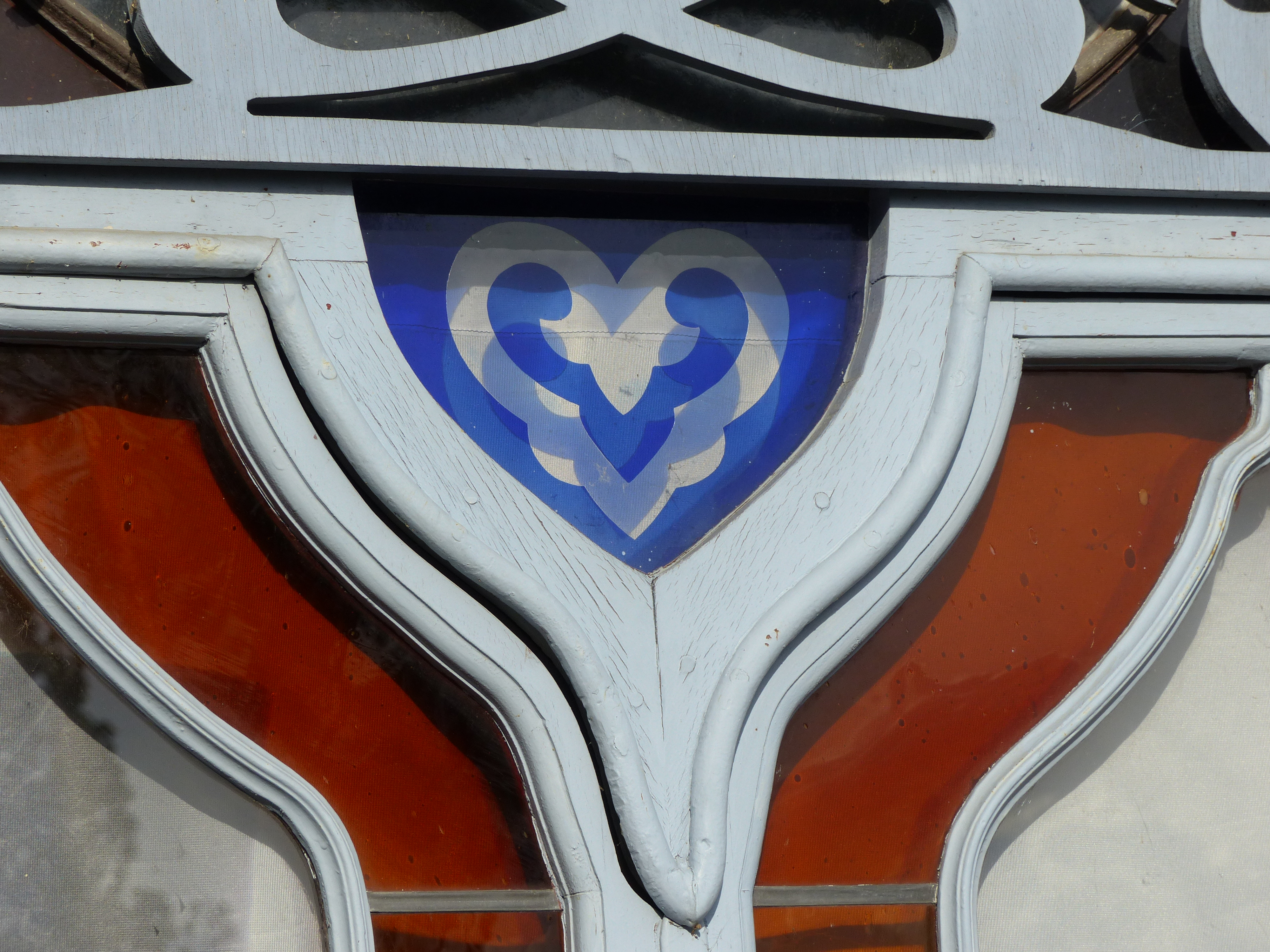
Détail du cœur emblème de La Casamaures.

Les murs, où les peintures sont très abîmées par les dégâts des eaux, exposent plusieurs gravures, photos anciennes et photos de mariés à La Casamaures. Ils content l'histoire de La Casamaures, de ses habitants et de ses visiteurs. Le pavage est divisé en deux parties : la partie au sud est un trompe-l'œil et se compose d'un carrelage de dalles en béton tricolore (rouges, blanches et noires), disposées en mosaïque, qui peuvent représenter des étoiles ou bien des cubes en trois dimensions. Cette partie du sol est très endommagée : elle présente les éraflures dues aux coups de hache lors de la découpe du bois. Au nord, le sol est un échiquier de dalles carrées, rouges et blanches.
Au sud on trouve un des trois murs en ciment moulé classés en 1986 ; la porte vitrée qui s'ouvre sur cette façade ramène le visiteur au salon. Des inscriptions en arabe classique surmontent la porte et se situent dans les arcs outrepassés ; en particulier entre les arcs lancéoles du dernier étage une inscription se compose d'initiales mystérieuses qui ressembleraient à un mot d'amour,.
Une arabesque vitrée à cœur se répète ici et ailleurs et est devenue l'emblème de La Casamaures : ce cœur dans l'alphabet arabe peut être lu Alif et dans les salles qui suivent, par le jeu de la lumière, se dépose sur les murs ou sur les personnes qui s'y interposent. En observant vers cette façade on a l'impression de se trouver à la fois à l'intérieur et à l'extérieur.

#### Salon

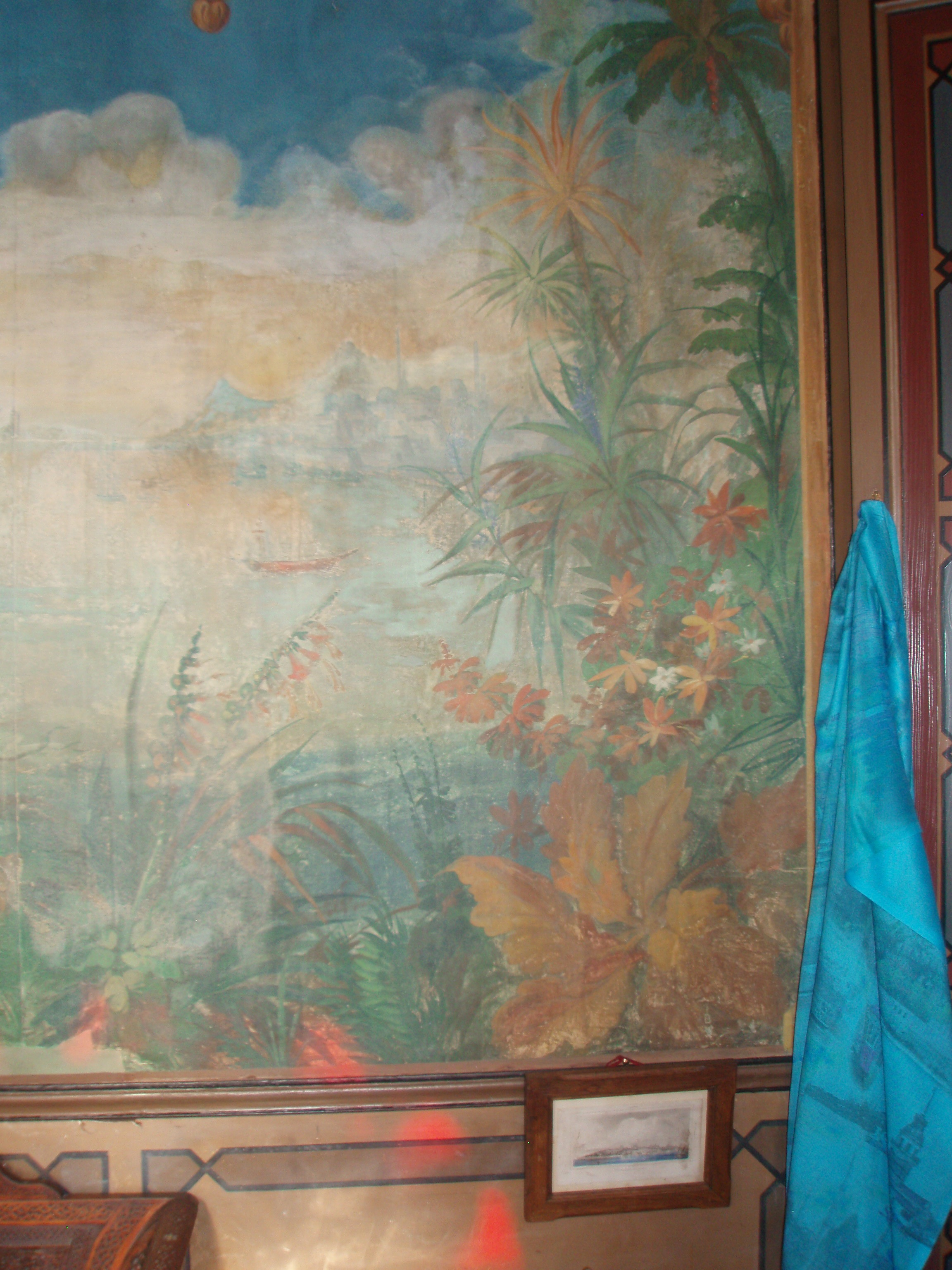
Détail de la baie de Constantinople sur le papier peint.

Le salon se trouve entre le jardin d'hiver et le vestibule. Ce fumoir est dominé par la couleur rouge qui traverse le vitrail arabesqué du côté ouest (sud-ouest) et se reverse sur le mobilier persan. Sur le mur à l'est (nord-est), un grand papier peint à la main, pièce unique fabriquée sur commande, conserve sa grandeur et le panorama de la Corne d'Or et de la baie de Constantinople avec les silhouettes des minarets et des l'architectures ottomanes au fond, malgré les déchirures dues aux squatters.
La cloison sud (sud-est) est occupée par la porte décorée et surmontée par un éventail floral et un bandeau à calligraphie, pas encore traduit. À gauche de la porte, un papier peint présente un symbole colonial : la France, représentée par un oiseau bleu, blanc et rouge, à l'air impératif et en position dominante, soumet la colonie, représentée par un oiseau jaune, vraisemblement un paradisier. Cette peinture s'inspire du papier peint panoramique dit « Le Brésil », créé par Joseph Fuchs et réalisé par la manufacture Desfossés en 1862, rééditée en 1872 et en 1905. Une copie de ce papier peint est conservée au château de Beauvoir à Arthun, elle aussi classée Monument historique,.
À droite de la porte, un autre papier peint, probablement une autre partie du papier peint inspiré de l'œuvre de Fuchs, présente une singulière chasse au papillon accomplie par des oiseaux à couleurs vives dans une forêt tropicale. Comme dans les autres papiers peints, au fond on distingue des palais et des architectures peut-être imaginaires, en tous cas pas encore reconnus.
À l'angle sud-ouest du salon, une cheminée turque en plâtre ciselé, de dimension réduite par rapport aux cheminées turques d'Orient, est l'unique visible dans le parcours ouvert au public mais pas unique exemplaire dans La Casamaures. Au pied de la cheminée se trouve un buste d'une artiste contemporaine, Mauricette Kuhn, d'Ali Pacha, réalisé en terre d'après une caricature du XIXe siècle de Victor Sappey. Cette cheminée et le papillon peint dans la tapisserie pourraient se révéler être de nouveaux symboles francs-maçons : le papillon serait le symbole de la connaissance, tandis que la cheminée turque pourrait avoir été utilisée en qualité de brasier durant quelque rituel.
Un parquet est posé sur le sol. Le plafond, décoré par une toile peinte à la main et marouflée, est dangereusement fissuré. Au centre des dessins se trouve un « lustre de cuivre martelé à forme d'étoile ».

#### Vestibule

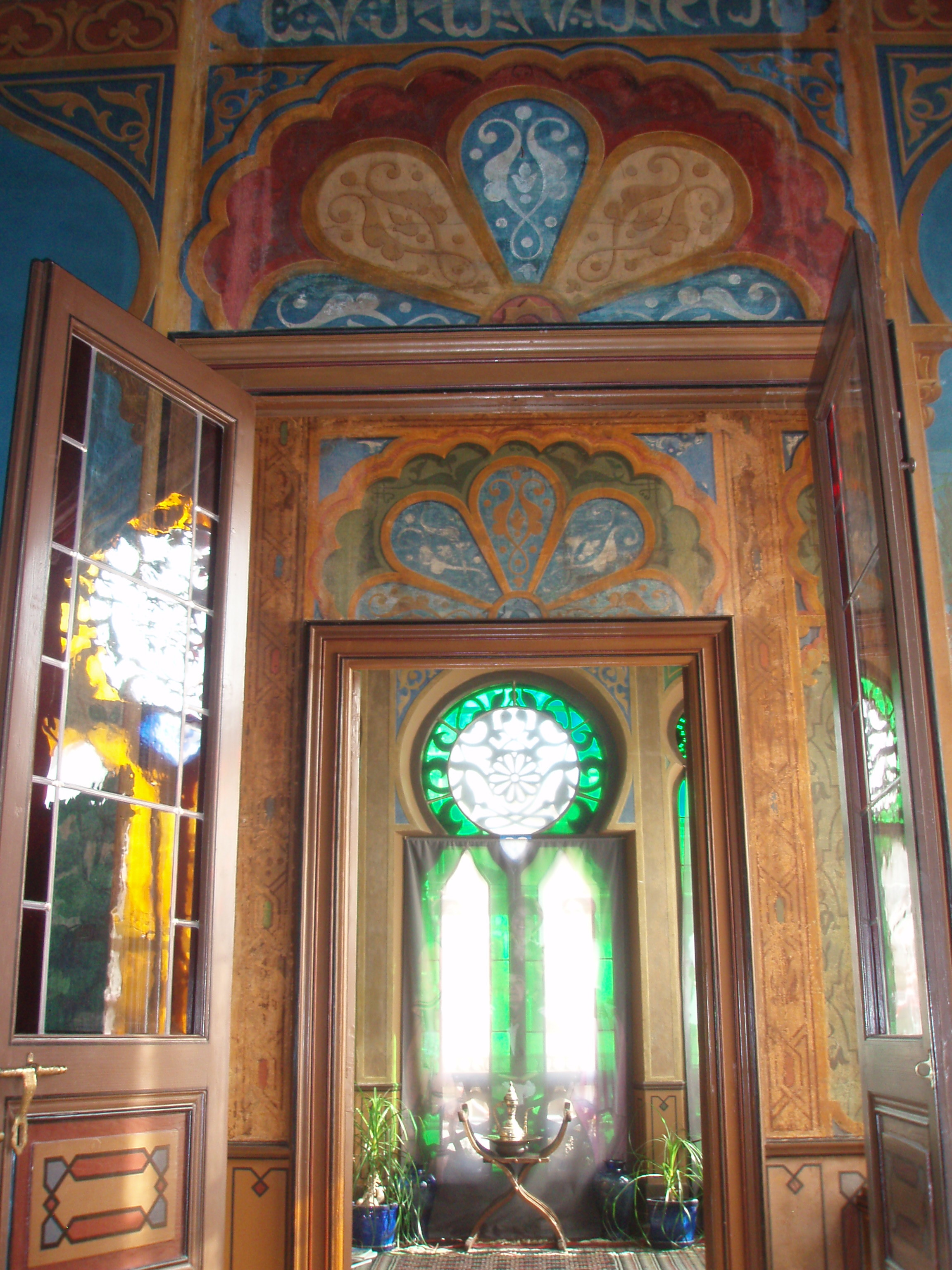
La mise en abyme des portes du salon, du vestibule et de la salle à manger.

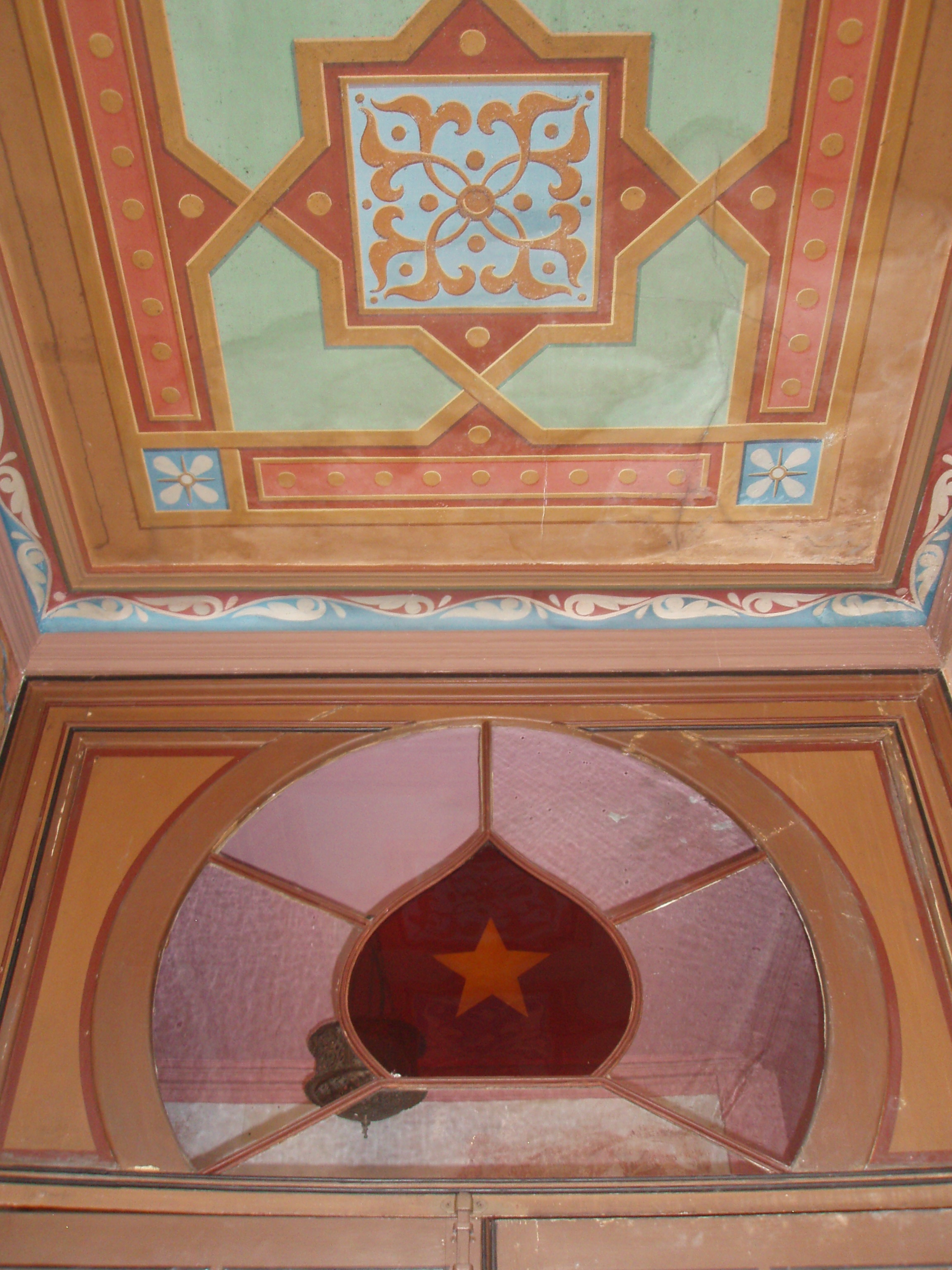
L'étoile flamboyante sur l'imposte de la porte vers l'escalier et un détail décoratif du plafond.

Le vestibule était l'accès original de la maison : la porte-fenêtre d'entrée donnait sur la terrasse haute et permettait d'accéder à gauche au salon et au jardin d'hiver et à droite à la salle à manger. La porte-fenêtre, à deux volets, est surmontée d'un arc en fer à cheval, lui aussi vitré et de couleur jaune-orange. Les cloisons aux détrempes peintes sont recouvertes de papiers peints à tempera d'origine, les motifs choisis sont plus abstraits par rapport aux décors présents dans les autres salles ouvertes au public : il s'agit d'arabesques, de « motifs géometriques » encadrant des tulipes vertes de style ottoman, encadrées par de faux bas-reliefs qui reprennent la forme de la porte-fenêtre et qui se terminent en haut avec un décor en arc en fer à cheval. Des cadres stylisés de couleur neutre occupent la partie inférieure de la tapisserie et des portes. Au-dessus des portes vitrées d'intérieur du nord (nord-ouest) et du sud (sud-est) se trouvent en faux bas-reliefs des éventails de couleur bleue ainsi que des bandeaux calligraphiques en amharique à la signification inconnue. La porte sur le mur à l'est (nord-est), qui conduit aux salles fermés à la visite, est surmontée d'un décor « de verre avec une étoile jaune sur fond rouge flamboyant », peut-être « un drapeau d'une contrée ou d'une confrérie ».
Le plafond, fissuré et en mauvais état de conservation, est lui aussi décoré avec une toile peinte à la main puis collée avec un sujet de polygones étoilés. Le sol présente un patchwork de carrelage en porphyre à dalles hexagonales de deux couleurs.
Les pas des nombreux visiteurs ont abîmé le sol du vestibule de ce monument fragile jusqu'à le faire s'effondrer dans les caves. Durant le chantier de restauration de mars 2013 le sol a été renforcé : les dalles ont été classées, enlevées puis remises en place à l'identique. Une brique spéciale a été découverte : il s'agit d'une brique de l'époque de la construction de La Casamaures qui conserve l'empreinte d'un canidé à griffes marquées. Elle est conservée dans le vestibule, sur le lieu de sa découverte, encadrée avec une moulure en plaque copie d'une empreinte de loup. Deux hypothèses sont à l'étude : selon la première, un canidé, probablement un chien de grande taille, aurait marché sur une brique de construction ; la deuxième hypothèse voit dans cette empreinte un autre symbole franc-maçon : « cela peut être une signature volontaire des briquetiers (...), une marque de tâcheron issue de tradition médiévale », placée à l'entrée de la maison pour des raisons précises autant qu'inconnues. 
Le mobilier du vestibule se compose d'un meuble en bois ciselé de motifs arabes et marqueté de nacre, don d'un particulier, et d'un banc en style néo-mauresque, avec assise et dossier en velours, qui faisait partie du mobilier de l'Hôtel du Cercle, de la station thermale d'Uriage-les-Bains.

#### Salle à manger

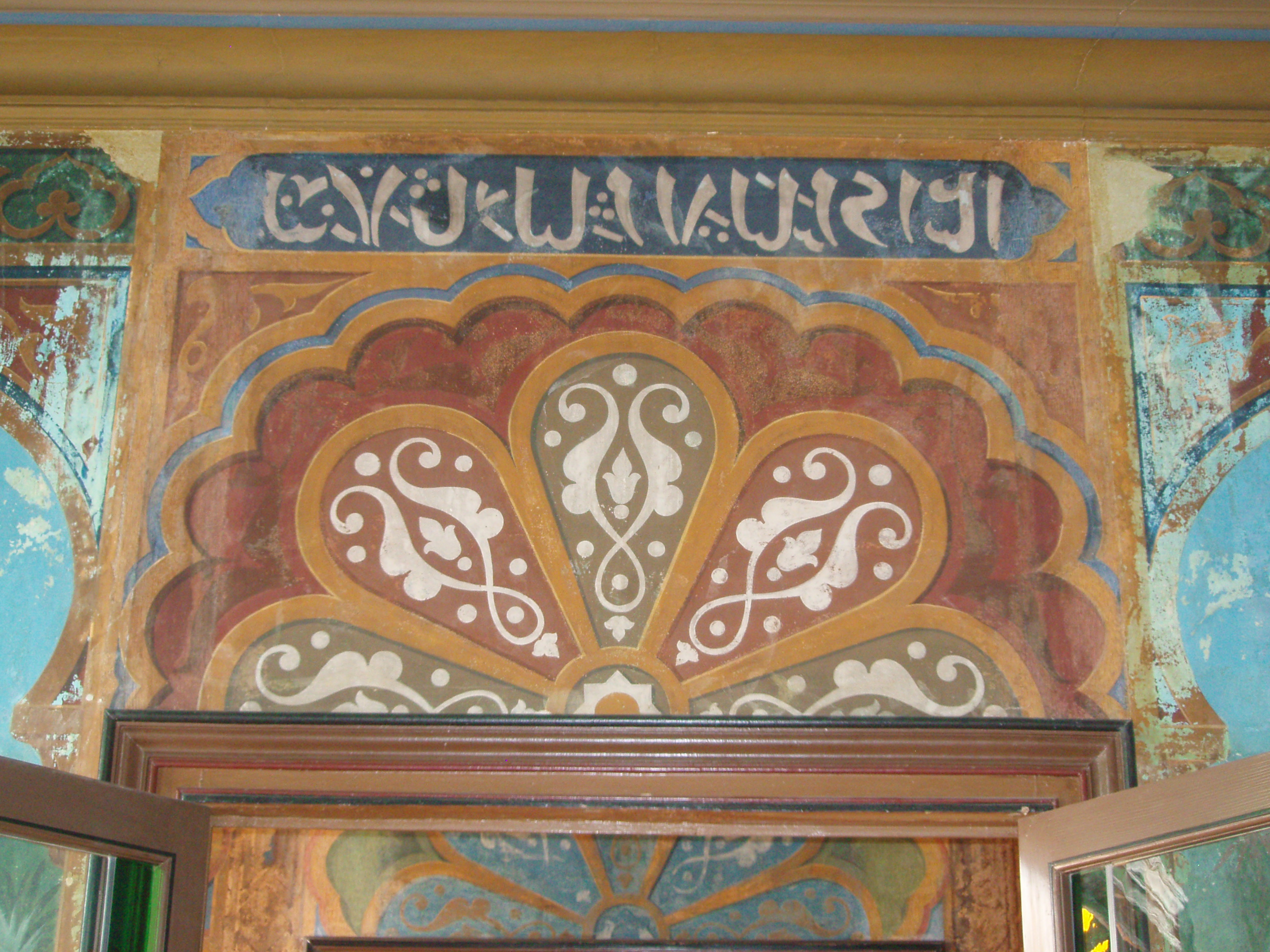
L'éventail et le bandeau peints dans la salle à manger sur la porte du vestibule avec les calligraphies arabes de signification incertaine.

On accède à la salle à manger depuis le vestibule. Elle constitue un petit écrin de couleurs envahi par la lumière qui rentre des baies à vitraux à l'est (sud-est) et à l'ouest (sud-ouest), les côtés exposés sur la terrasse haute. Les vitrages de cette salle sont bordés de la couleur « vert nature ». Les voilages photographiques content l'histoire du troisième mariage de Cochard.
Quatre natures mortes composées de fruits exotiques, de fleurs et d'aiguières sur un fond de panoramas orientaux (encore à étudier et localiser) sont les sujets peints à la main des tapisseries des murs nord (nord-ouest) et est (nord-est), disposées à droit et à gauche des deux portes. Ces ananas, grenades, mangues, etc., inaccessibles aux tables bourgeoises du XIXe siècle, ajoutent d'autres éléments de rêve d'un pays éloigné. Ces papiers peints à la détrempe, incomplets et très endommagés mais de grande qualité, ont été découverts sous une couche de papier peint sans intérêt des années 1950. Ils ont été restaurés de mars à mai 2010 par Bérangere Chaix durant le chantier d'entretien où Laure Van Ysendick a restauré les décors de la peinture murale. Les papiers peints du salon, du vestibule et de la salle à manger avaient déjà été consolidés par Laure Van Ysendick en 2007, pour stabiliser le problème des fissures et du décollement,.
Sur les portes se retrouvent des éventails et des bandeaux avec les calligraphies à la signification incertaine, encore en cours d'étude. La porte à l'est (nord-est) est fermée au public. Le sol de la salle à manger est en parquet tandis que le plafond, endommagé, répète les motifs du salon et du vestibule.

### Quatrième niveau
Des chambres donnent sur le jardin d'hiver qui occupe une partie du quatrième niveau. On monte au dernier étage dans les espaces privatifs grâce à un escalier entouré d'une tapisserie à dominante rose avec le motif des tulipes stylisées, « répertorié dans La Grammaire de l'Ornement d'Owen Jones en 1856. À l'époque, les relevés d'architecture et les motifs décoratifs se vendaient partout en Europe coloniale ». Les pièces privées du dernier étage sont, comme les autres salles, personnalisées par la couleur du vitrage et s'appellent, par exemple, « chambre rouge » et « chambre bleue ». Au centre de chaque arc lancéolé du quatrième niveau se trouve un mot, une devise d'amour répétée 36 fois et qui donne lieu à des traductions différentes et contradictoires, selon l'interprétation d'où se trouve un point ou un accent à losange.

## Faune et flore

### Flore
Le recensement des espèces des jardins et des terrasses est en cours,,,,, :
- Absinthe (Artemisia)
- Acanthe
- Actinidia
- Agapanthe (Agapanthaceae)
- Alkékenge (Physalis alkekengi)
- Agavel
  - Agave du Mexique (?)
- Aloès des Barbades (Aloe vera)
- Altea
- Aristoloche siphon (Aristolochia macrophylla)
- Aubépine (Crataegus)
- Bananier (Musa)
- Bananier des Alpes ou Gentiane jaune (Gentiana lutea)
- Bugléias (?)
- Buis (Buxus)
- Caryopteris
- Cèdre du Liban (Cedrus libani)
- Chèvrefeuille (Lonicera)
- Cissus
- Clivia
- Citronnier (Citrus × limon)
- Clématite (Clematis)
- Crocus
- Eucalyptus
- Faux philodendron (Monstera deliciosa)
- Figuier (Ficus carica)
- Glycine de Chine (Wisteria sinensis)
- Grenadier commun (Punica granatum)
- Hémérocalle (Hemerocallis)
- Iris
  - Iris d'Algérie (Iris unguicularis)
  - Iris bleu (?)
  - Iris blanc et jaune (?) (voir photo)
- Jasmin (Jasminum)
  - Jasmin étoilé (Trachelospermum jasminoides)
- Jamis (?)
- Kalanchoe
- Lavande
- Laurier sauce (Laurus nobilis)
- Lierre (Hedera helix)
- Magnolia étoilé (Magnolia stellata)
- Nigelle (Nigella)
- Oranger
  - Oranger du Mexique (Choisya ternata)
  - Oranger de l'Alhambra (?)
  - Mandarinier ou Oranger de Chine (Citrus reticulata)
- Osier (Salix)[précision nécessaire]
- Palmier (Arecaceae)
  - Palmier de Chine (Trachycarpus fortunei)
  - Palmier nain (Chamaerops humilis)
- Passiflore (Passiflora)
- Pavot (Papaver)
- Perovskia
- Plumbago
- Romarin (Rosmarinus officinalis)
- Rosier
  - Roseraie jaune (?)
  - Rosier liane
- Rhus ou Sumac (Rhus coriaria)
- Santoline (Santolina)
- Sauge (Salvia)
- Scille du Pérou (Oncostema peruviana)
- Solanum
- Thym (Thymus)
- Tournesol (Helianthus annuus)
- Trompettes de Jéricho (Campsis radicans)
- Tulipe (Tulipa)
- Vigne (Vitis vinifera)
- Yucca

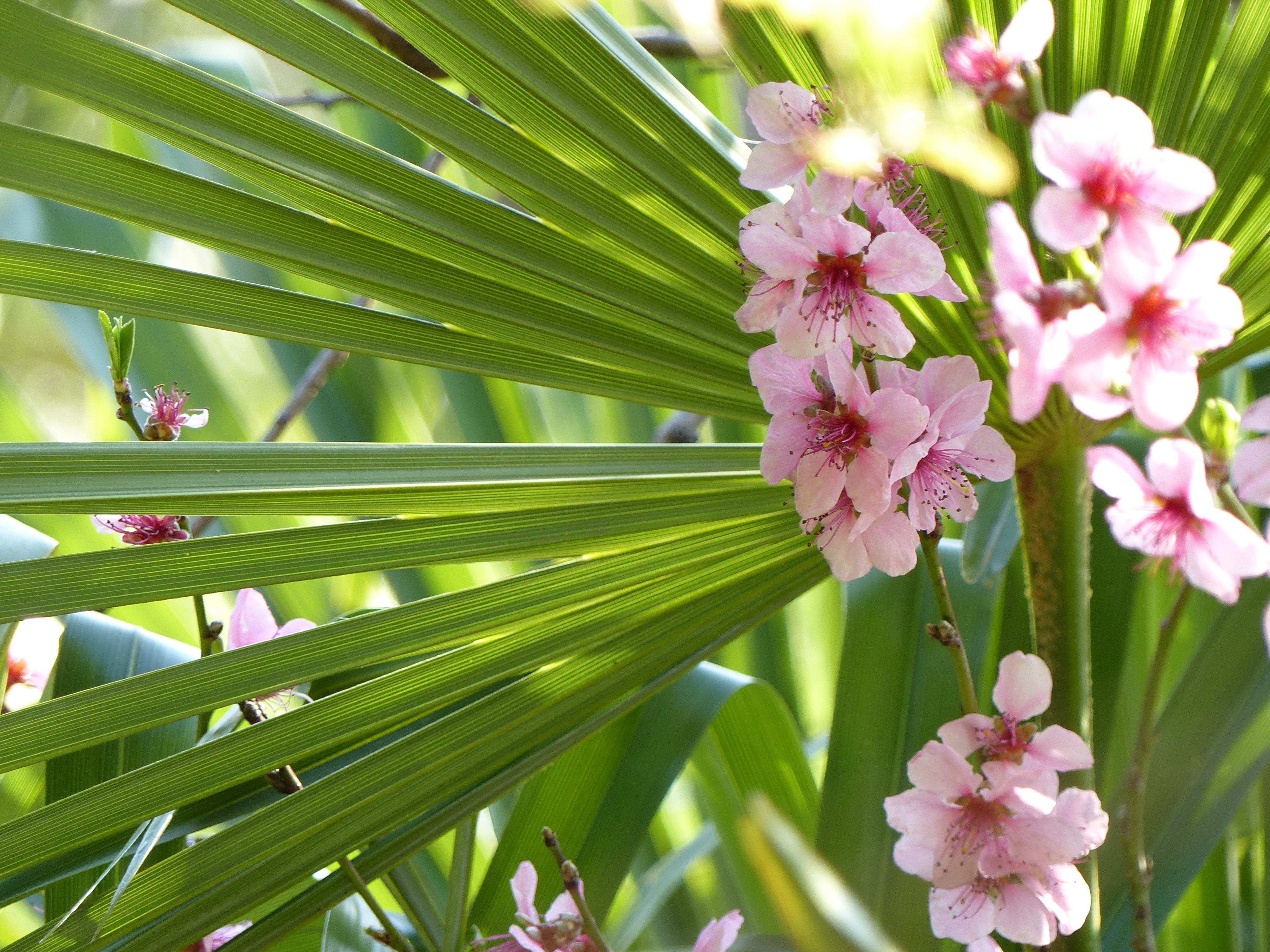
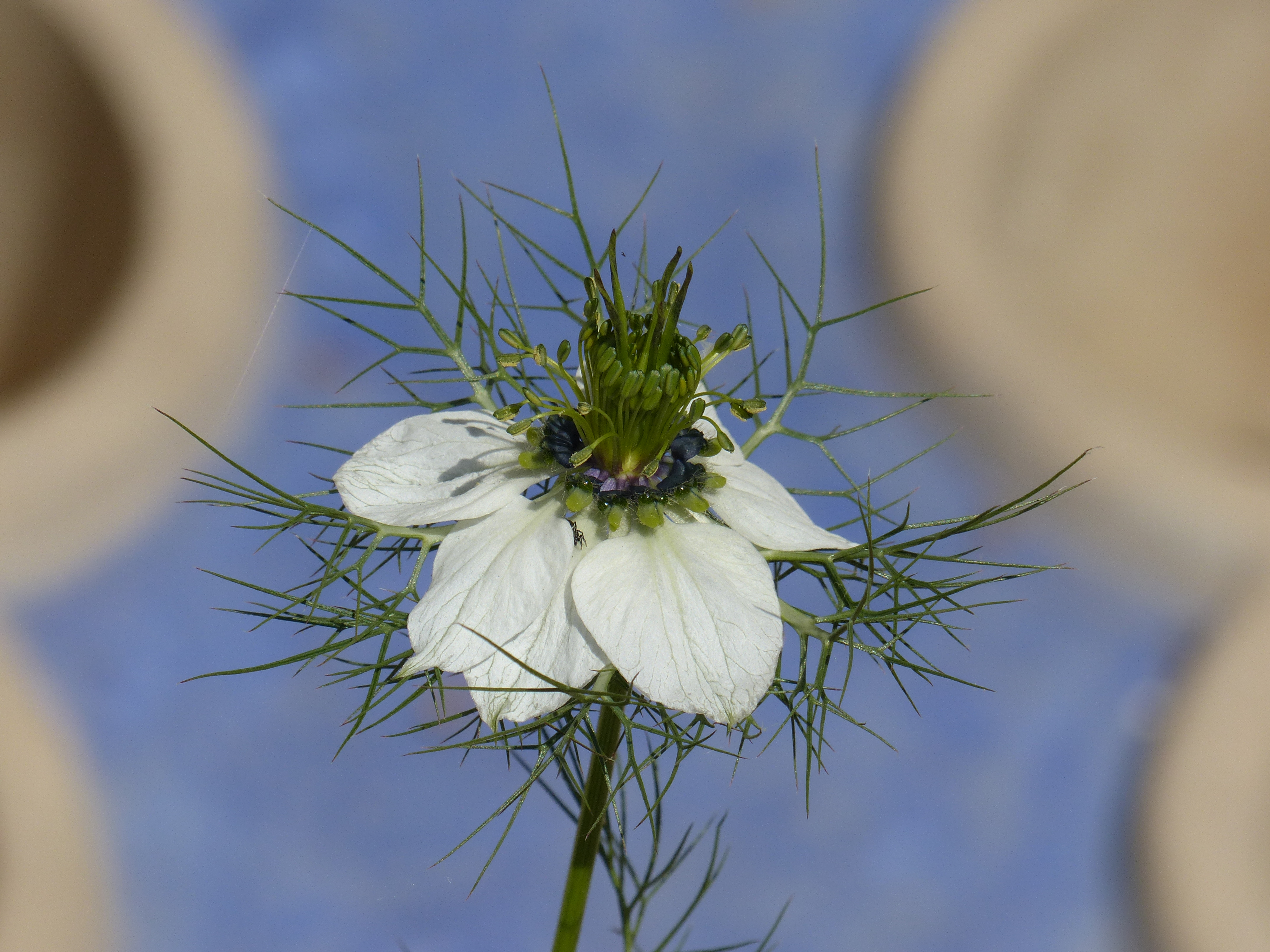
Nigelle (Nigella)
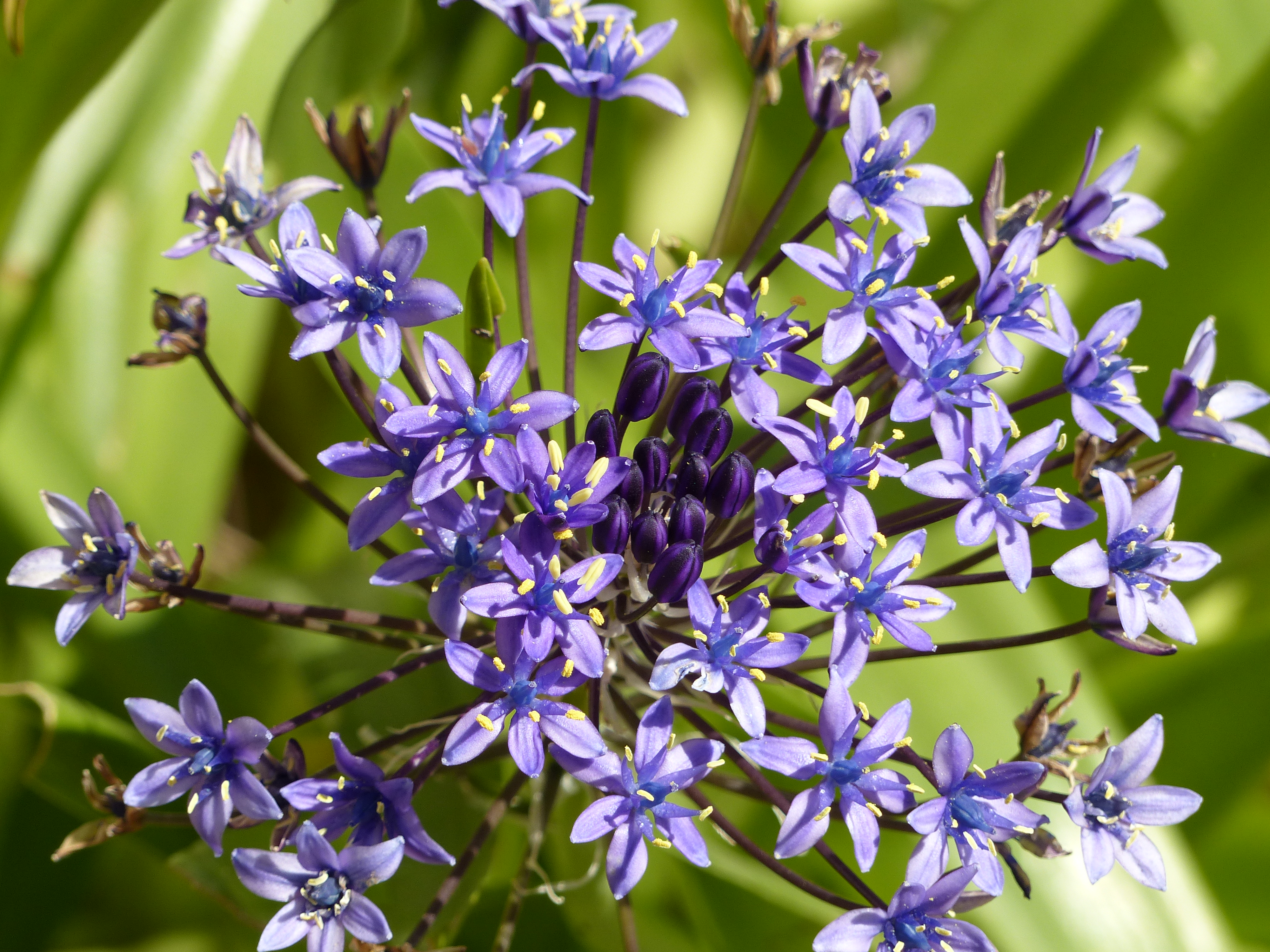
Scille du Pérou (Oncostema peruviana)
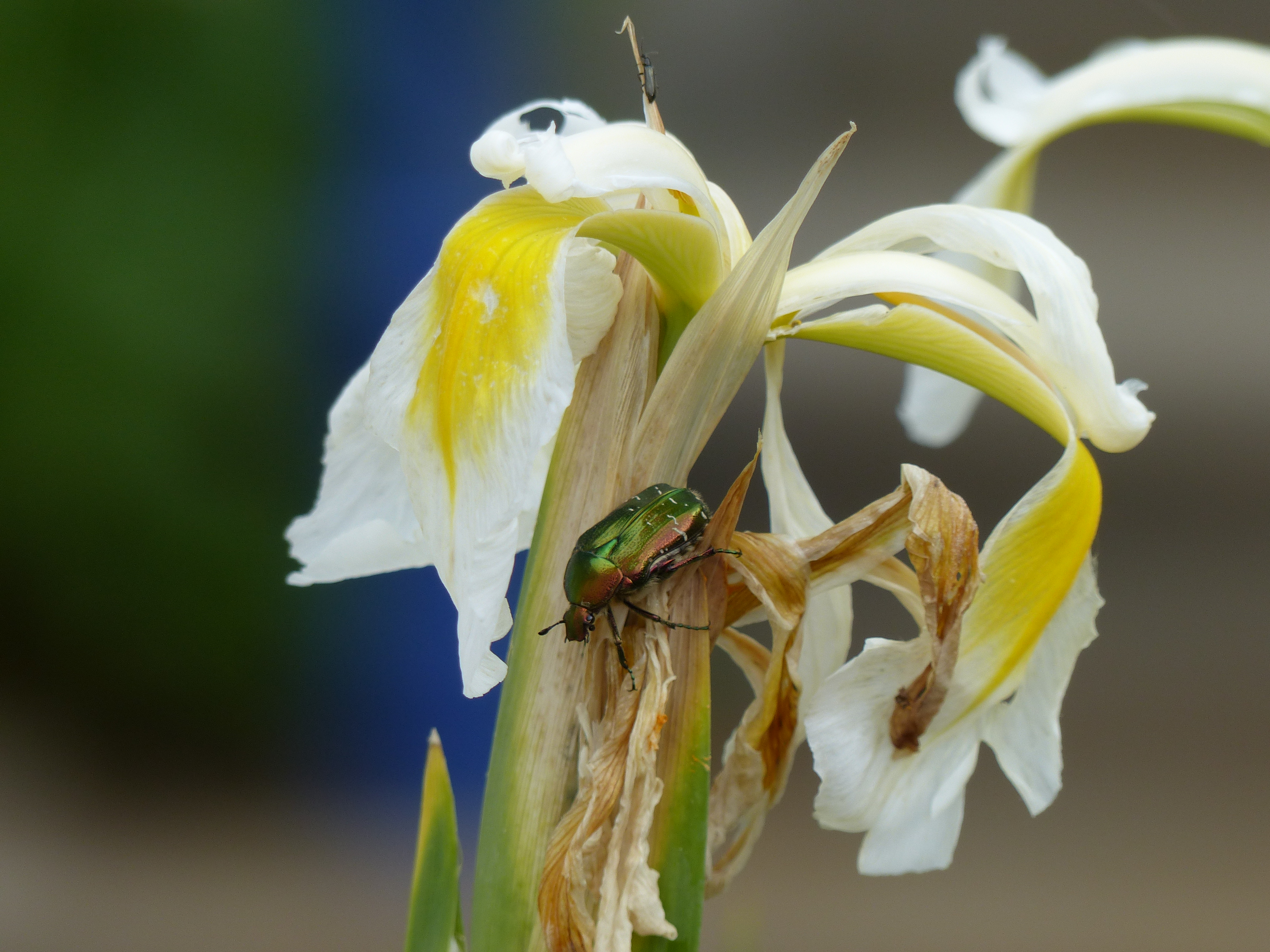
Un scarabée dans un iris
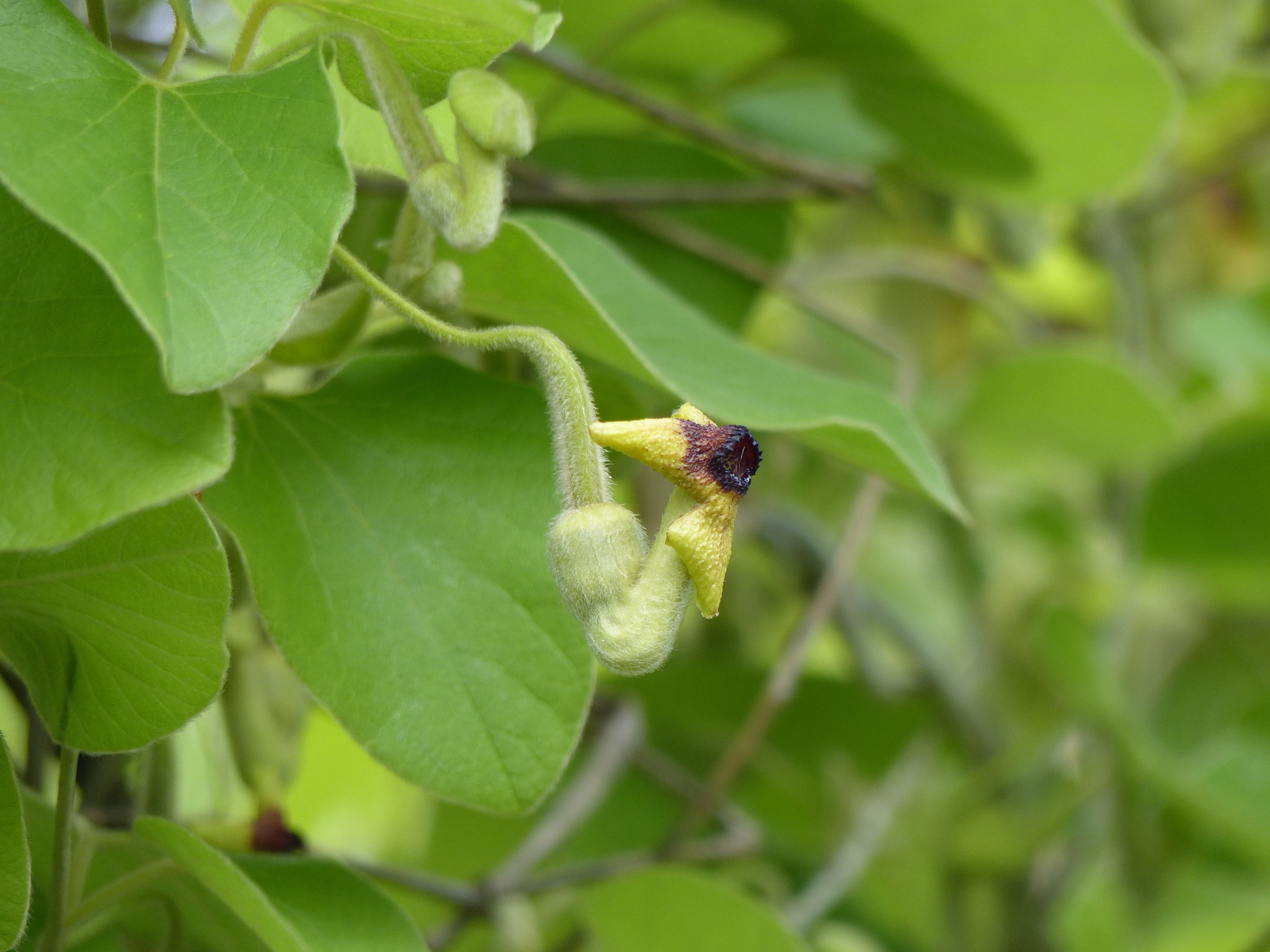
Fleur d'Aristoloche (Aristolochia)
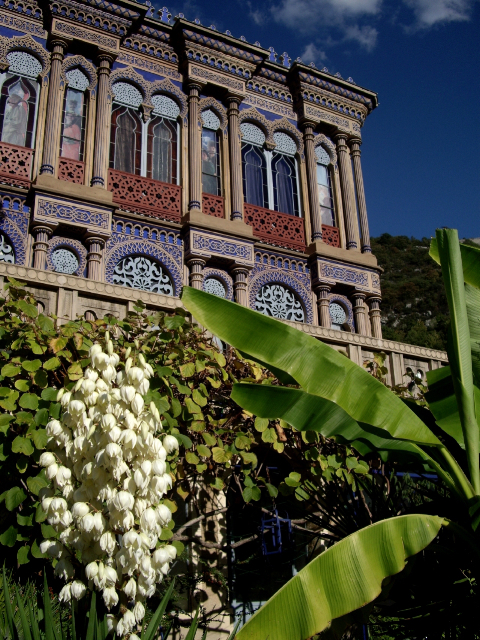
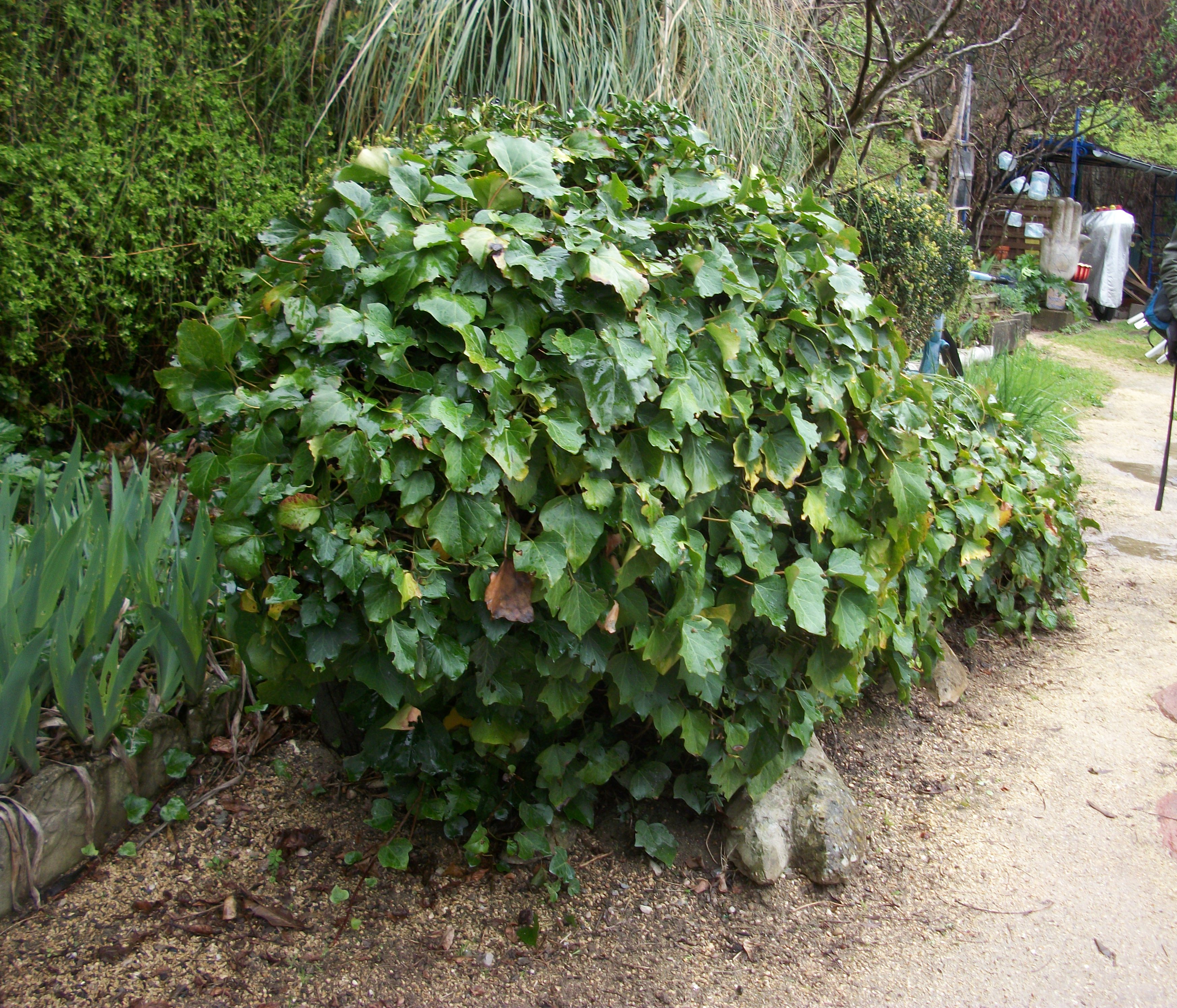
La lierre sur la sculpture du lézard
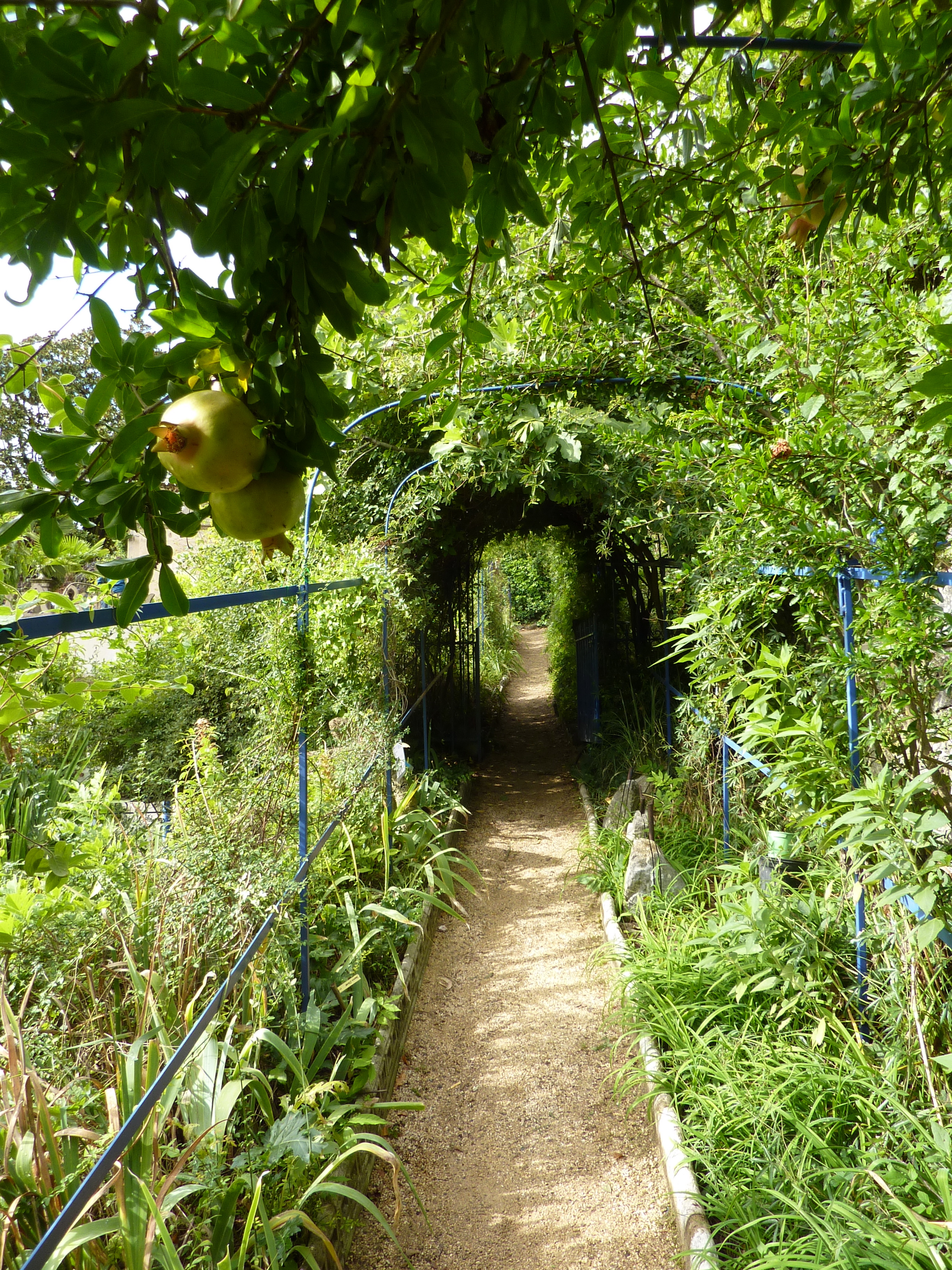

### Faune
Faune présente :
| Oiseaux - Mésange bleue (Cyanistes caeruleus) - Fauvettes - oiseaux libres - Rapaces de la Chartreuses - Col vert | Insectes - Papillon Diane (source?) - Proserpine (Zerynthia rumina) - Machaon (Papilio machaon) - Libellule | Mammifères et reptiles - Couleuvre - Pipistrelle de Nathusius (Pipistrellus nathusii) - Hérisson |

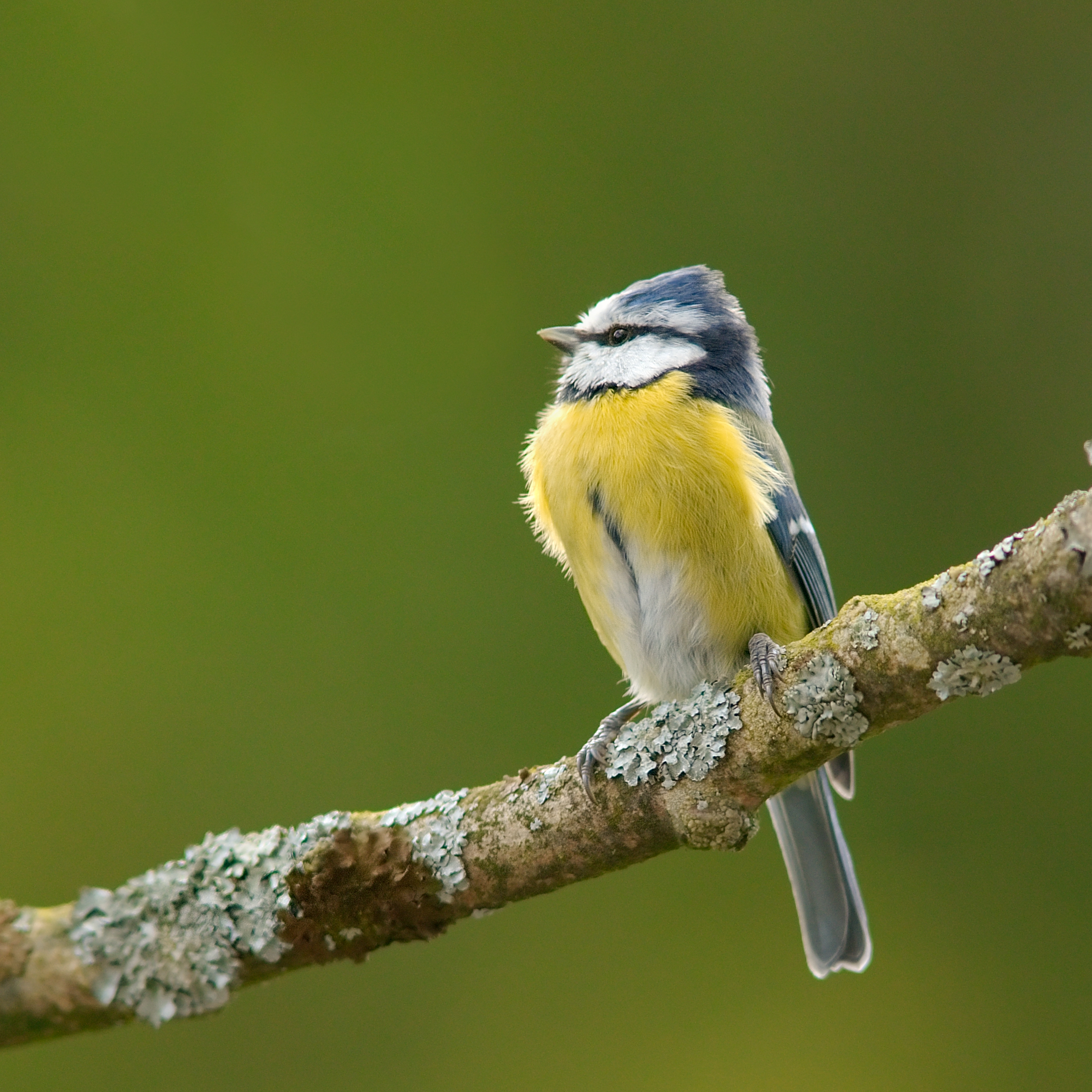
Mésange bleue.
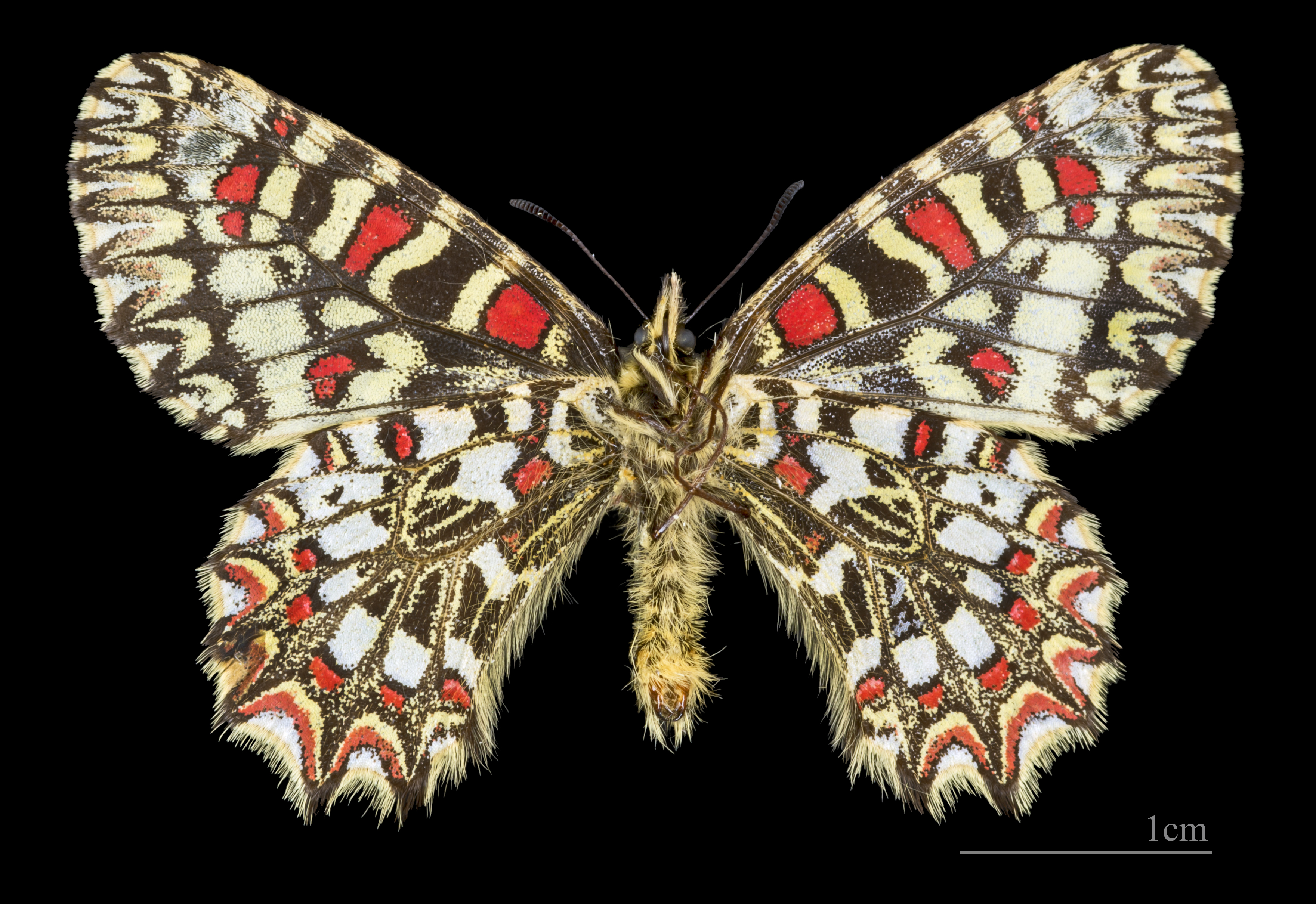
Papillon Proserpine.
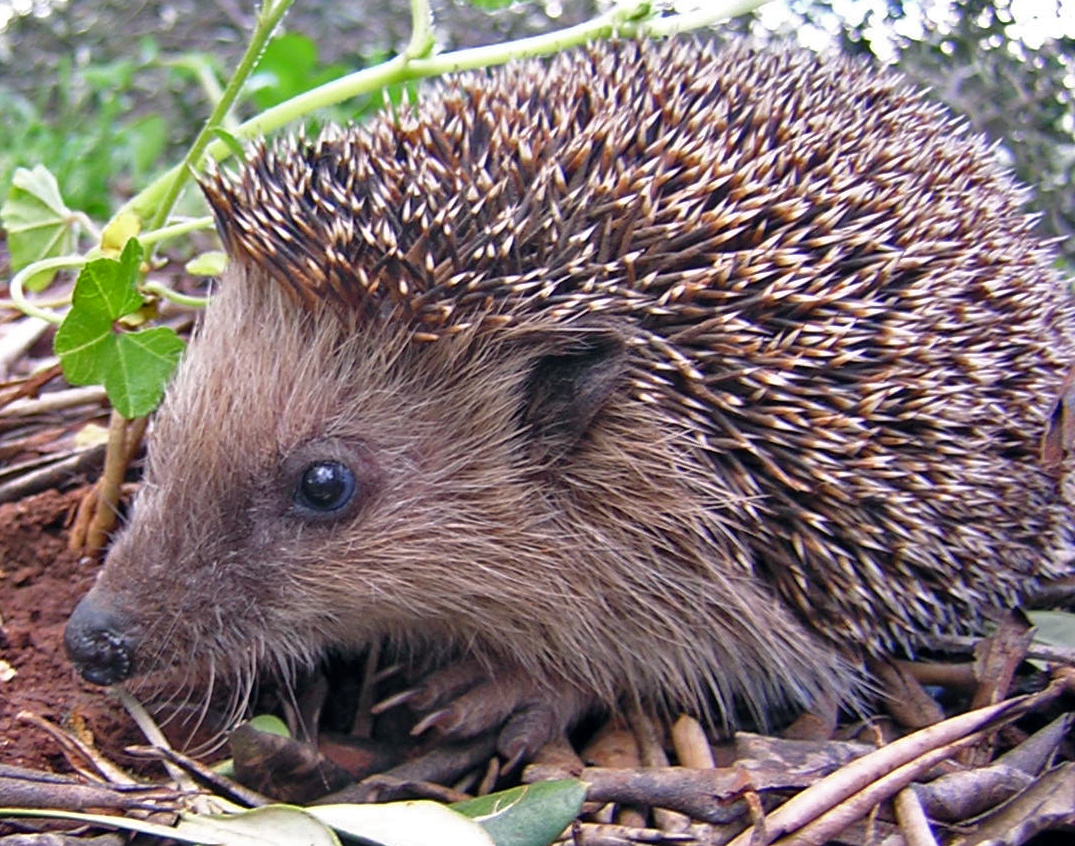
Hérisson.

## Les associations
La Casamaures est le siège de trois associations : Casamaures d'hier et d'aujourd'hui, l'Atelier Tournesol et Le tilleul de Sully, cette dernière créée en 2001.
Créée en 1985, l'association La Casamaures d'hier et d'aujourd'hui prend son nom actuel en 2005. Avec une centaine de membres, elle a pour objet la « valorisation de La Casamaures et protection de son architecture et des décors orientalistes ; sauvegarde et protection du périmètre des abords du monument historique ; développement et promotion d’un lieu d’échanges culturels et de productions artistiques à l’orangerie ; vigilance sur l’utilisation du nom et du droit à l’image de La Casamaures (monument historique de style orientaliste bâti en or gris au XIXe siècle) ». Elle accueille 2 000 visiteurs par an et organise les visites guidées.
Malgré l'absence de sources claires sur la villa, à cause de la destruction des archives de Saint-Martin-le-Vinoux pendant les deux guerres mondiales, l'association a réussi en 30 ans de recherche à reconstruire une partie de l'histoire du Monument historique et à faire la biographie de son premier propriétaire.

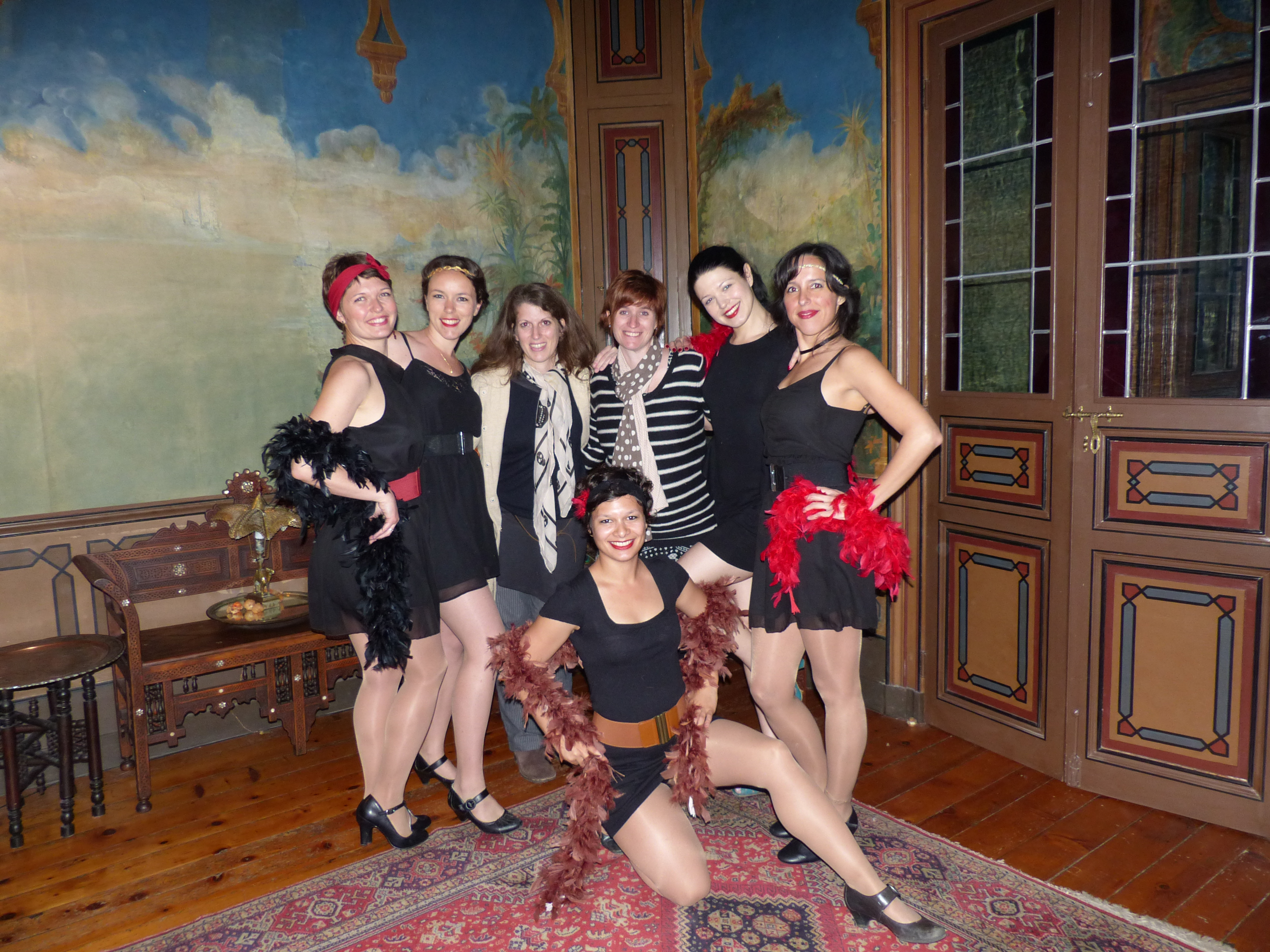
Répétition du groupe de charleston dans le salon.
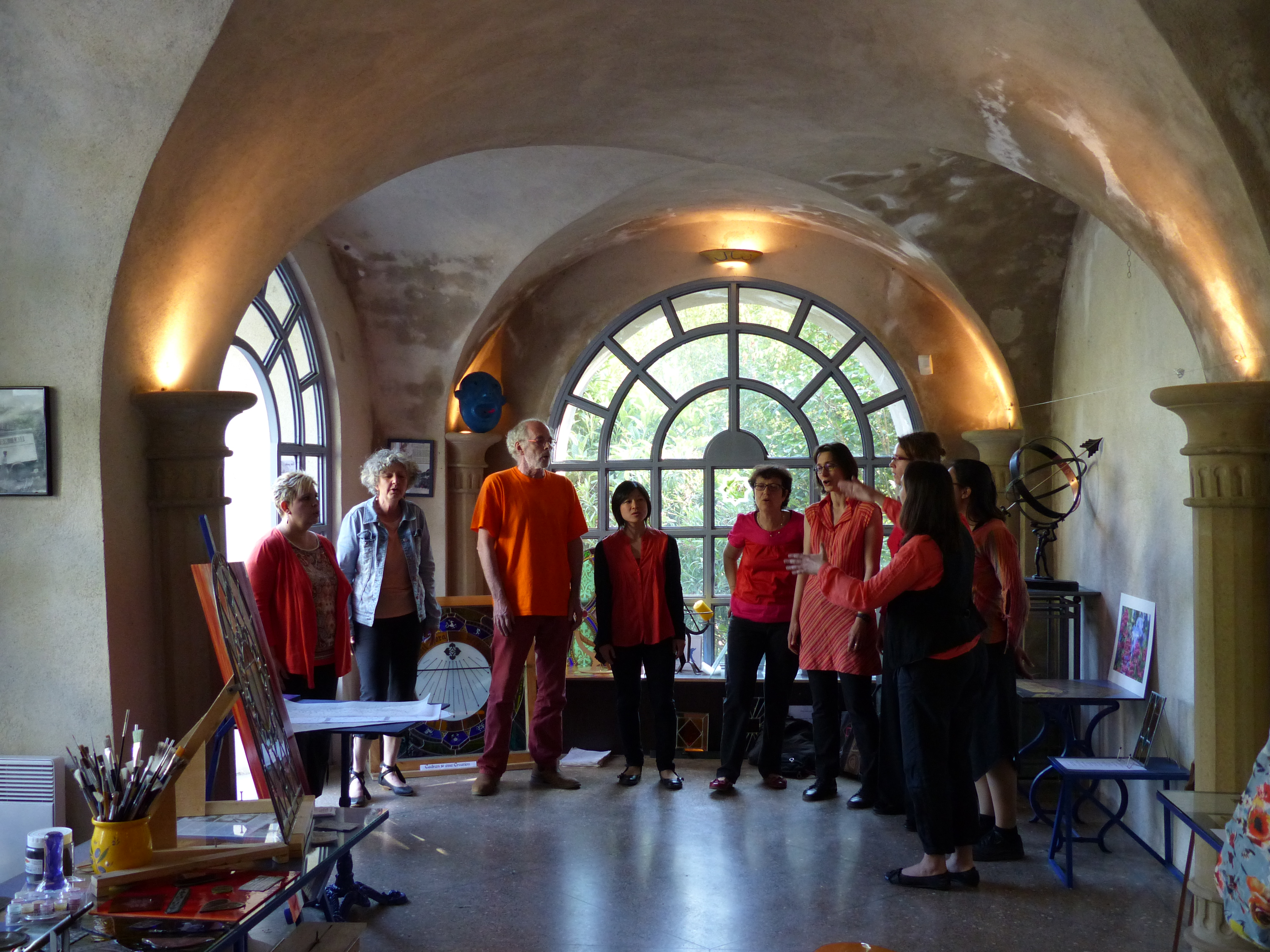
Chorale Apneo Choreo dans l'orangerie, en 2014.
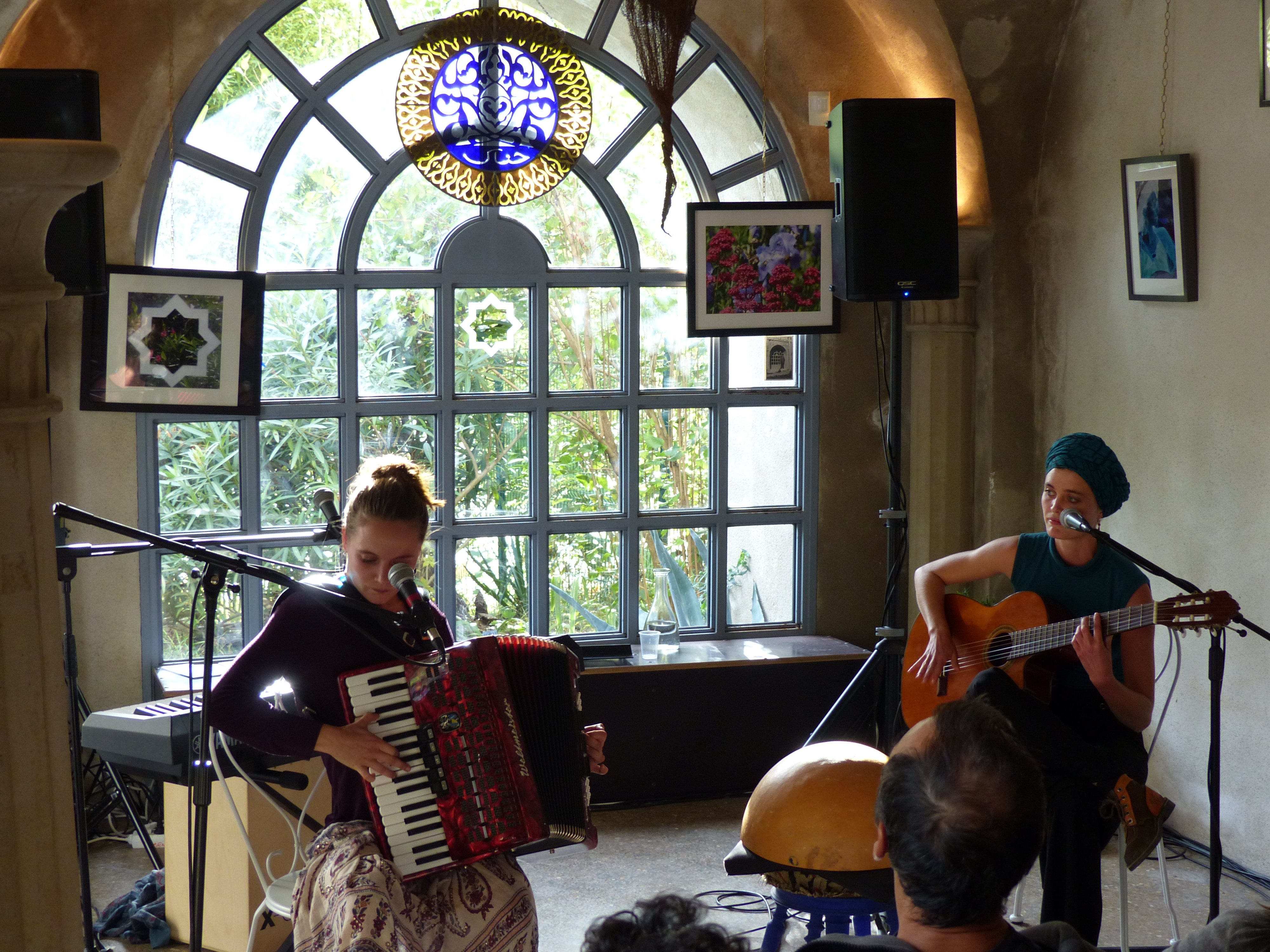
Duo Pazapa dans l'orangerie, en octobre 2014.

L’Atelier Tournesol est une association créée en 1986 spécialisée dans la sauvegarde de cadrans solaires anciens et la création de cadrans solaires contemporains. Pour La Casamaures, elle a calculé et créé six cadrans solaires, notamment le cadran solaire géant du parvis de l'orangerie. Elle a restauré et créé plusieurs cadrans solaires en Isère, Hautes-Alpes, Alpes-de-Haute-Provence et Corse. Lauréat 2012 du concours « Au fil du patrimoine », l'association a collaboré avec Chantal Mazard à l'inventaire de 538 cadrans solaires anciens en Isère en 1998, travail présenté par la publication Les cadrans solaires en Isère. Depuis 1986, elle organise conférences, chantiers et manifestations diverses autour de la gnomonique.

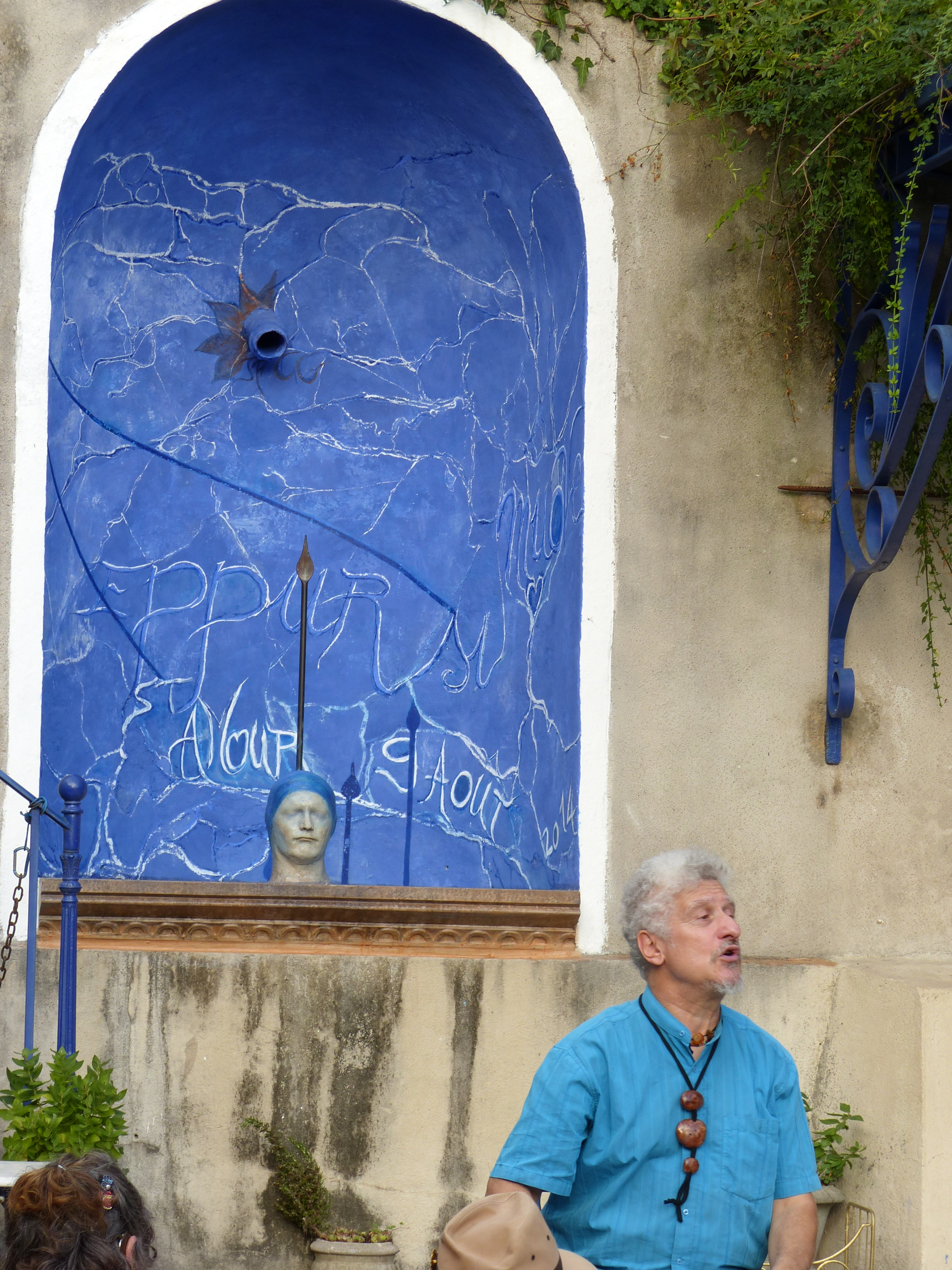
Sam Cannarozzi, conteur devant le cadran solaire de la Saint Amour.
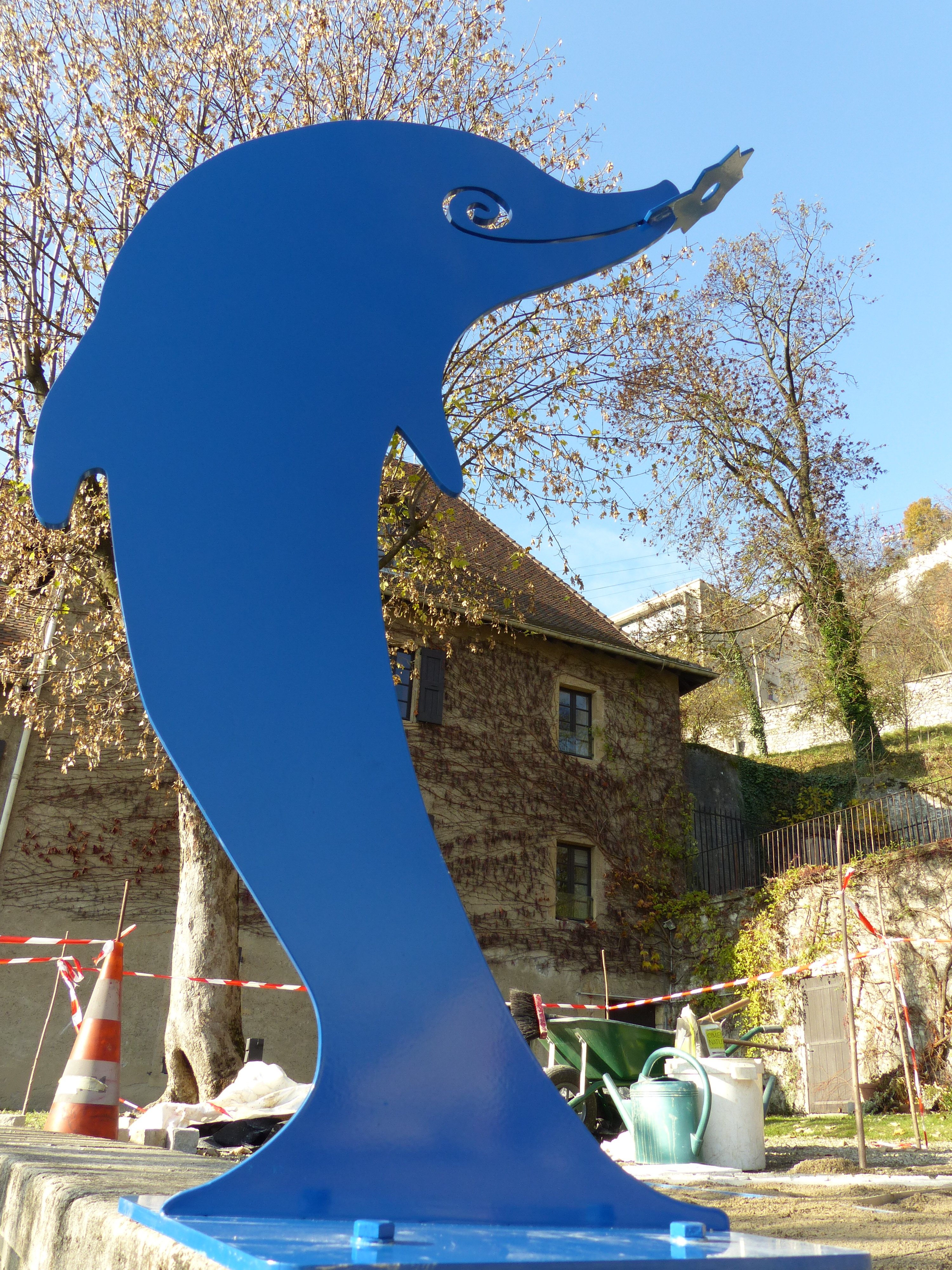
Construction d'un cadran solaire pour le musée dauphinois, en novembre 2013.
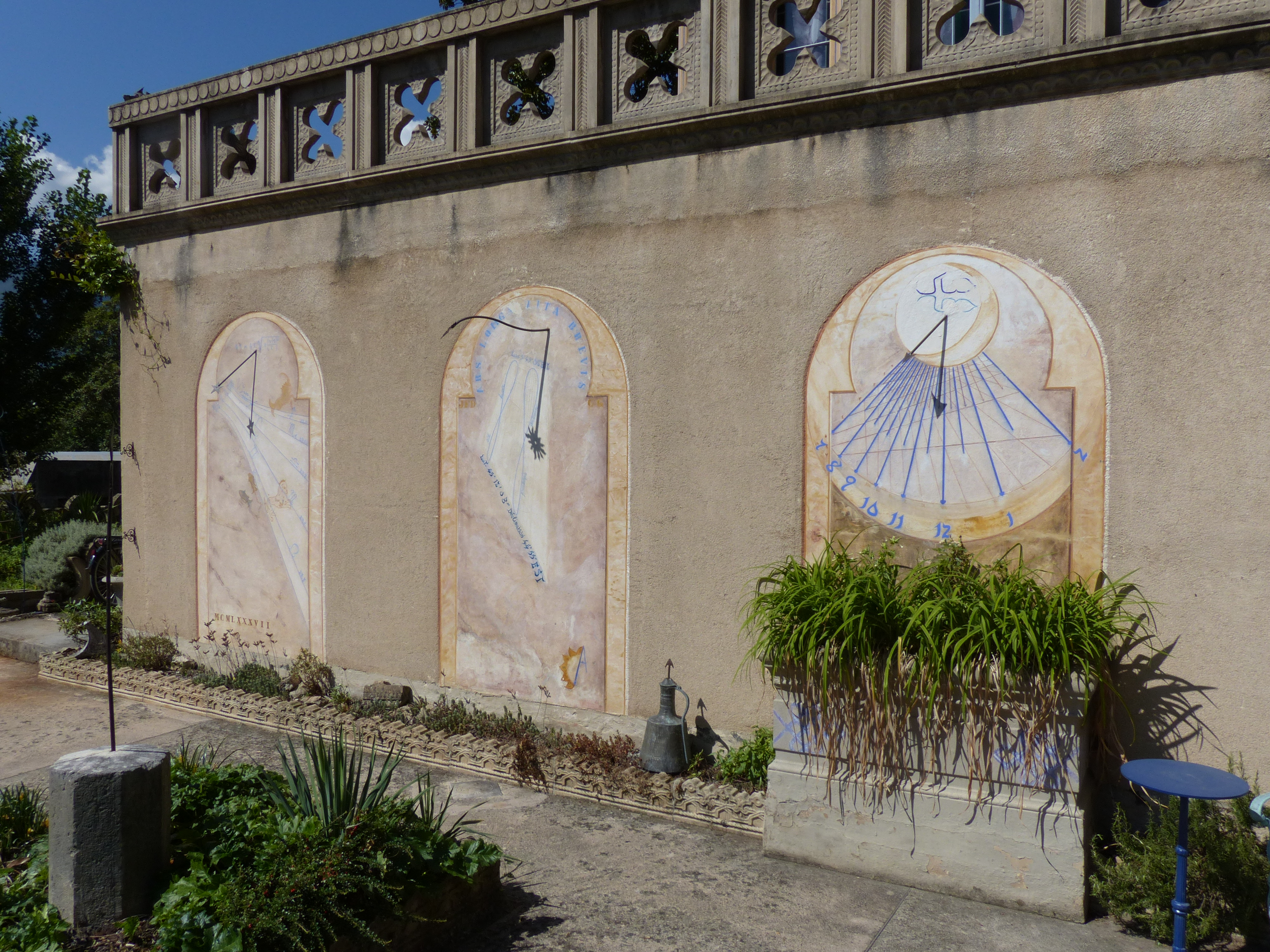
La terrasse des cadrans solaires.
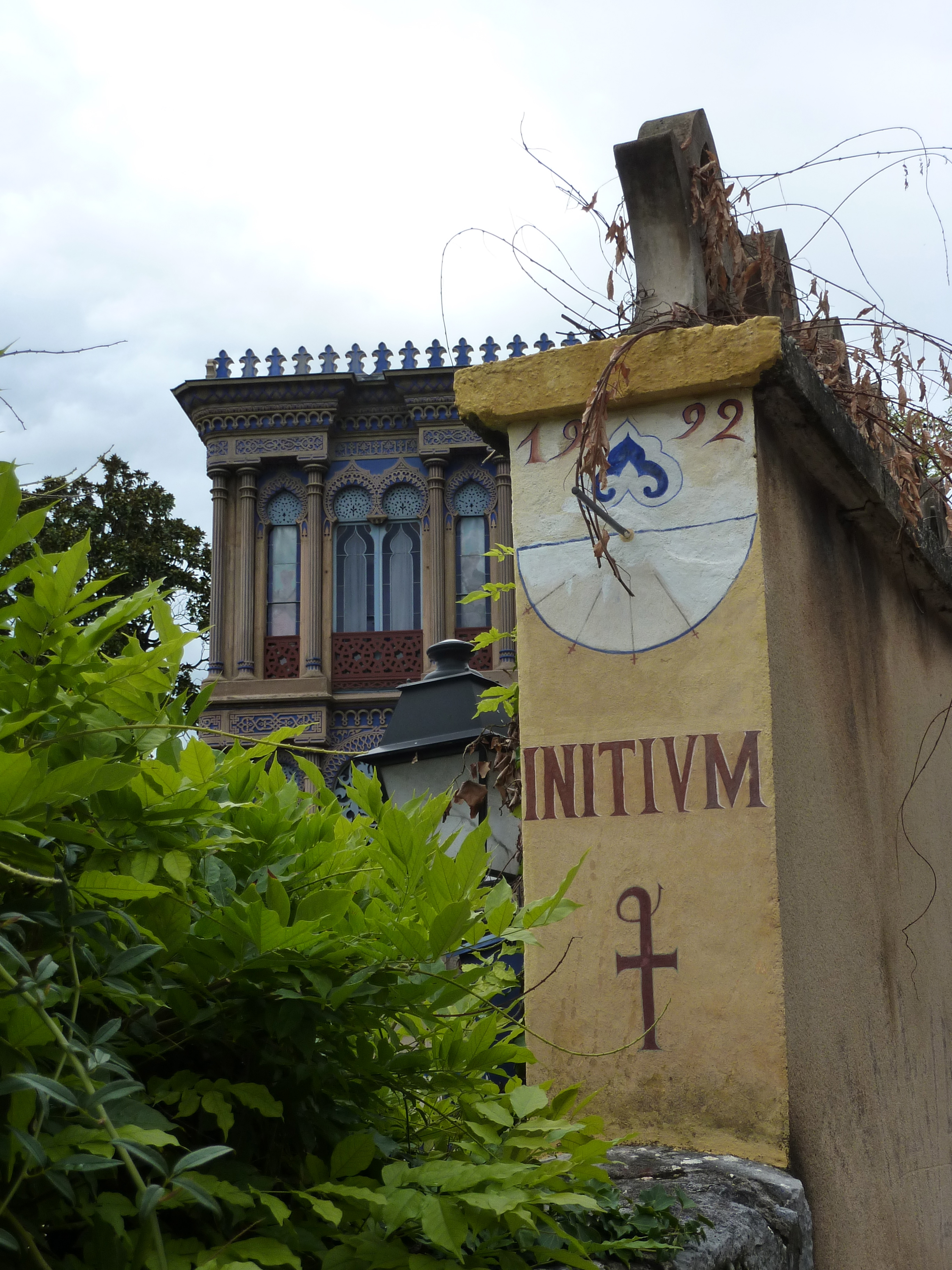
Le cadran solaire sur le mur Est.
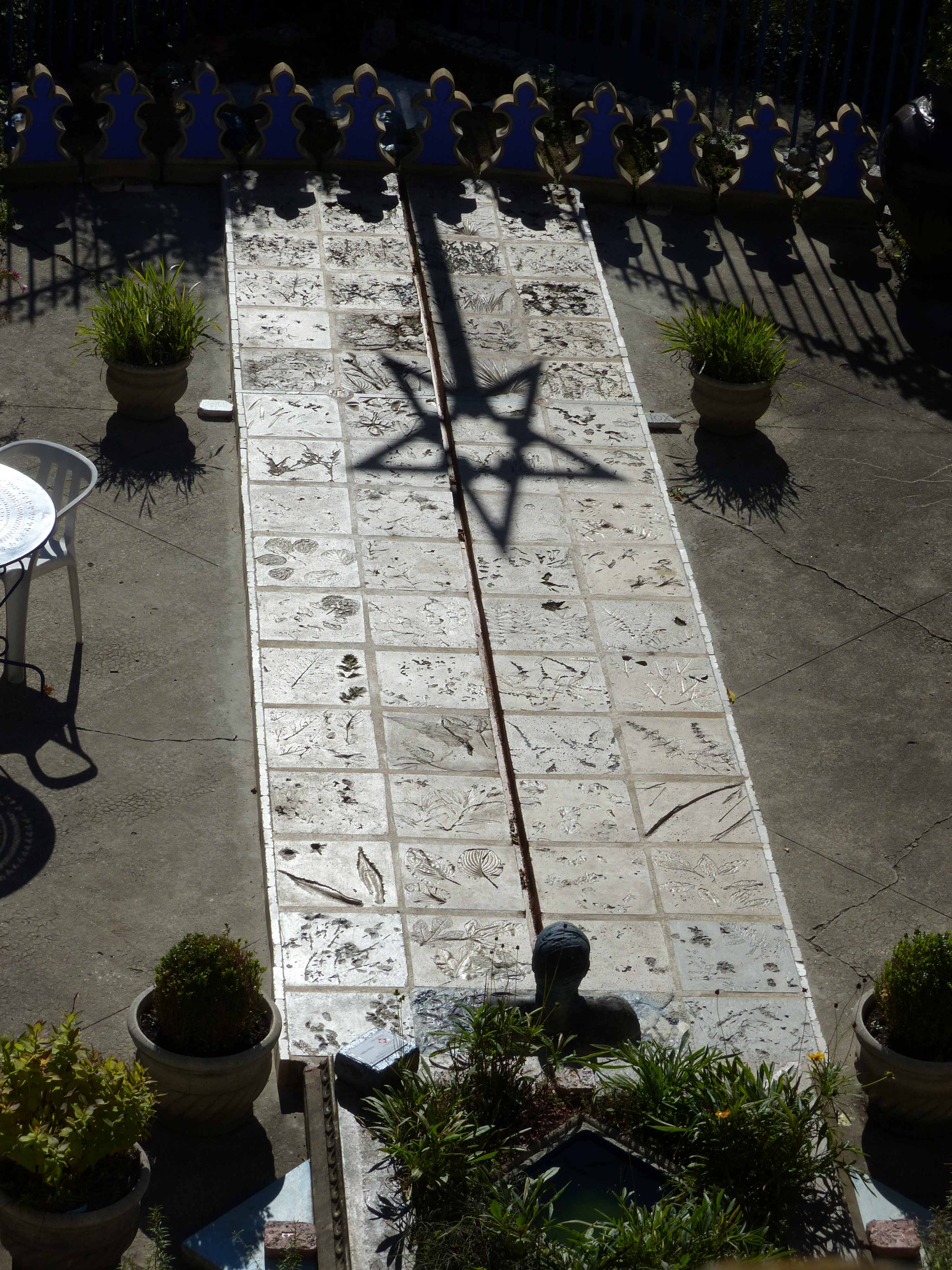
Le grand cadran solaire du parvis, en 2014.

### La Casamaures
- Christiane Guichard (photogr. Alan O'Dinam), La Casamaures, cœurs à corps, Saint-Martin-le-Vinoux, Éd. Casamaures association, 2008, 66 p. (ISBN 978-2-9533153-0-1 et 2-9533153-0-6, OCLC 470596008, BNF 41385647)
- François Botton[n 8], « La Casamaures Saint-Martin-le-Vinoux, Isère : un prototype d'architecture orientaliste en béton moulé », Monumental, Direction du patrimoine, no 17,‎ juin 1997, p. 74-79 (ISSN 1168-4534) (voir aussi François Botton, « Un prototype d'architecture orientaliste en béton moulé : La Casamaures », Béton et patrimoine, Icomos France, no 18,‎ janvier 1999, p. 204)
- François Botton (Dossier de consultation des entreprises : documents photographiques), « La Casamaures. Garde-corps, terrasse haute et restauration de l'orangerie », n. c.,‎ mars 1998
- Valentin Lépine (Terminale STAV 2012-2014), « Dossier Technologique : en quoi est-il difficile de valoriser et protéger un jardin historique en milieu urbain ? », n. c.,‎ juin 2014
- Dominique Peletaz, « La Casamaures. Le matériau béton », Béton et patrimoine, Icomos France, no 18,‎ janvier 1999, p. 204
- Quentin Jagodzinski et Christiane Guichard (écrits mixés entre le rapport de stage de Jagodzinski - Histoire, Université Grenoble II - et les notes de réflexions de Guichard, maître de stage et conservatrice du monument historique La Casamaures), L’armée austro-sardes invisible dans les jardins de La Casamaures ?, Saint-Martin-le-Vinoux, n. c., 2012, 25 p.
- Ines Feriel Boulbene-Mouadji (Memoire du diplôme de magistère, sous la direction du Dr A. Bouchareb), Le style néo-mauresque en Algerie : Fondement, portée, réception. À travers quelques exemples d’édifices à Annaba, Constantine et Skikda, Constantine, Université Montouri-Constantine, Faculté des sciences de la terre, de la geographie et de l’amenagement du territoire, Département d'architecture et d’urbanisme, 2012, 238 p. (lire en ligne), p. 43
- Corinne Langlois et Roland Jancel, Magnolia : l'arbre fleur venu du nouveau monde, Toulouse, Privat, 2010, 127 p., p. 94

### Patrimoine
- Atlas du patrimoine en Isère, Grenoble, Glénat / Musée Dauphinois-Conservation du patrimoine de l'Isère, 1998, 331 p. (ISBN 2-7234-2632-7, OCLC 40823351, BNF 37176740), p. 170–171
- Atlas du Patrimoine industriel de l'Isère, « Quelque utilisation remarquable du ciment », p. 48-49

### Orientalisme
- Mahadjoub Mecheloukh, La mode orientaliste : Grenoble et sa région durant la seconde moitié du XIXe siècle (Mémoire de Maîtrise - Université Pierre Mendès-France ; Département d'Histoire de l'Art ; Grenoble II), Grenoble, 1993, 207 p.
- Miles Danby (trad. de l'anglais), Style mauresque, Paris, Phaidon, 2002, 238 p. (ISBN 0-7148-9075-8)
- Lynne Thornton, Les orientalistes : Peintres voyageurs, Courbevoie (Paris), ACR Poche Couleur, 1993, 192 p. (ISBN 2-86770-060-4, lire en ligne)
- Christine Peltre, Orientalisme, Pierre Terrail, 253 p. (ISBN 978-2-87939-346-9 et 2-87939-346-9)
- Christine Peltre, Dictionnaire culturel de l'orientalisme, Paris, Hazan, 2003, 144 p. (ISBN 2-85025-882-2)
- Bernard Toulier, « Un parfum d’Orient au cœur des villes d’eaux », In situ, no 7,‎ février 2006 (lire en ligne, consulté le 11 avril 2015)

### Cadrans solaires
- Chantal Mazard et la collaboration de l'Atelier Tournesol, Les cadrans solaires en Isère, Grenoble, PUG, 2010, 142 p. (ISBN 978-2-7061-1679-7, OCLC 779693256, BNF 42555839), p. 142–143.
- « Grenoble : le musée, l'horloge solaire du lycée Stendhal et la Villa Casamaures », Bulletin - Société des amis du Vieux Chambéry, Chambéry, no 43,‎ 2004, p. 53. (ISSN 0338-3768, BNF 34397858, lire en ligne)

### Ciment naturel prompt
- Anne Cayol-Gerin, Christiane Guichard et Brigitte Riboreau, L'or gris du Grand Grenoble, Lyon, Patrimoine Rhônalpin, coll. « Guide du patrimoine rhônalpin » (no 25), 2000, 34 p. (ISBN 2-909692-19-1, BNF 37622954), p. 30-34
- Cédric Avenier, Ciment naturel, Grenoble, Glénat, 2007, 175 p. (ISBN 978-2-7234-6158-0)
- Cédric Avenier, Les ciments de l'Isère : Deux siècles d'innovation, Grenoble, Dauphiné Liberé, 2010, 51 p. (ISBN 978-2-8110-0008-0)
- Claude Fégueux, Histoire de la cimenterie de Grenoble et sa région : des origines à 1939, Grenoble, s.n., 1972
- Anne Cayol-Gerin, « L'envers du béton », Alpes Magazine, no 40,‎ mars-avril-mai 2008, p. 54-59
- Anne Cayol-Gerin et Brigitte Riboreau, « Grenoble d'or gris », Alpes Magazine, no 21,‎ mai-juin 1993, p. 20-33
- Yves Nicolas, « L'or gris de Grenoble », Le monde alpin et rhodanien, Musée dauphinois, nos 3-4,‎ 1987, p. 145-162
- Nicole Vatin-Pérignon, « La Société des ciments de la Porte de France aux origines de l'Histoire de "L'or gris de Grenoble », Bulletin mensuel de l'Académie delphinale, no 4,‎ mai 2002, p. 75-88
- Anne Cayol-Gerin et Brigitte Riboreau, « Les origines du ciment en Dauphiné », Béton et patrimoine, Icomos France, no 18,‎ janvier 1999, p. 204

### Saint-Martin-le-Vinoux
- Histoire des communes de l'Isère : Grenoble et son arrondissement, Le Coteau, Horvath Roanne, 1998, 469 p. (ISBN 2-7171-0495-X), p. 276-279
- Éric Tasset, Châteaux forts de l'Isère, Éditions de Belledonne, 2005, p. 484-487

### Articles
- Pascale Thuillant, « Visite de la célèbre villa La Casamaures », Elle Maison,‎ 20 février 2013 (lire en ligne)
- « La Casamaures, classée "Monument historique" depuis 25 ans », Ciment & Architecture,‎ mai 2011 (lire en ligne)
- « Une distinction nationale pour La Casamaures », Le Dauphiné Libéré,‎ 15 septembre 2009
- Kristine Barut-Dreuilhe et Isabelle de Charnace-Baulme, « Menaces, sur le palais de l'or gris », La Demeure historique, no 165,‎ juin 2007, p. 56-59 (lire en ligne)
- Priscille de Saint-Bon, « Victoire pour La Casamaures : la rocade ne passera pas ! », La Demeure historique, no 177,‎ juin 2010, p. 54
- Rosalie Hurtado, « La Casamaures retrouve ses colonnes et sa superbe », Le Moniteur, no 5147,‎ 19 juillet 2002 (lire en ligne, consulté le 13 avril 2015)
- « Les rêves orientaux des princes », Le Dauphiné libéré,‎ décembre 1987
- « Une distinction nationale pour La Casamaures », Le Dauphiné Libéré,‎ 15 septembre 2009
- Claire Courcier Frangi, « La Villa Casamaures, folie d’Orient au cœur des Alpes », Métiers d'art, no 255,‎ septembre-novembre 2012, p. 46-49 (ISSN 1631-7726, lire en ligne)

### Franc-maçonnerie en Isère
- Jean-Claude Duclos, René Favier et al., Etre Franc-Maçon en Isère en 1940 : [exposition, Grenoble, Musée de la résistance et de la déportation de l'Isère, 20 mai 2006-19 mars 2007], Grenoble, Musée Dauphinois, 2006, 110 p. (ISBN 2-905375-83-3)
- Bourgeois Henri et Eric Chevrier, Les arts réunis, loge républicaine, 1824/1994 : Histoire de la maçonnerie grenobloise, Bourg D'Oisans, Les Arts Réunis. Bourg D'Oisans Imp., 1994 (ASIN B00IE23R24)

### Ouvrages anciens
- A. Pagès (substitut du procureur général), Usages et règlements locaux servant de complément à la loi civile et topographie légale du département de l'Isère, Grenoble, Baratier frères et fils, 1855, 260 p. (OCLC 459065383, BNF 33637342, lire en ligne), chap. 1.
- Owen Jones (trad. de l'anglais, préf. Jean-Paul Midant), Grammaire de l'ornement, illustrée d'exemples pris de divers styles d'ornement [reprint éd. originale], Paris, L'Aventurine, 2001 (1re éd. 1856, Day and son, Londres), 228 p., 33 cm (ISBN 2-87689-000-3 et 2914199104, OCLC 468579119, BNF 37735632, lire en ligne)